# Lieux de mémoire littéraires
Les lieux de mémoire littéraires, dans l'acception ordinaire de l'expression, moins large que la définition adoptée par Pierre Nora (cf. article Lieux de mémoire), sont des endroits marqués par le souvenir de la présence d'un écrivain ou par un événement lié à la littérature.

## Présentation

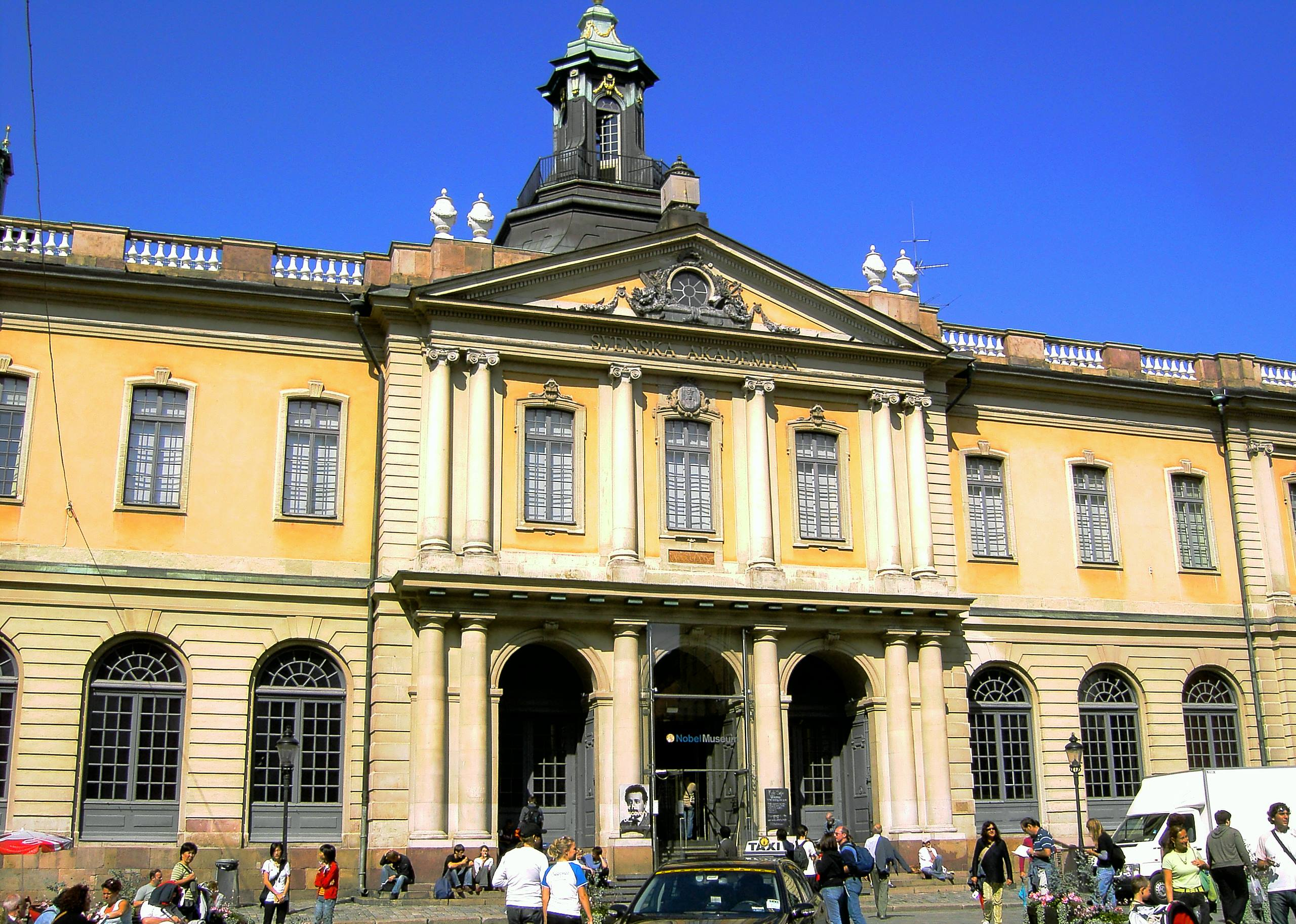
Académie Nobel du Prix Nobel de littérature, à Stockholm en Suède.

Parmi ces lieux de mémoire figurent au premier chef les tombeaux et les résidences des littérateurs. On peut y ajouter les statues et monuments dont l'érection ouvre une problématique intéressante (choix du lieu, commanditaire, date, choix du sculpteur...) ainsi que les lieux d'événements liés à la littérature par la vie littéraire (salle de théâtre, Académie française, Académie Nobel...) ou par une thématique particulière (lieu d'inspiration comme le lac du Bourget pour Lamartine)
Suit une liste illustrée de ces lieux avec des renvois aux articles spécifiques (classement par ordre alphabétique des auteurs).

## Résidences en France

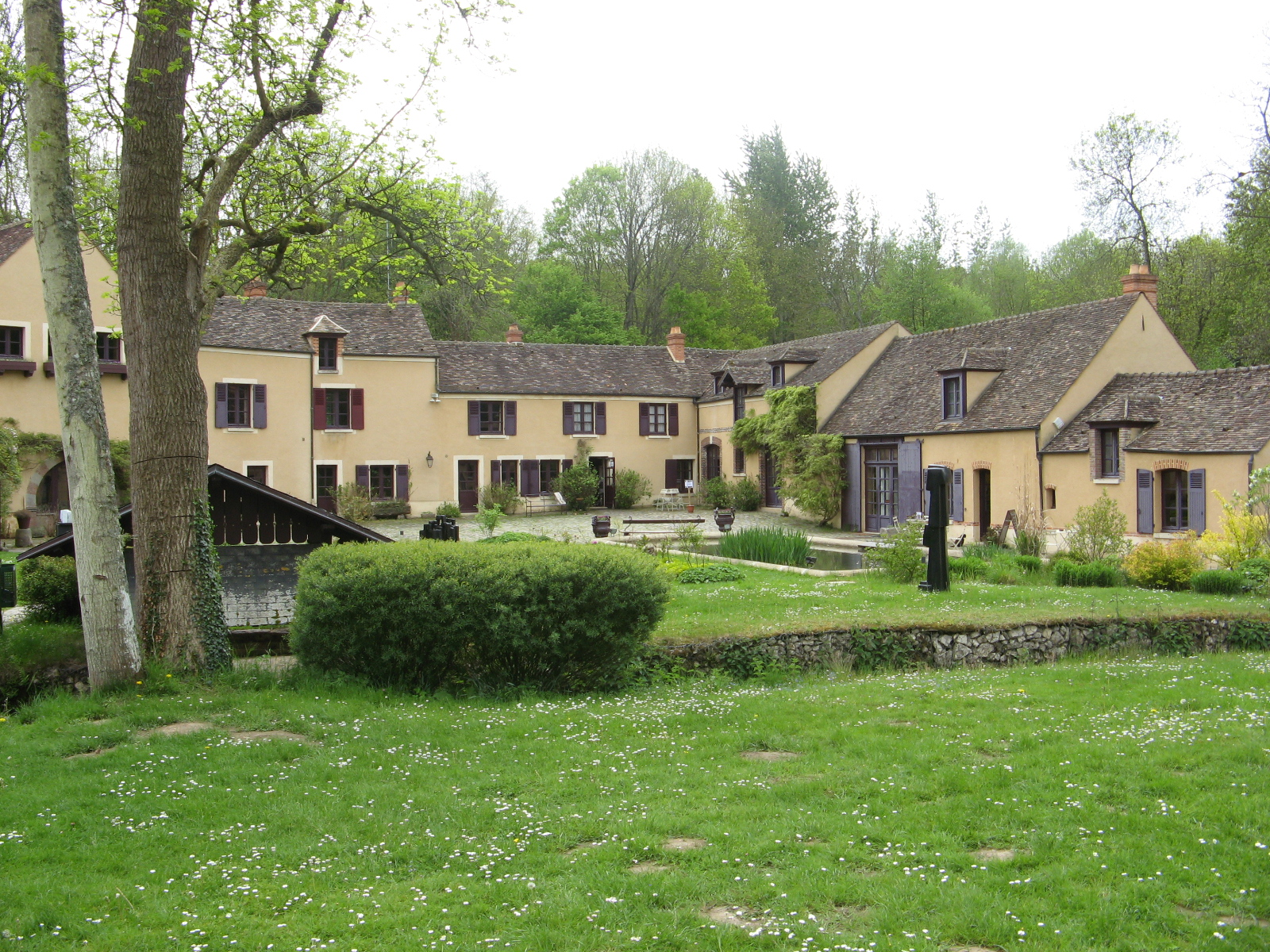
Moulin de Villeneuve, Aragon, et Elsa Triolet.
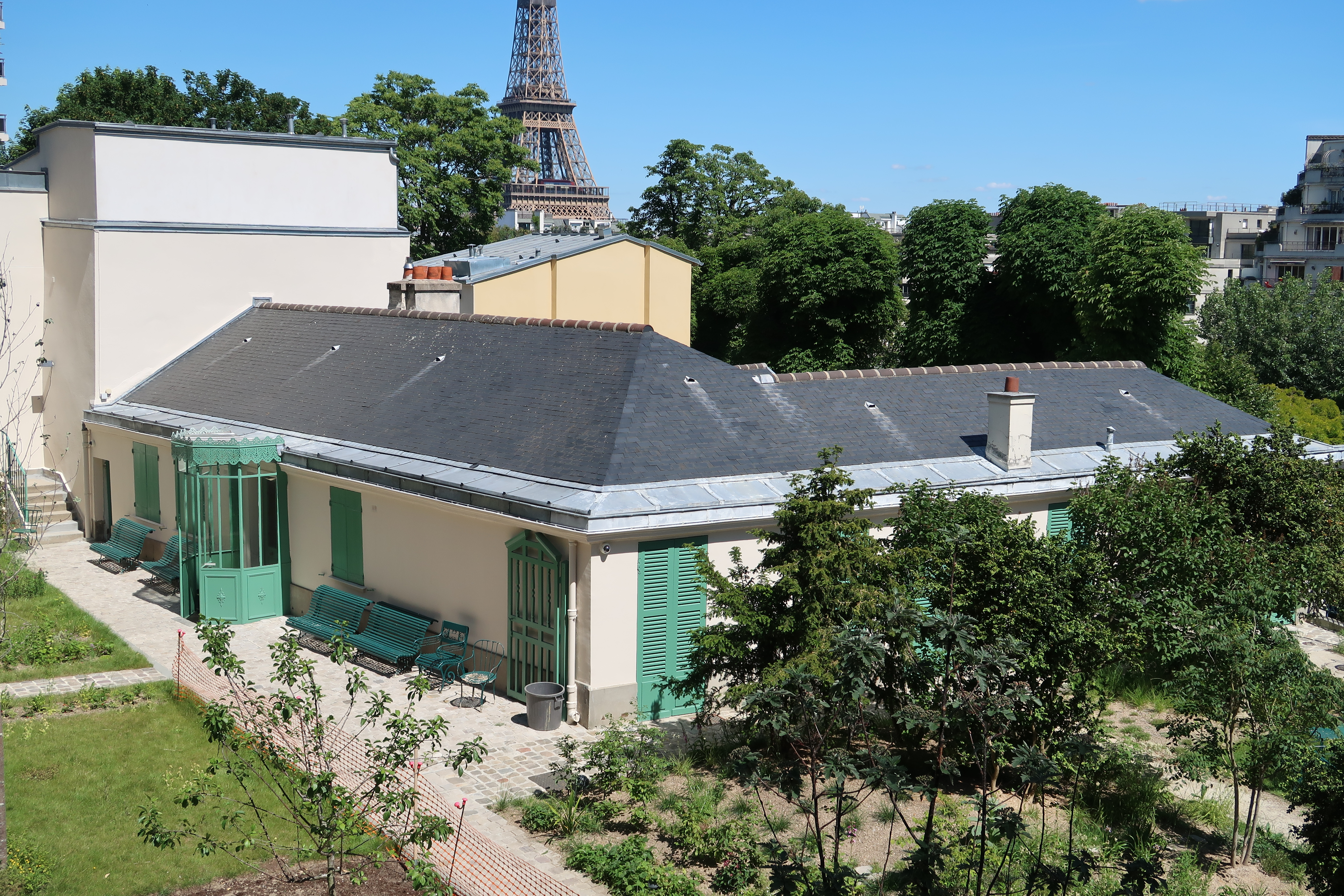
Maison de Balzac, Paris, Balzac.
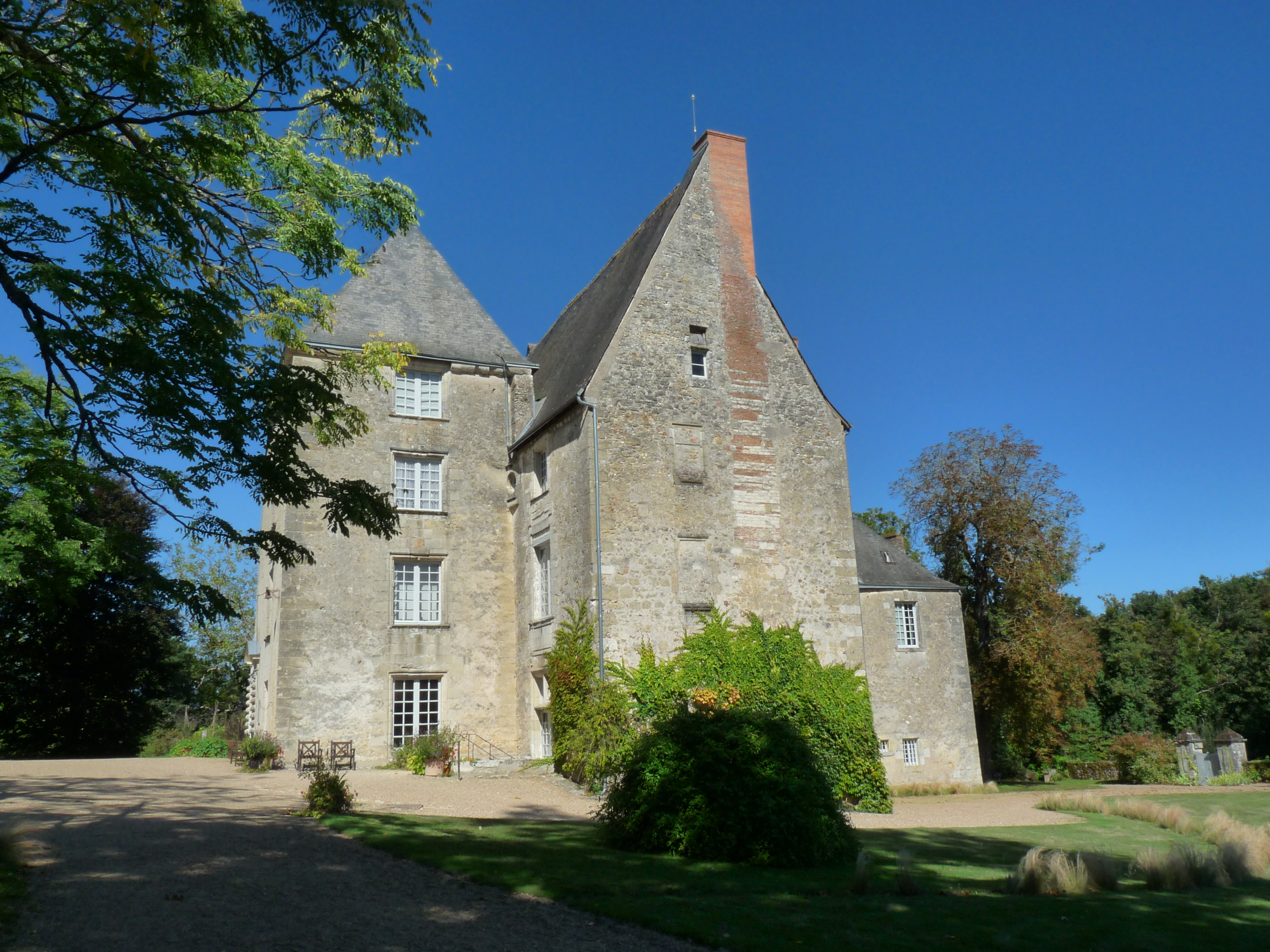
Château de Saché, Touraine, Balzac.
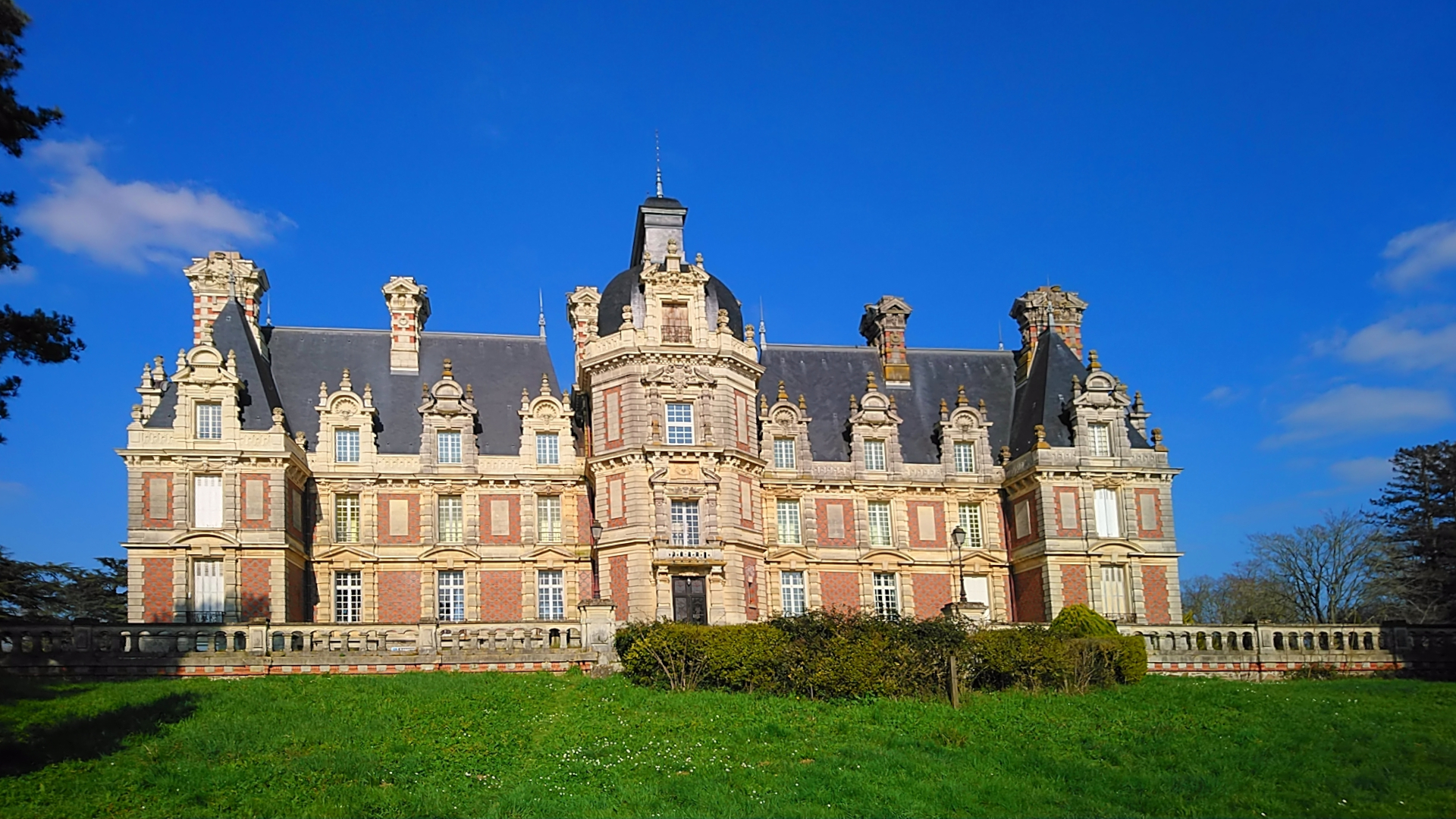
Château de la Turmelière, Anjou, Du Bellay.
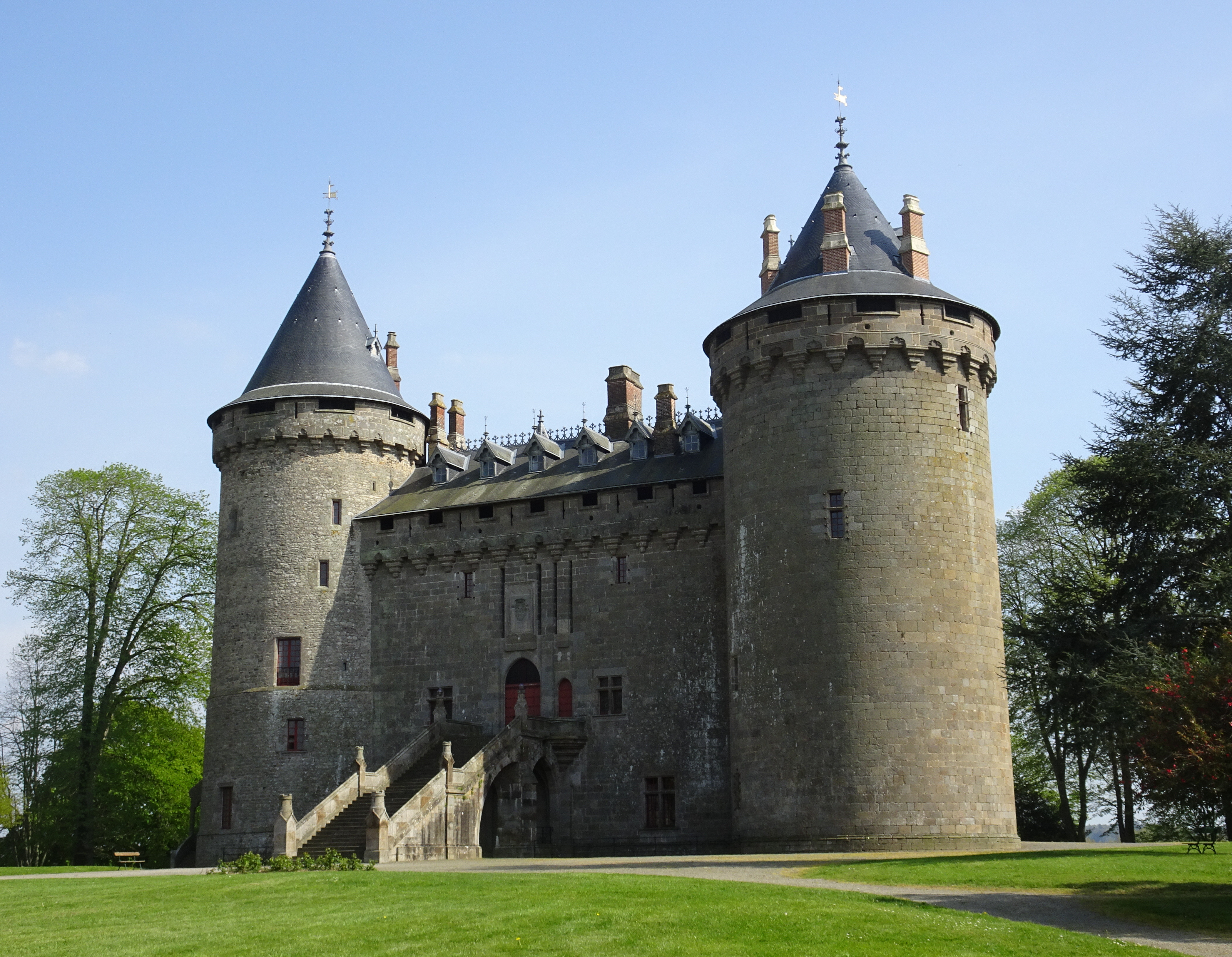
Château de Combourg, Bretagne, Chateaubriand.
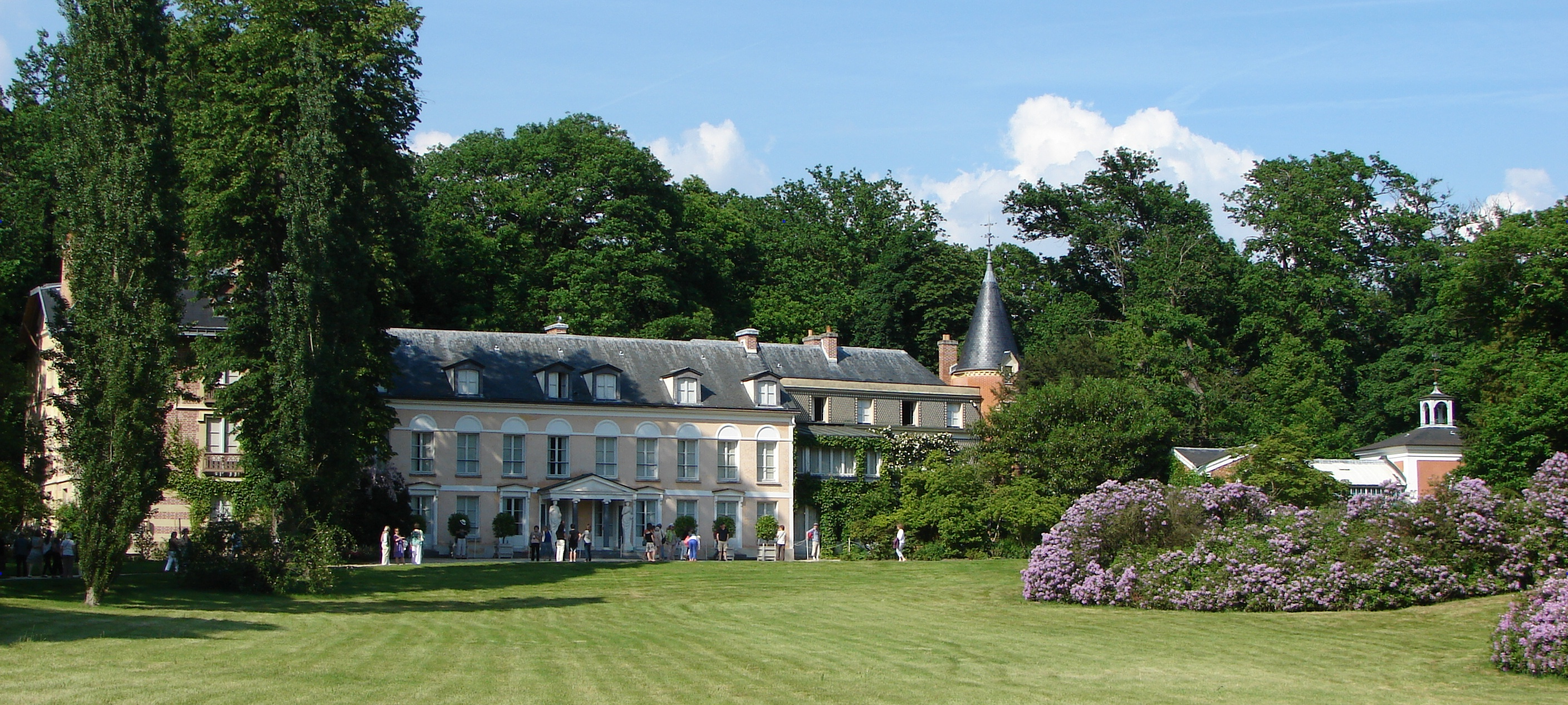
Vallée-aux-Loups, Hauts-de-Seine, Chateaubriand.
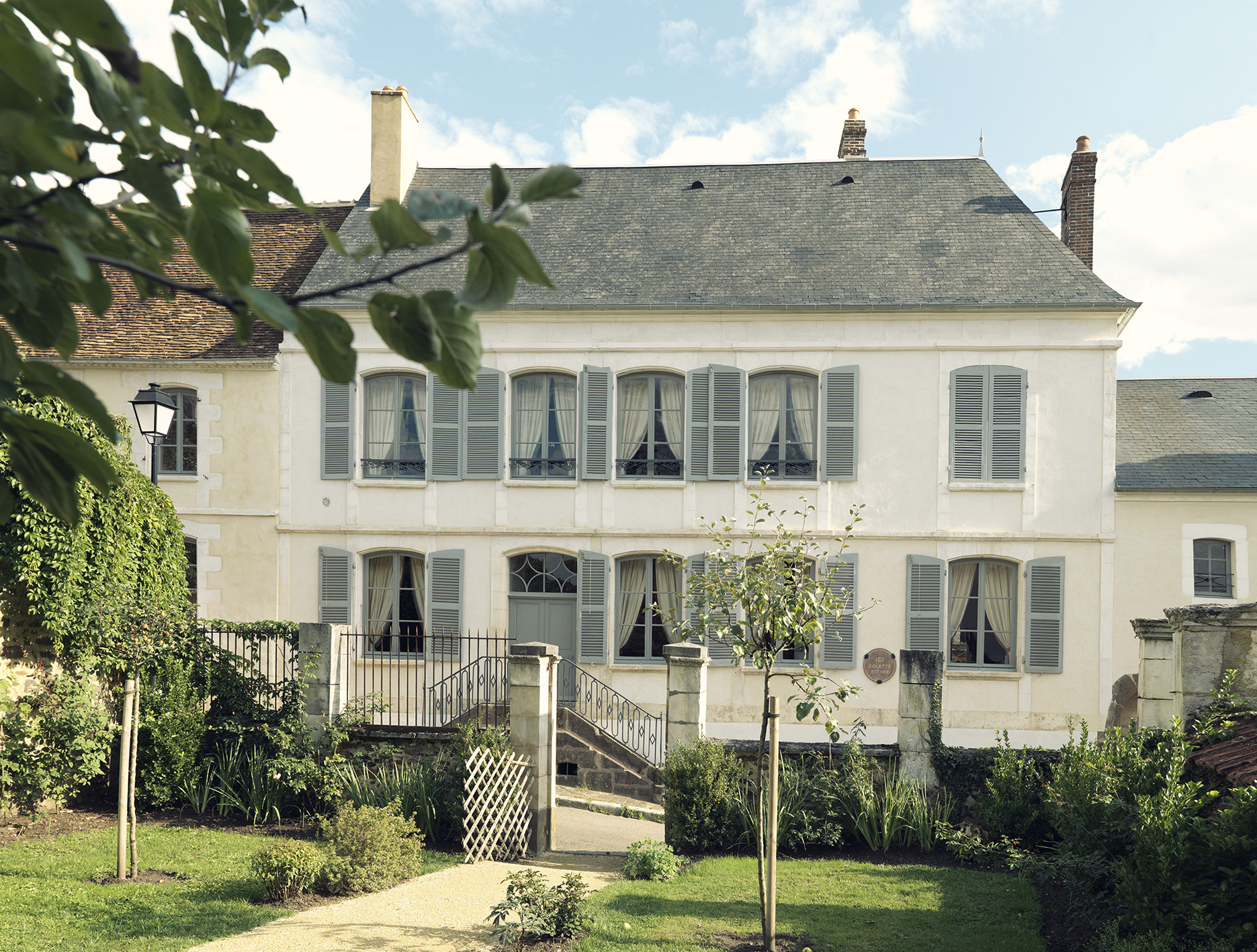
Maison natale de Colette, Bourgogne, Colette.
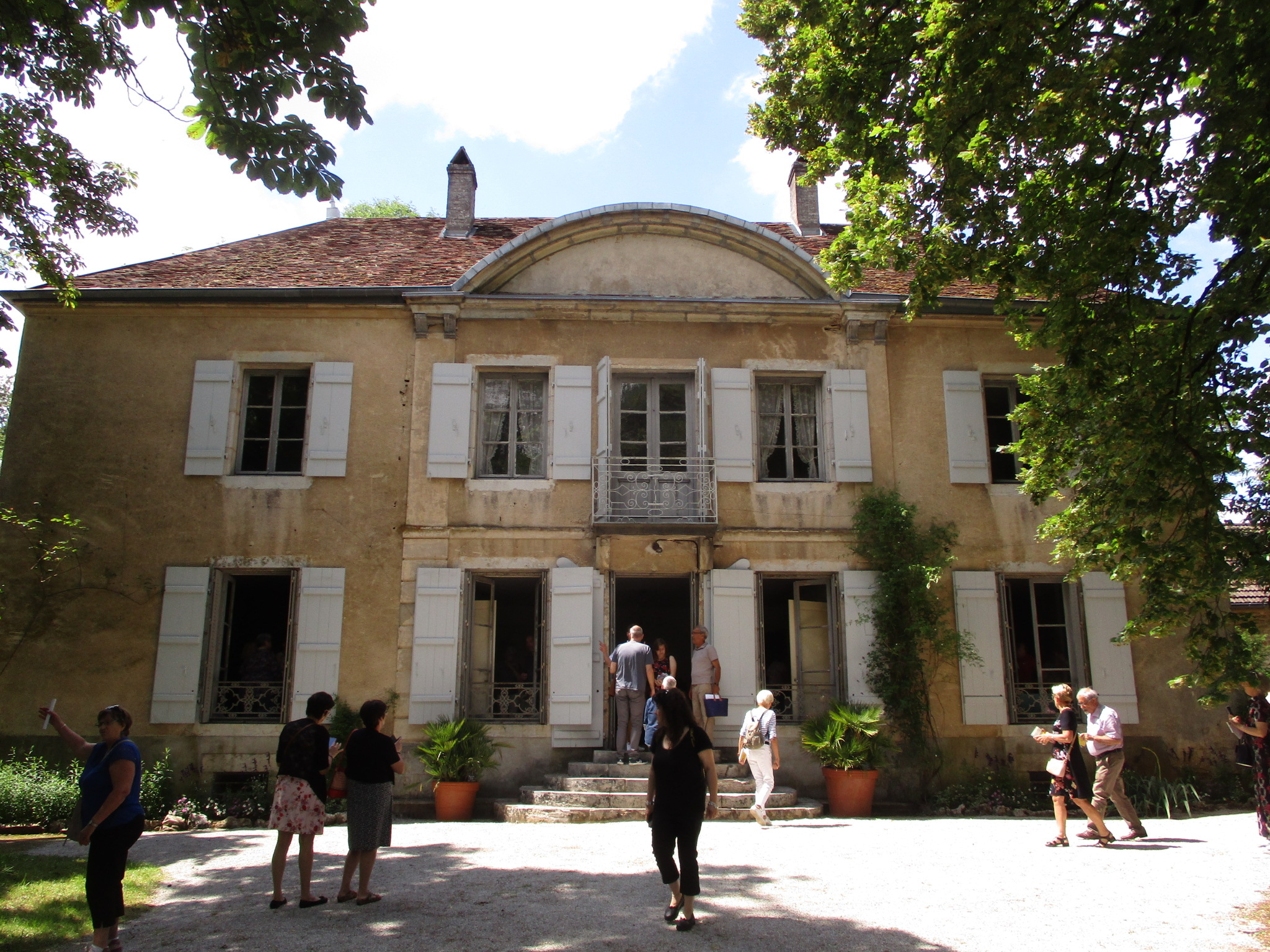
Maison de Colette à Besançon
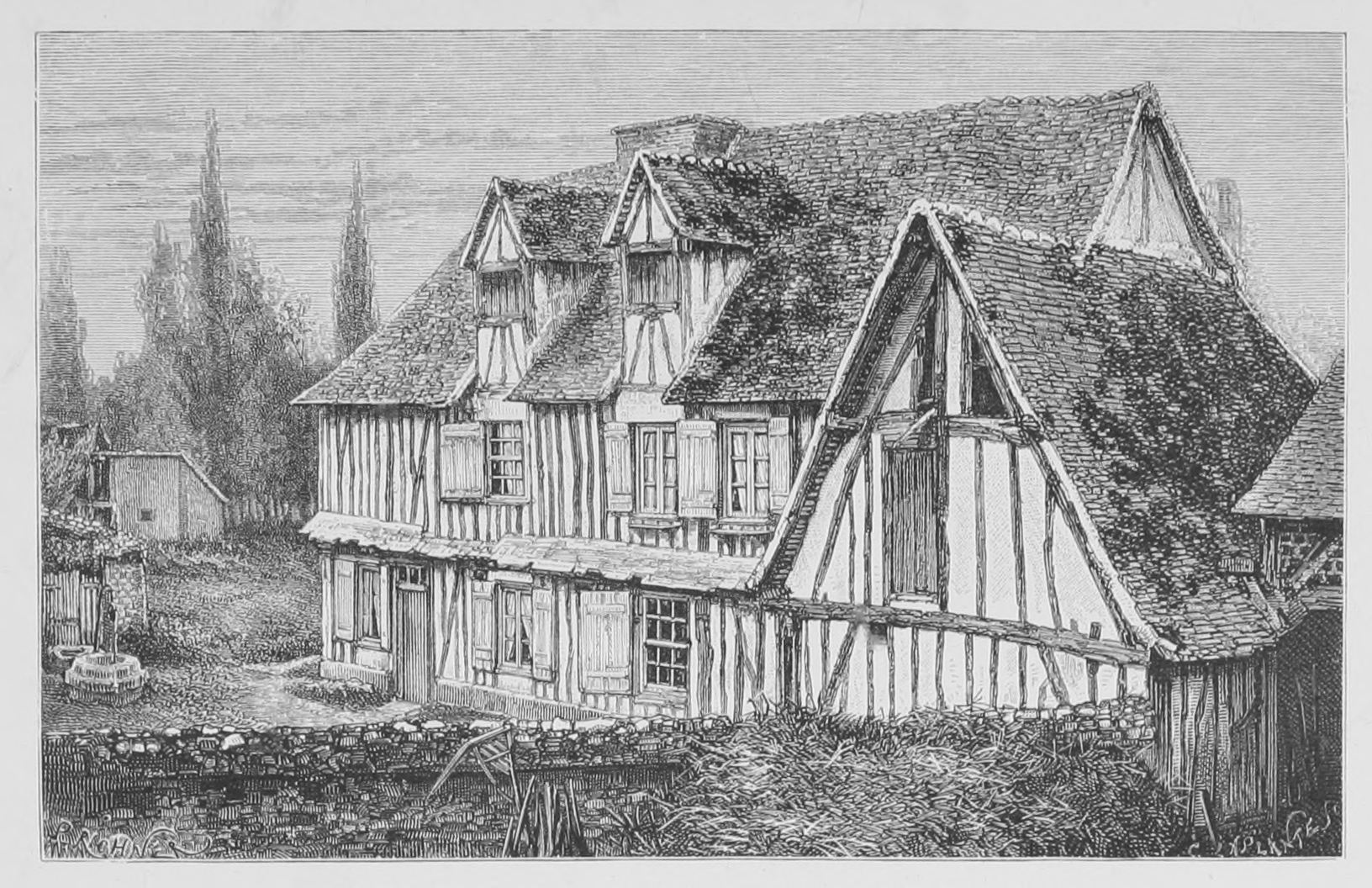
Musée Pierre-Corneille, Normandie, Corneille.
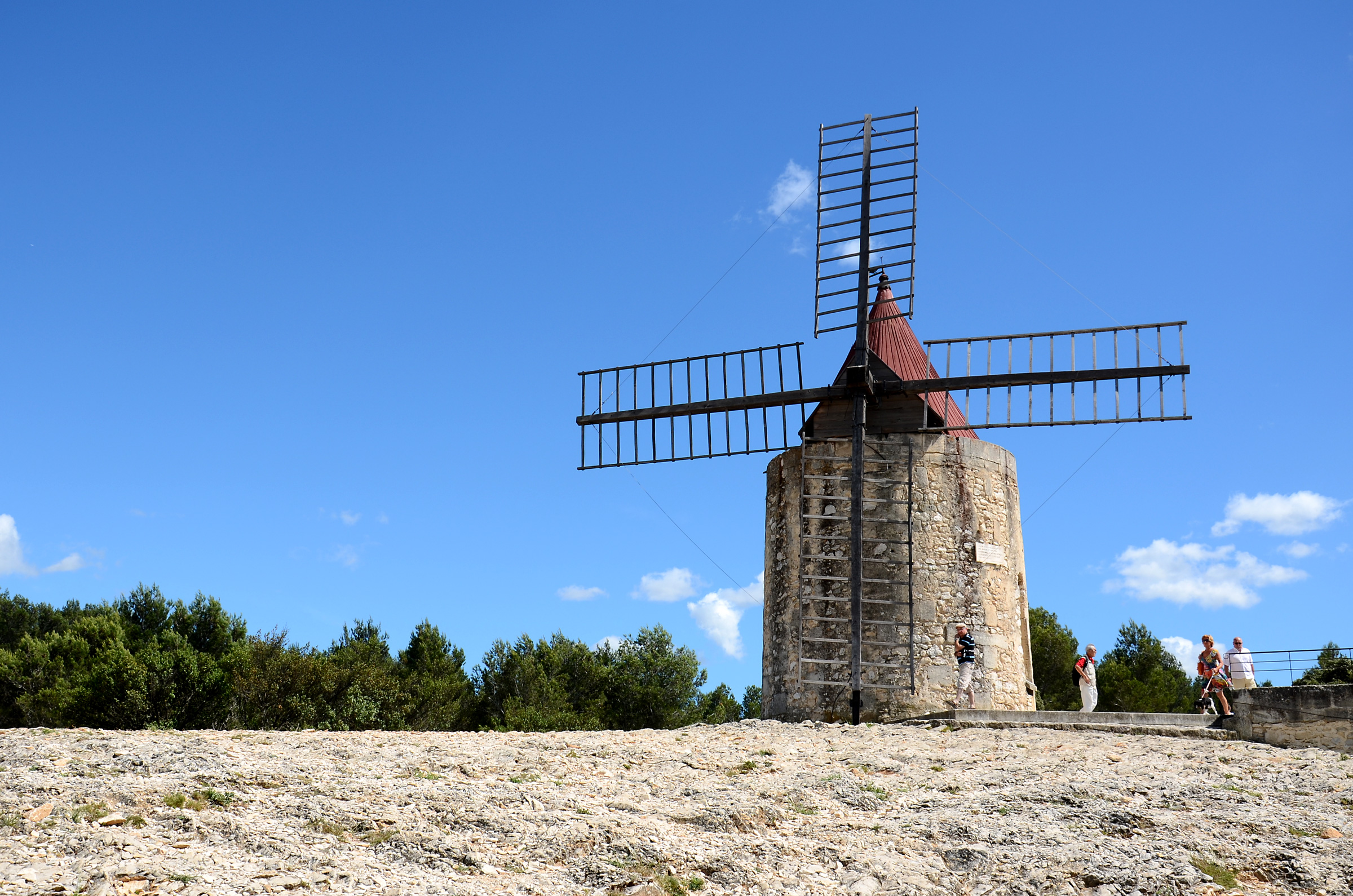
Moulin de Fontvieille, Provence, Alphonse Daudet.
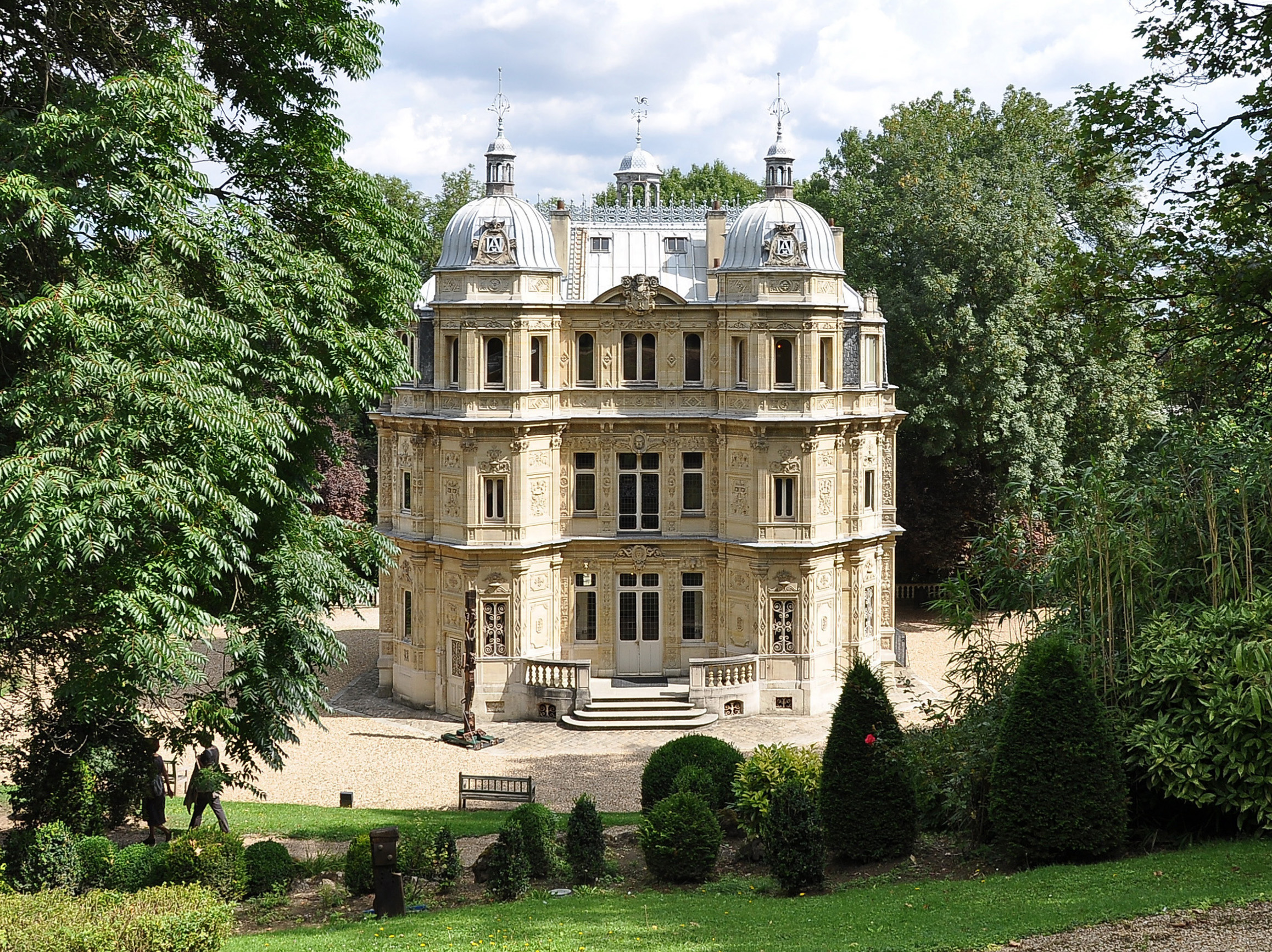
Château de Monte-Cristo, Yvelines, Alexandre Dumas (père).
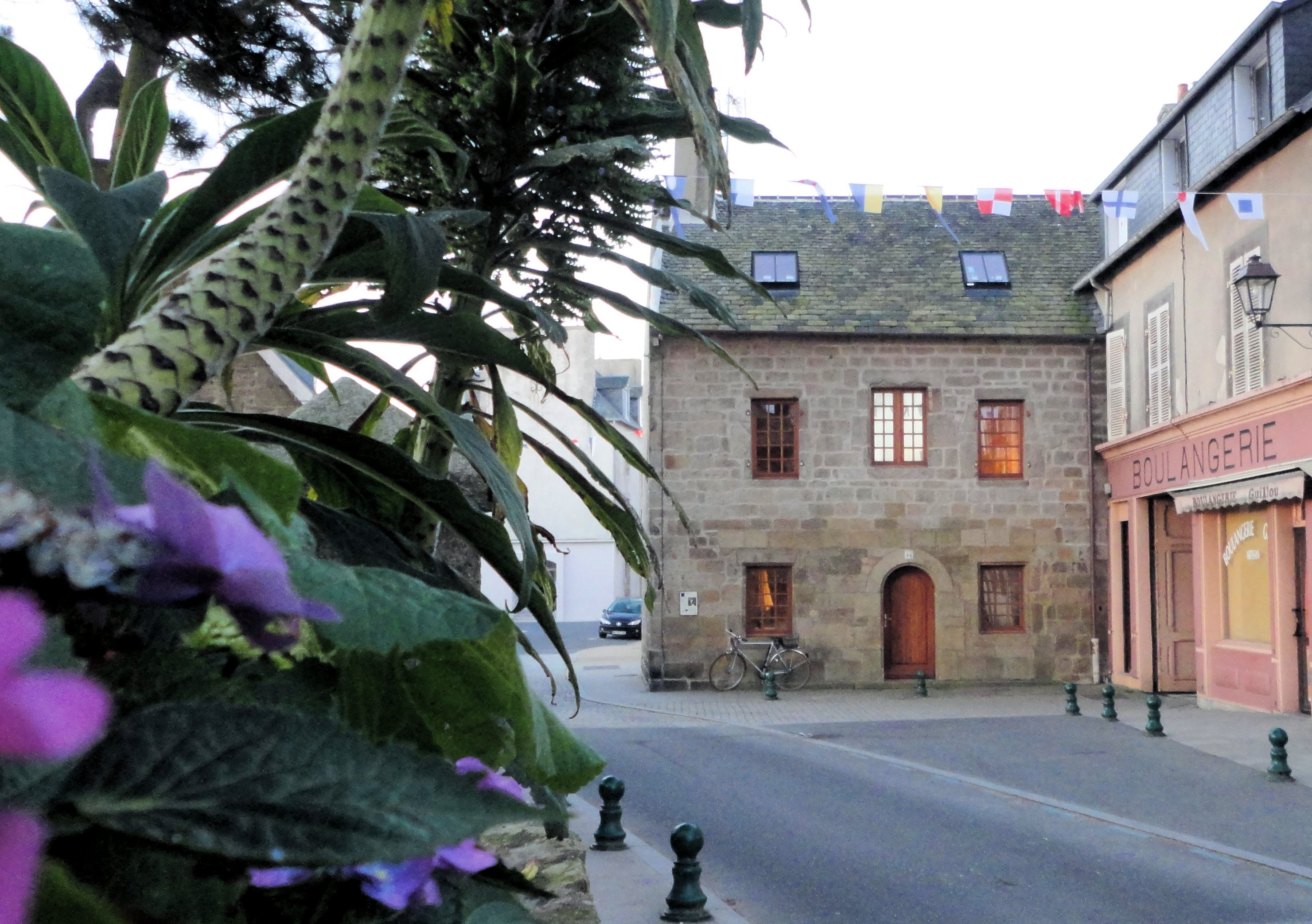
Maison d'Alexandre Dumas (père), Roscoff, Bretagne.
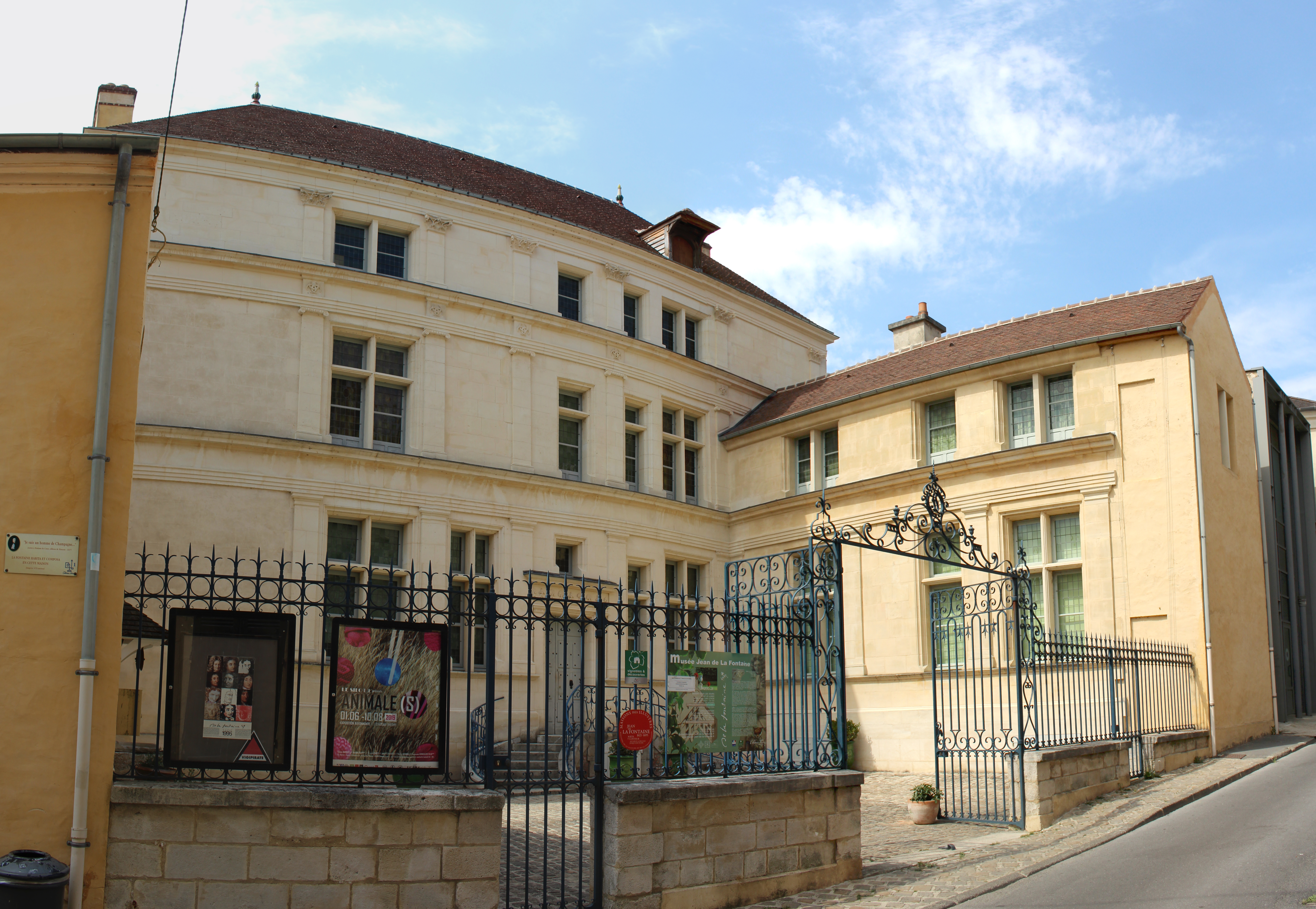
Musée Jean-de-La-Fontaine, Jean de La Fontaine.
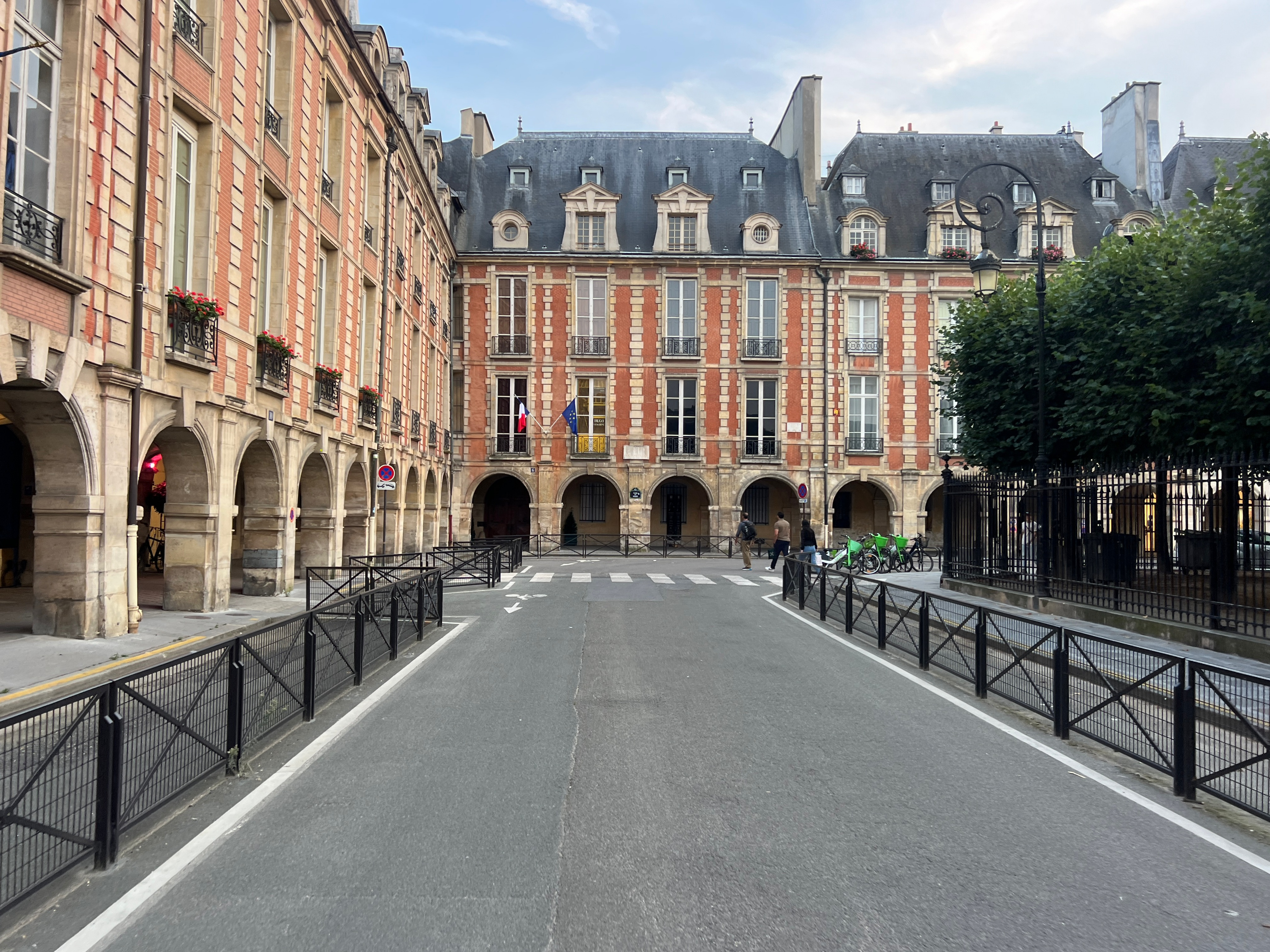
Hôtel de Rohan-Guémené, Paris, Victor Hugo.
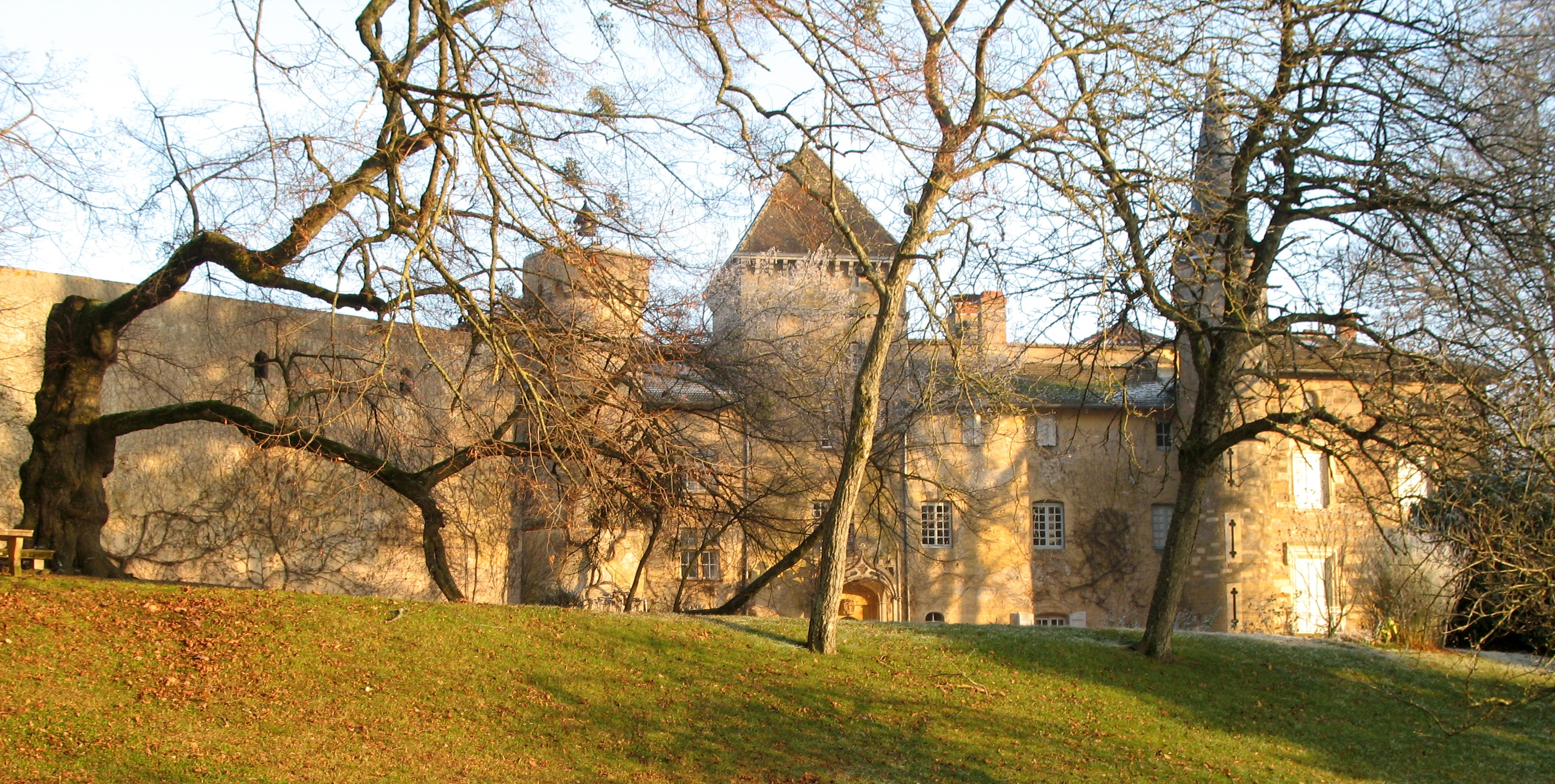
Château de Saint-Point, Bourgogne, Alphonse de Lamartine.
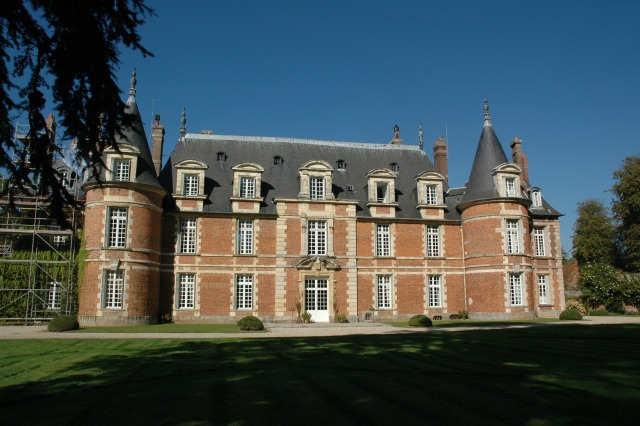
Château de Miromesnil, Guy de Maupassant.
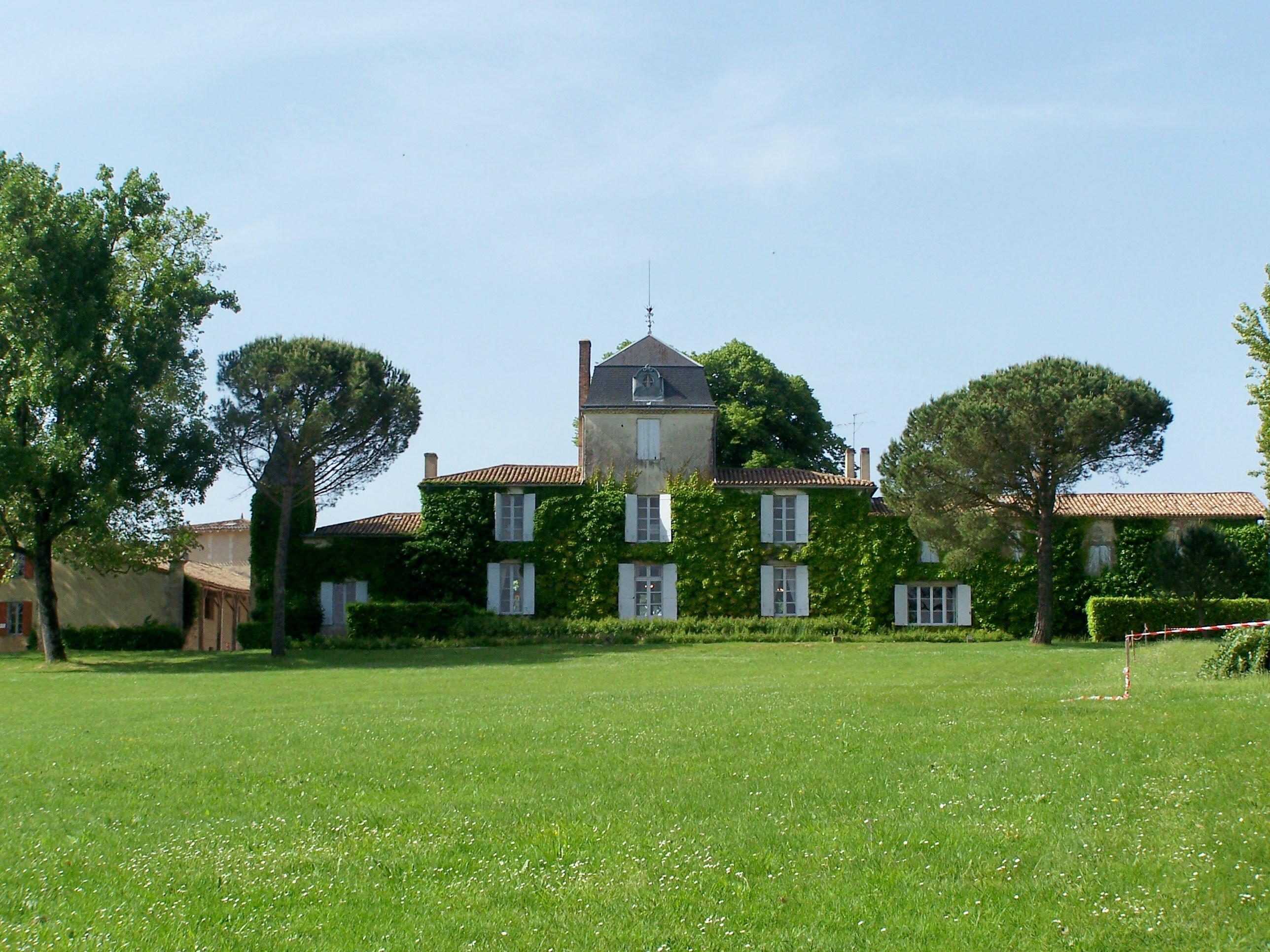
Domaine de Malagar, Saint-Maixant (Gironde), François Mauriac.
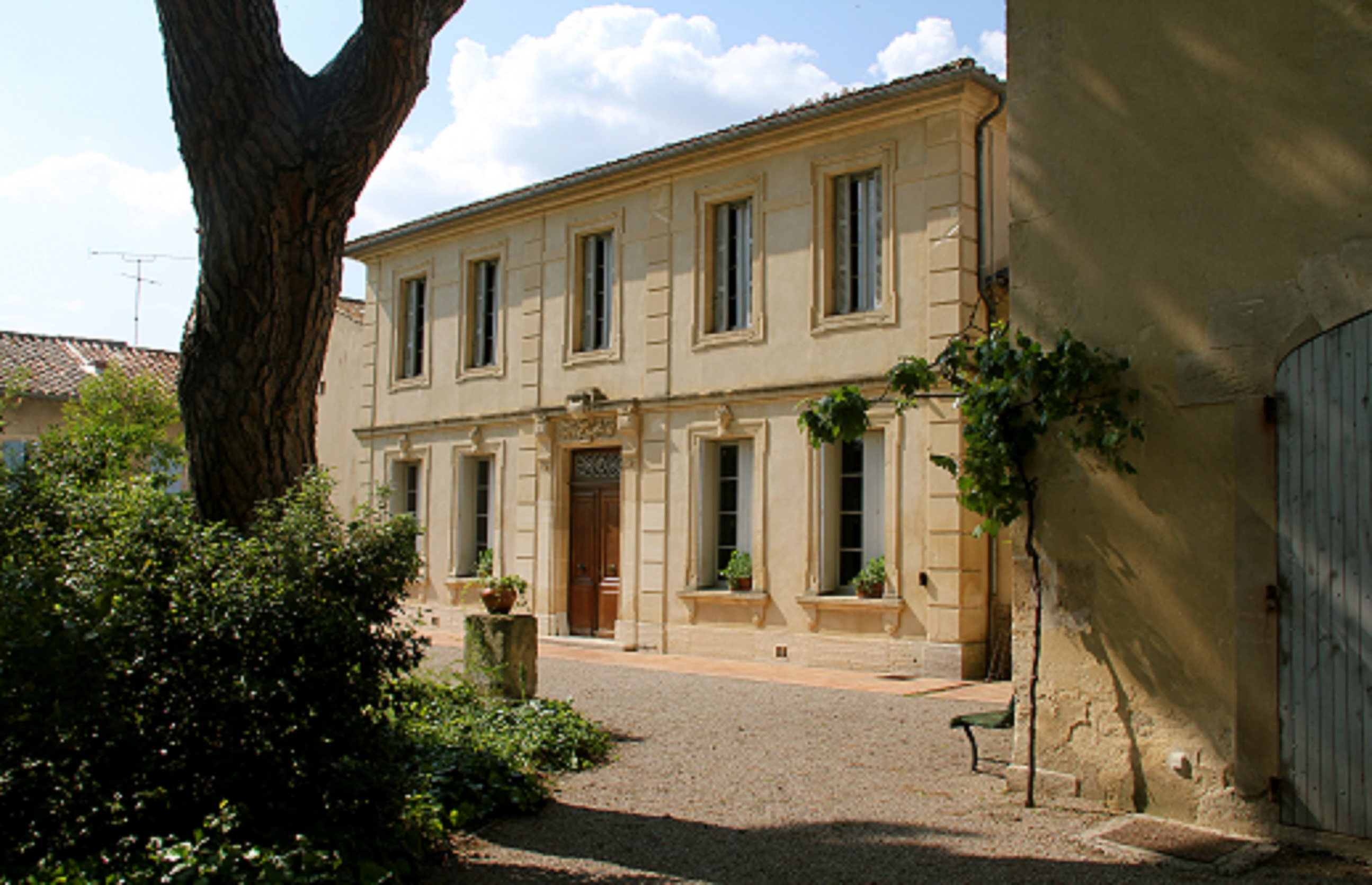
Musée Frédéric-Mistral, Maillane, Frédéric Mistral.
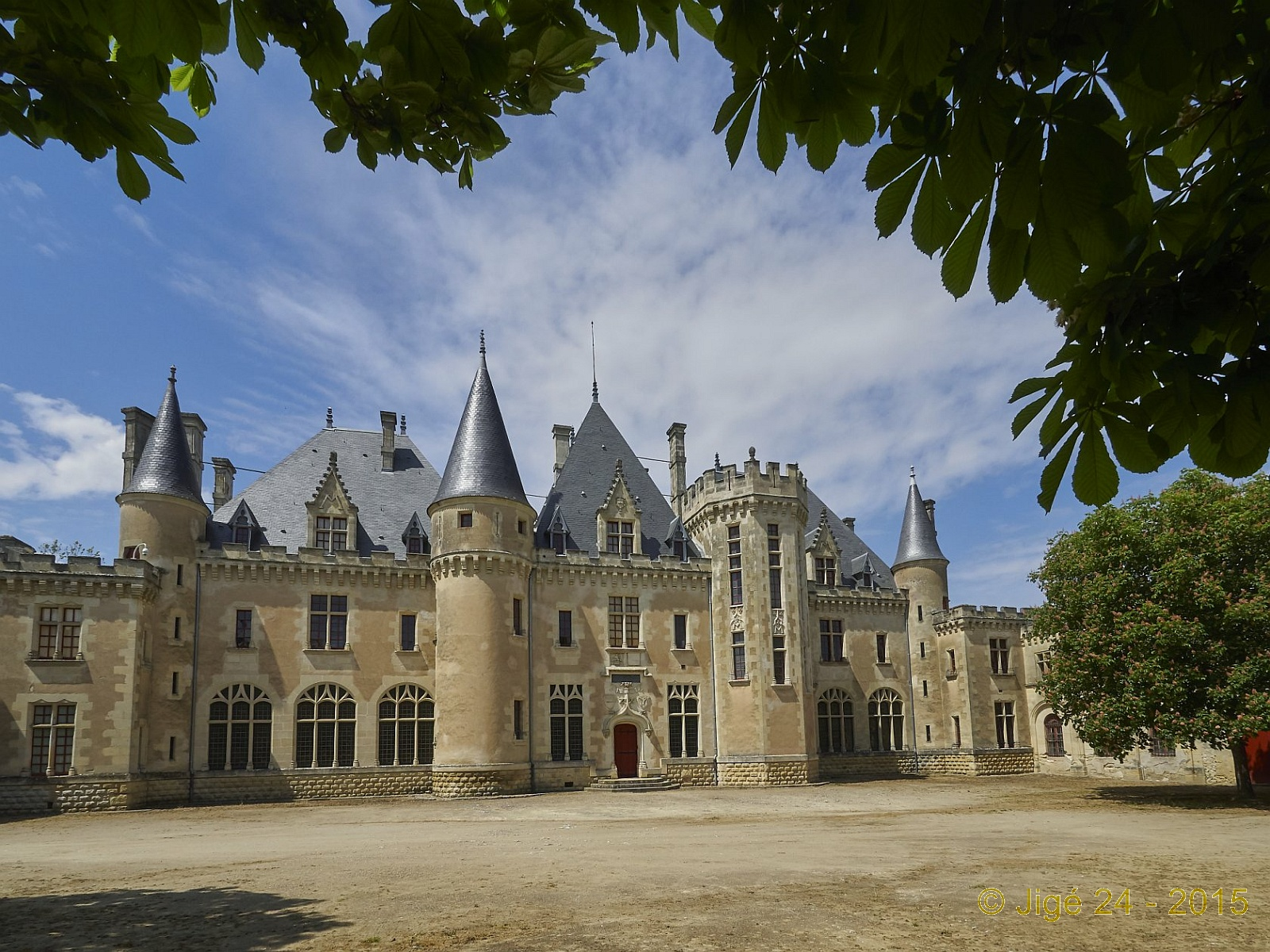
Château de Montaigne, Dordogne, Michel de Montaigne.
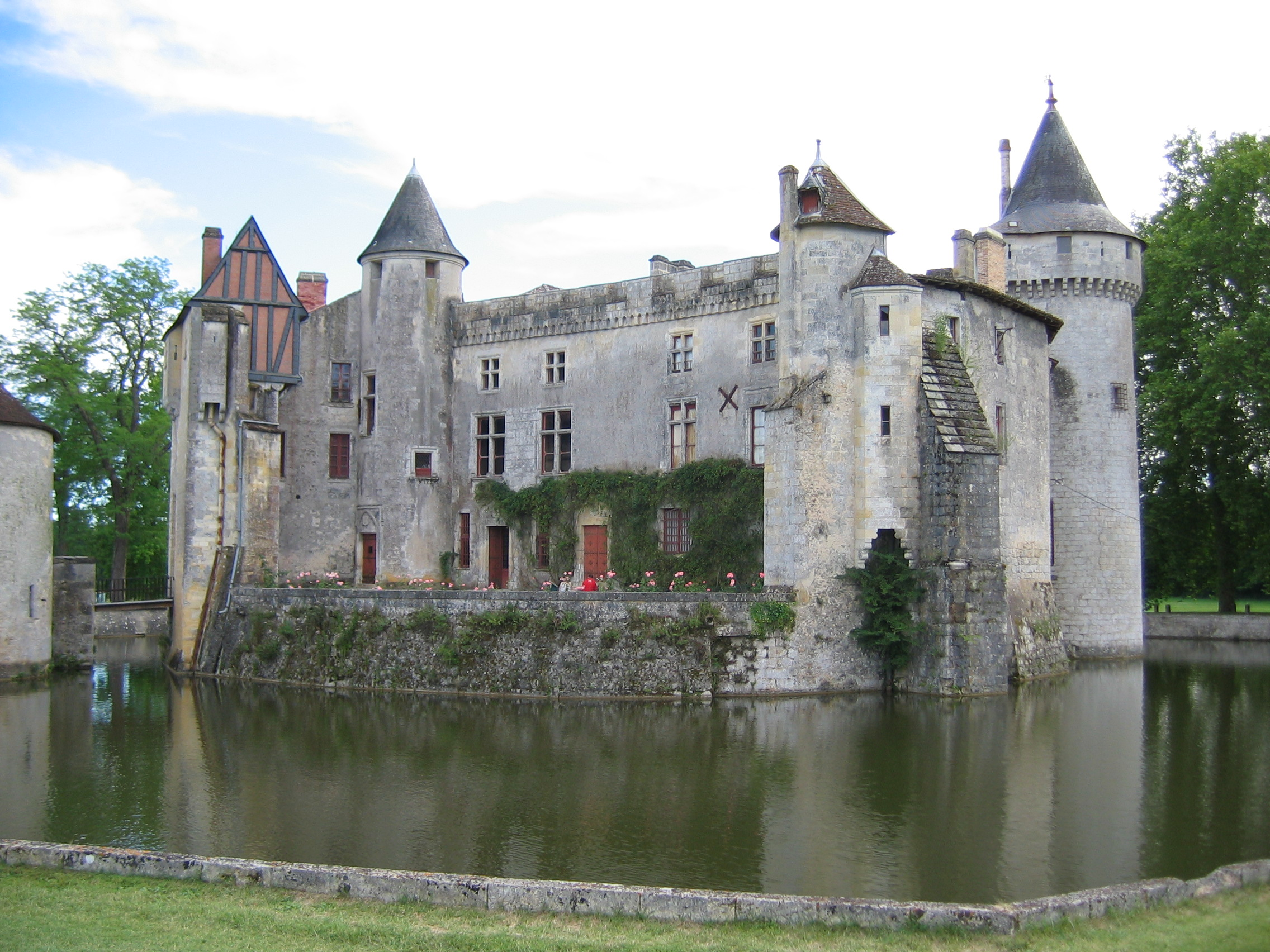
Château de La Brède, Montesquieu.
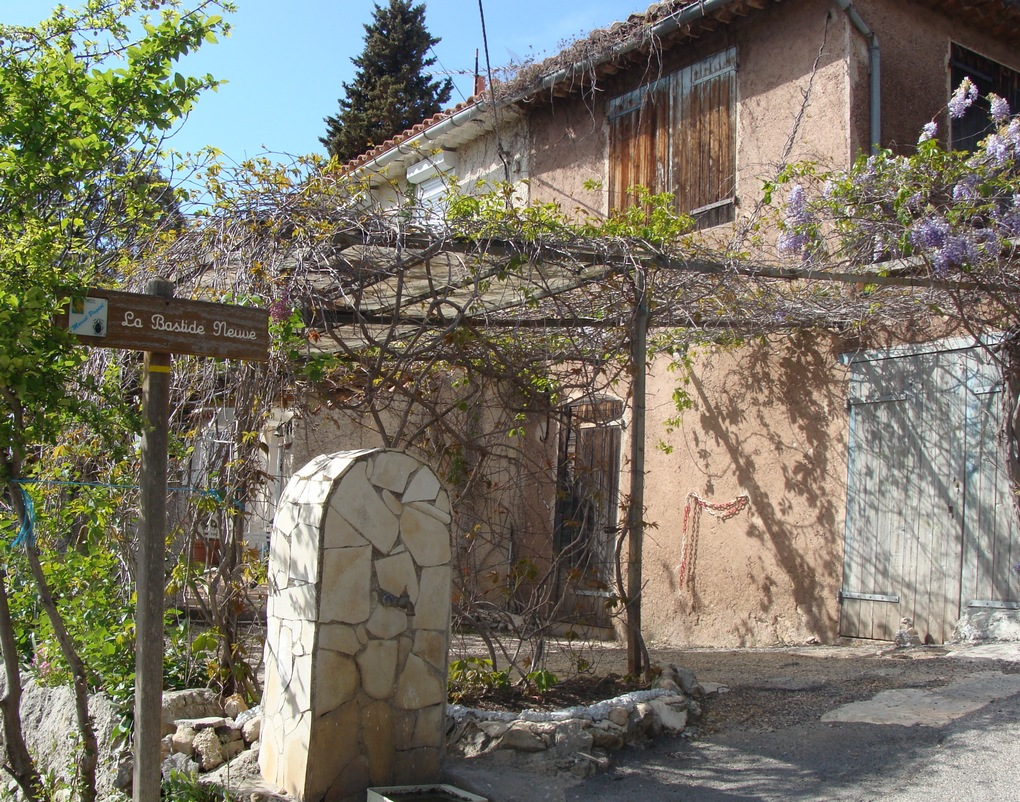
Bastide Neuve, Marseille, Marcel Pagnol
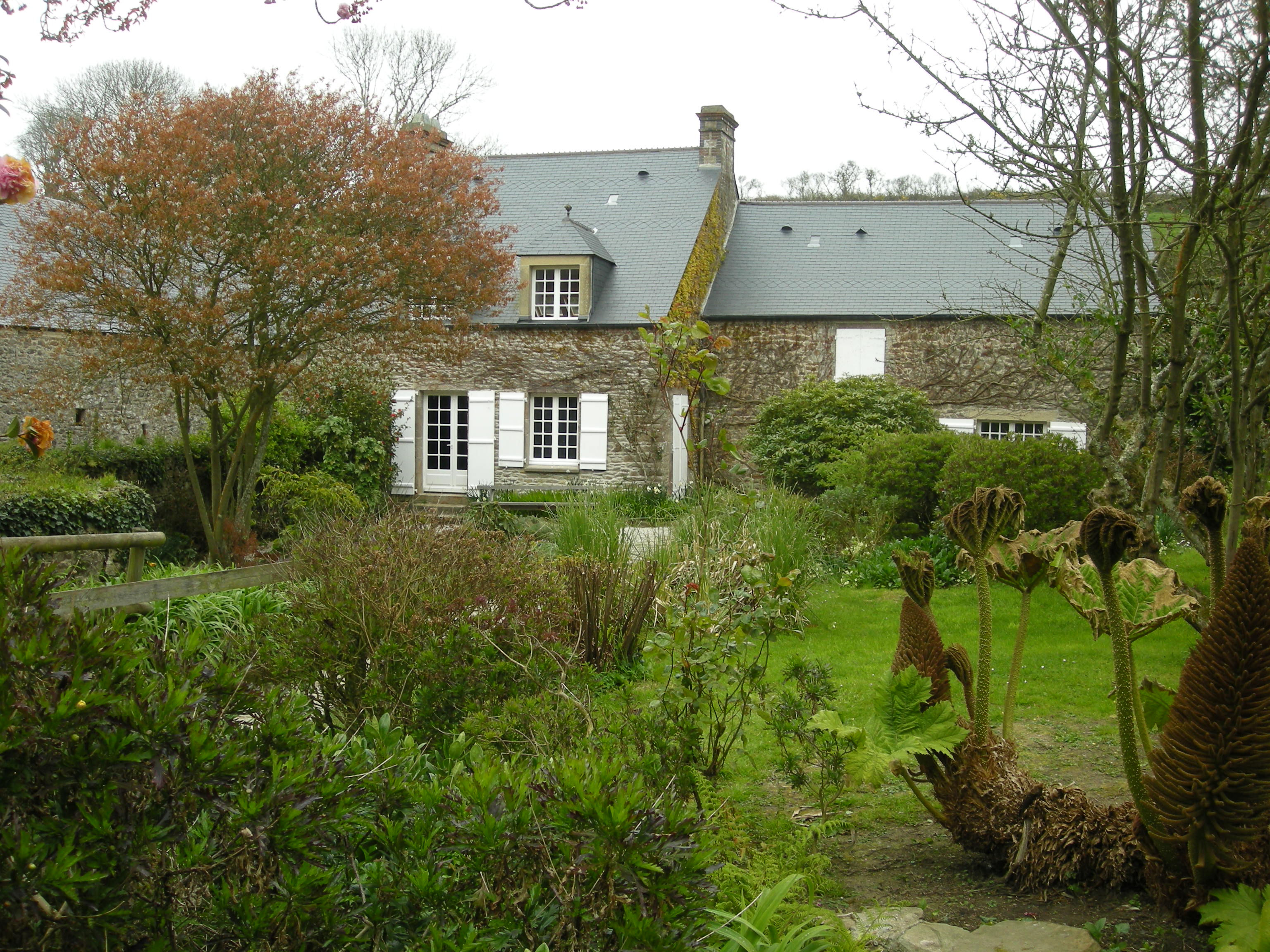
Maison Jacques-Prévert, Normandie, Jacques Prévert.
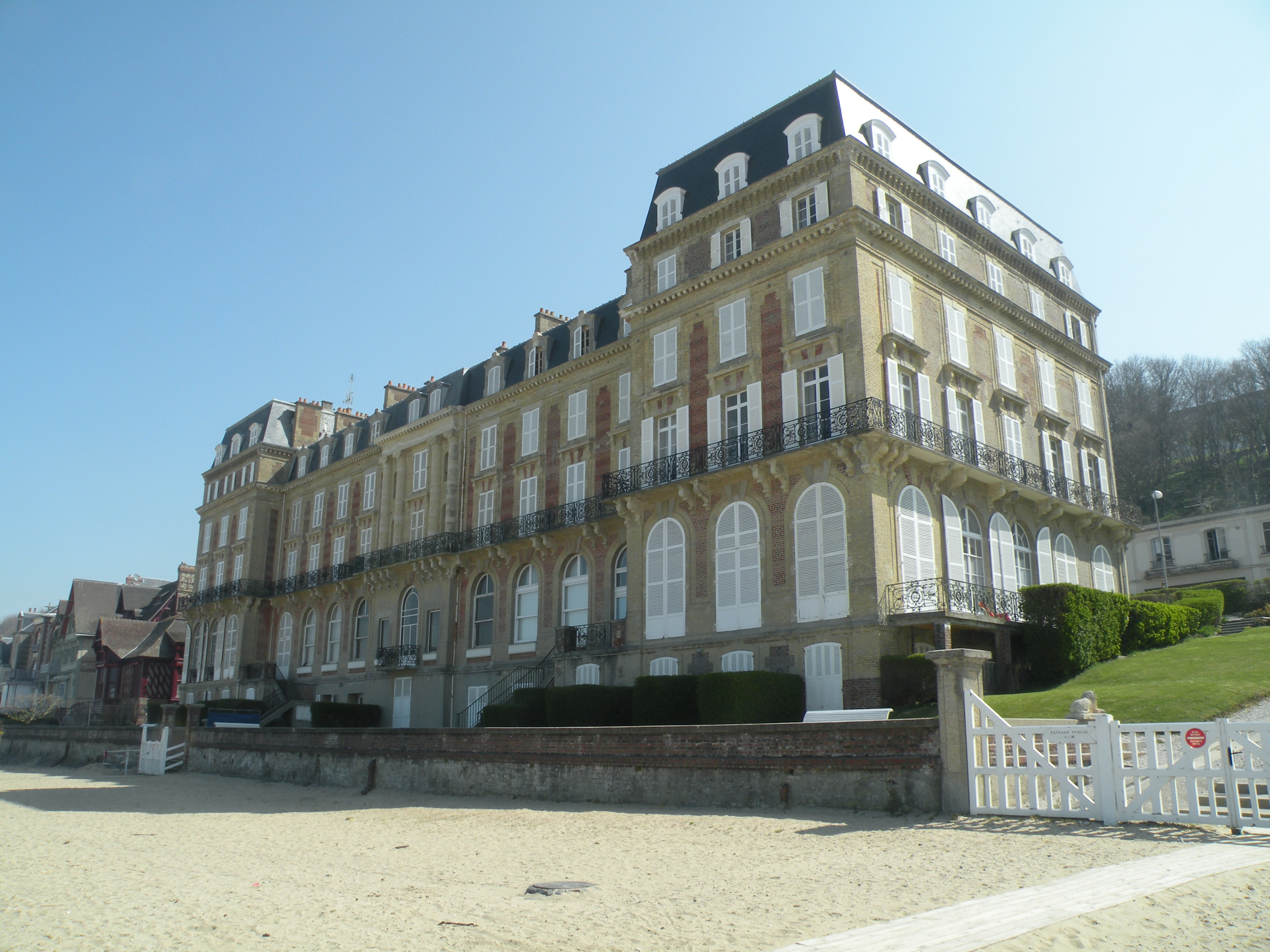
Hôtel des Roches Noires, Trouville-sur-Mer, Marcel Proust, et Marguerite Duras.
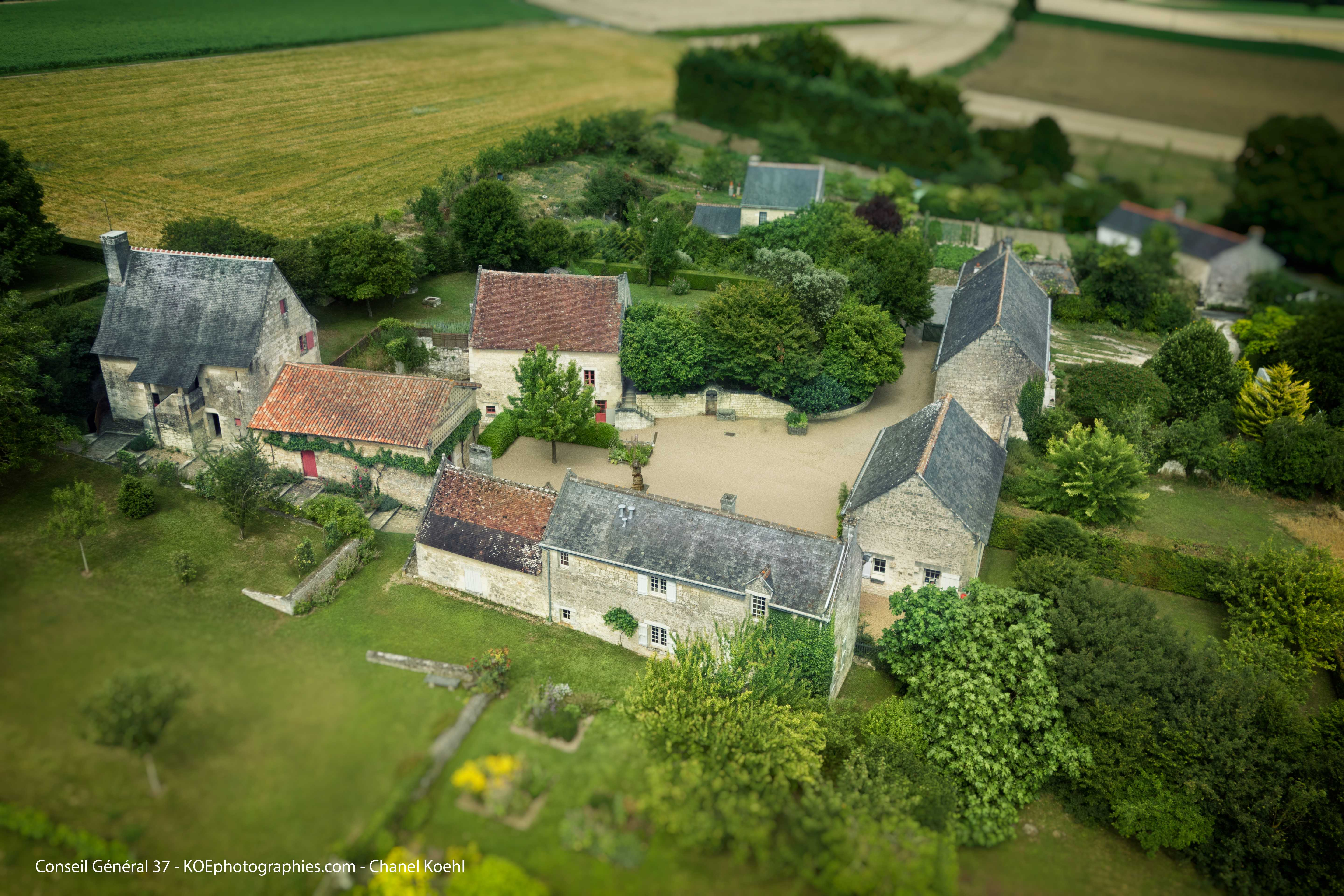
Musée Rabelais, Maison La Devinière, Indre-et-Loire, Rabelais.
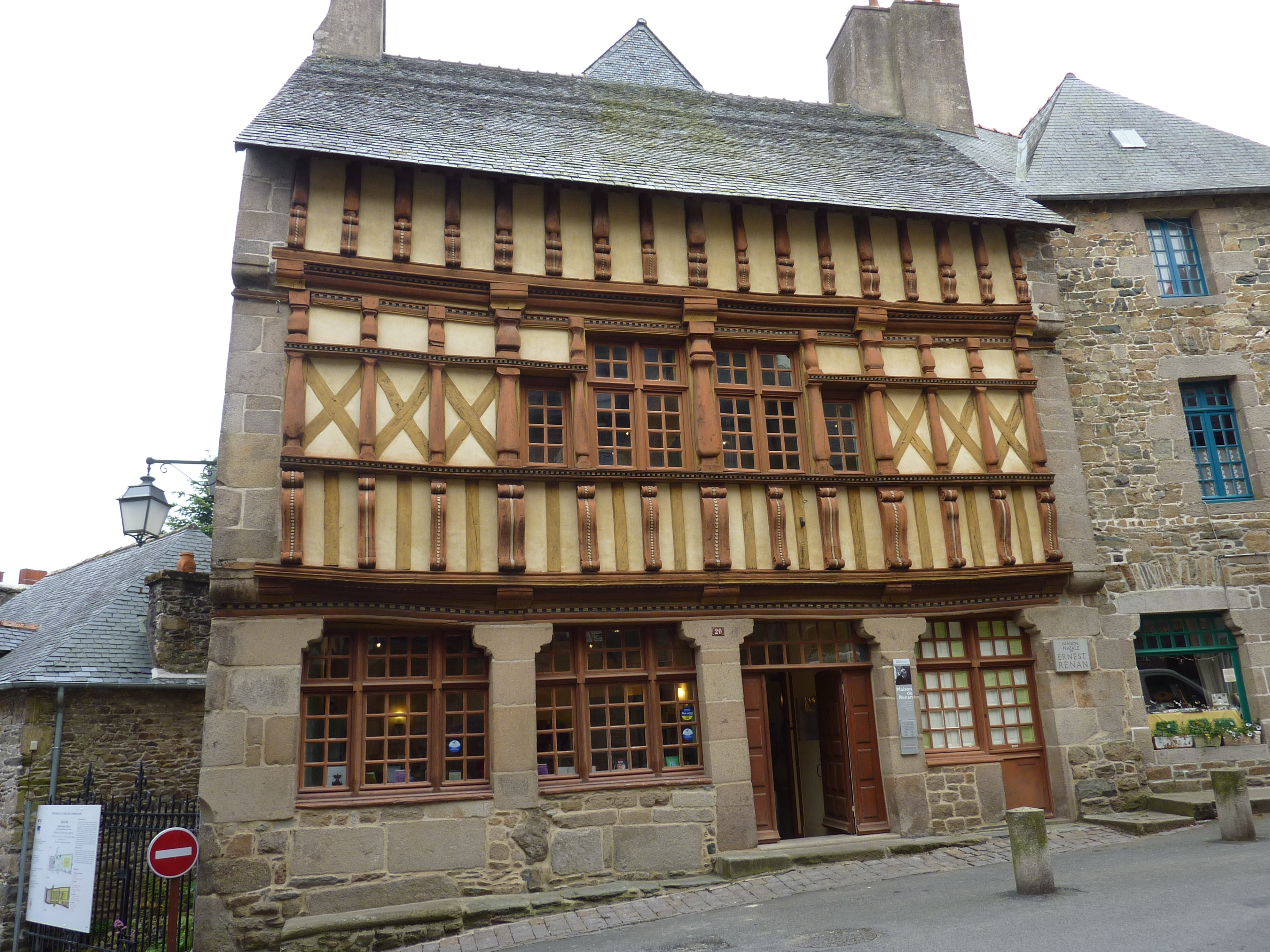
Musée Ernest-Renan, Bretagne, Ernest Renan.
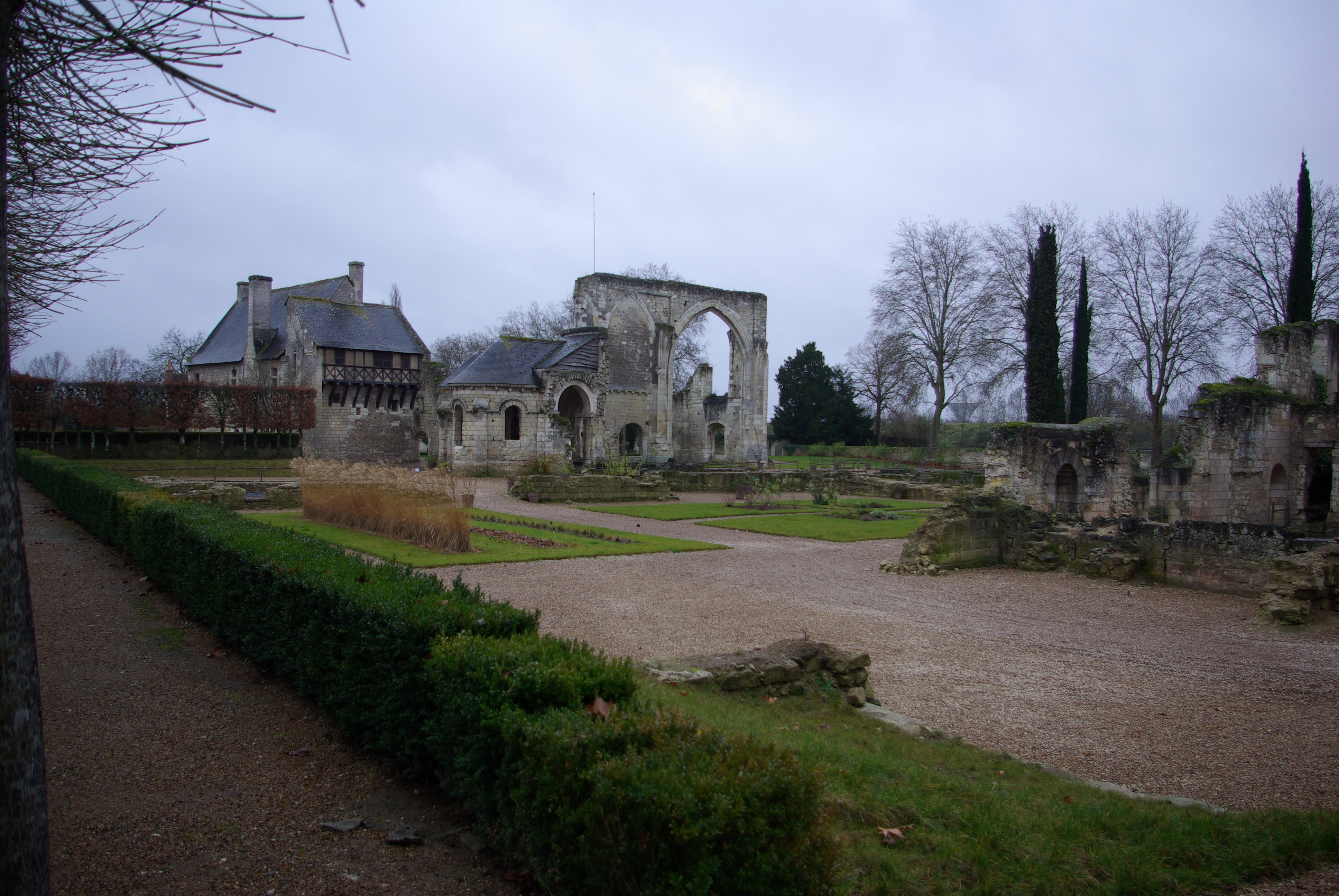
Prieuré de Saint-Cosme, Indre-et-Loire, Ronsard.
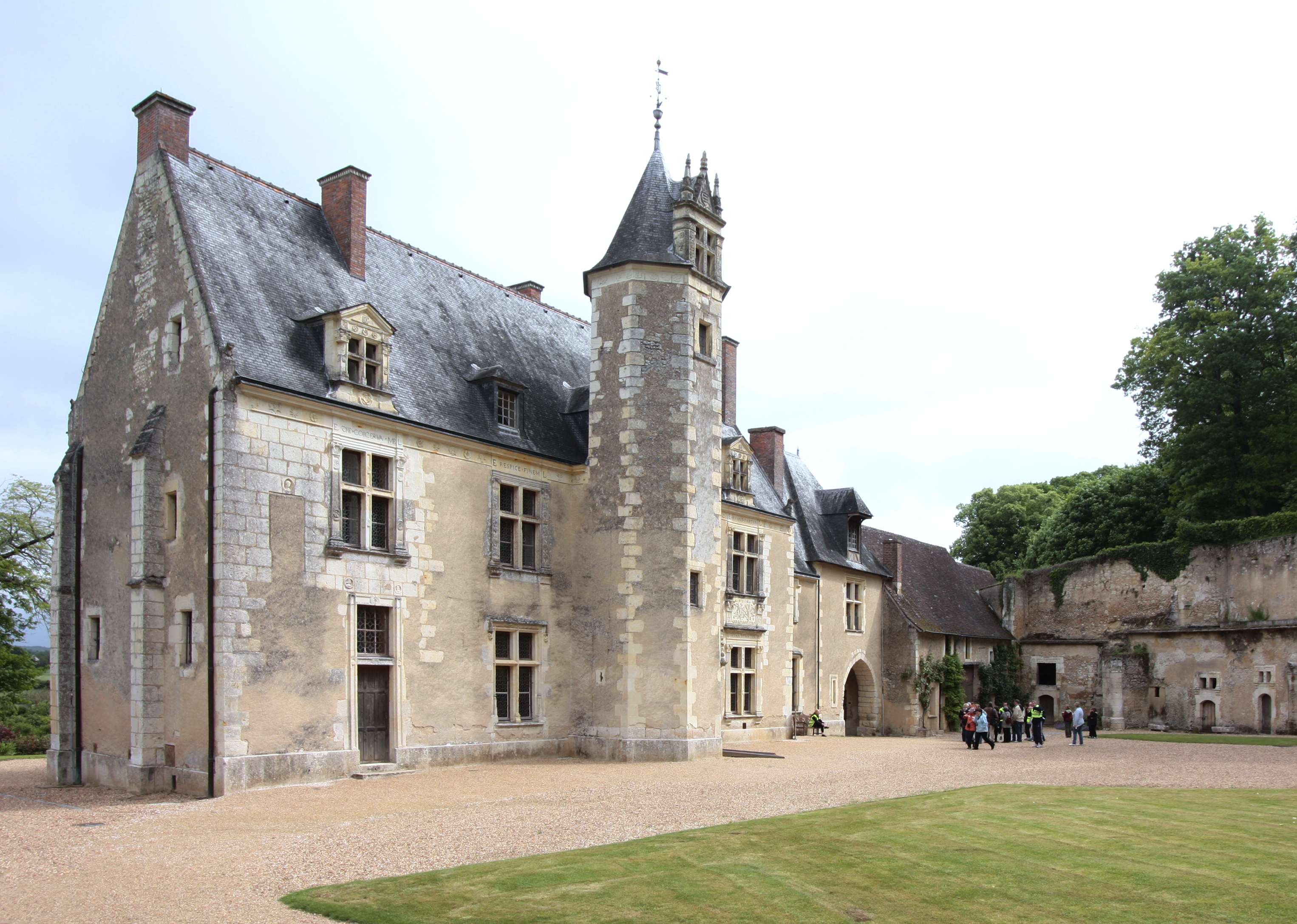
Château de la Possonnière, Indre-et-Loire, Ronsard.
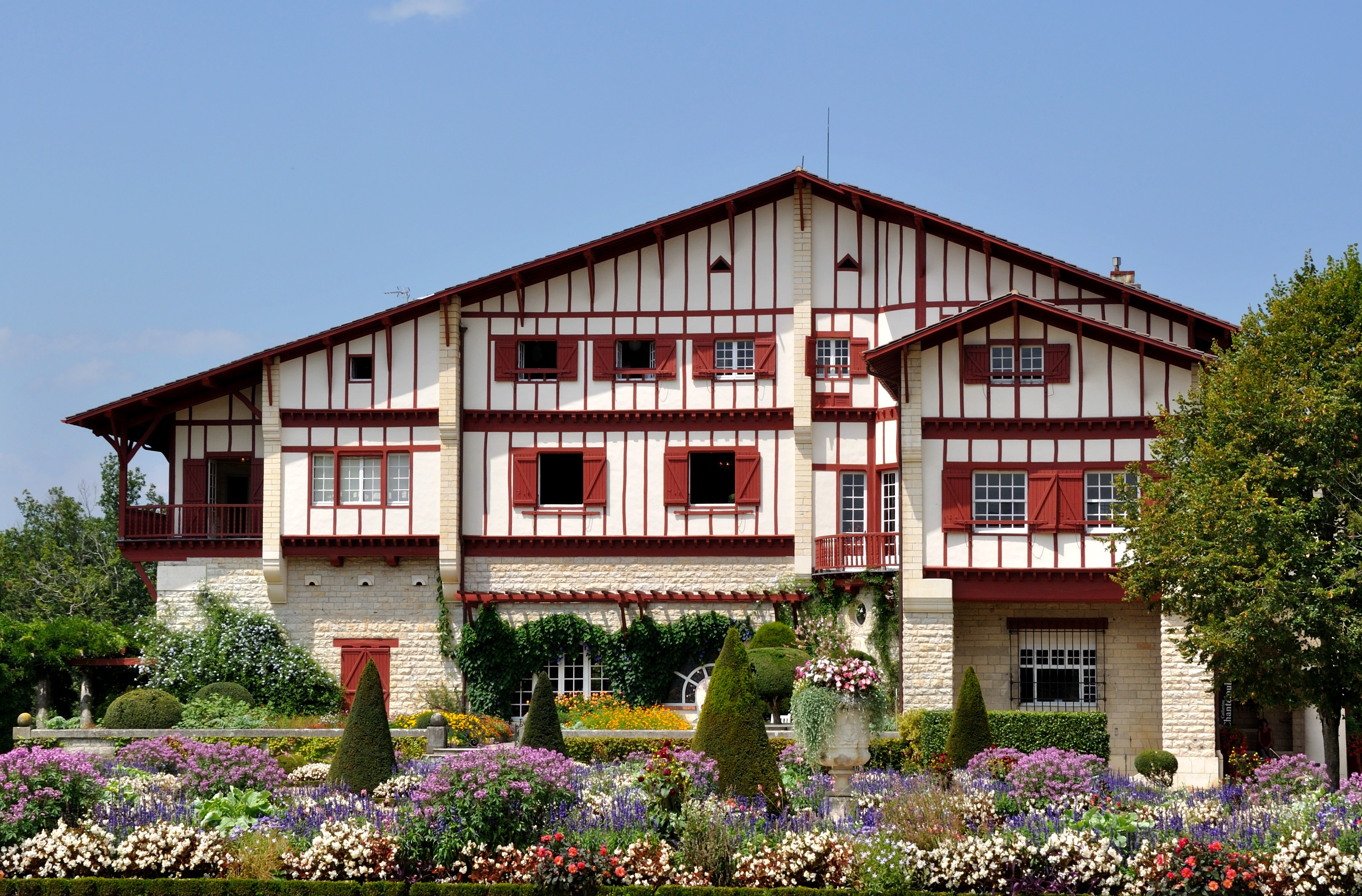
Villa Arnaga, Pyrénées-Atlantiques, Edmond Rostand.
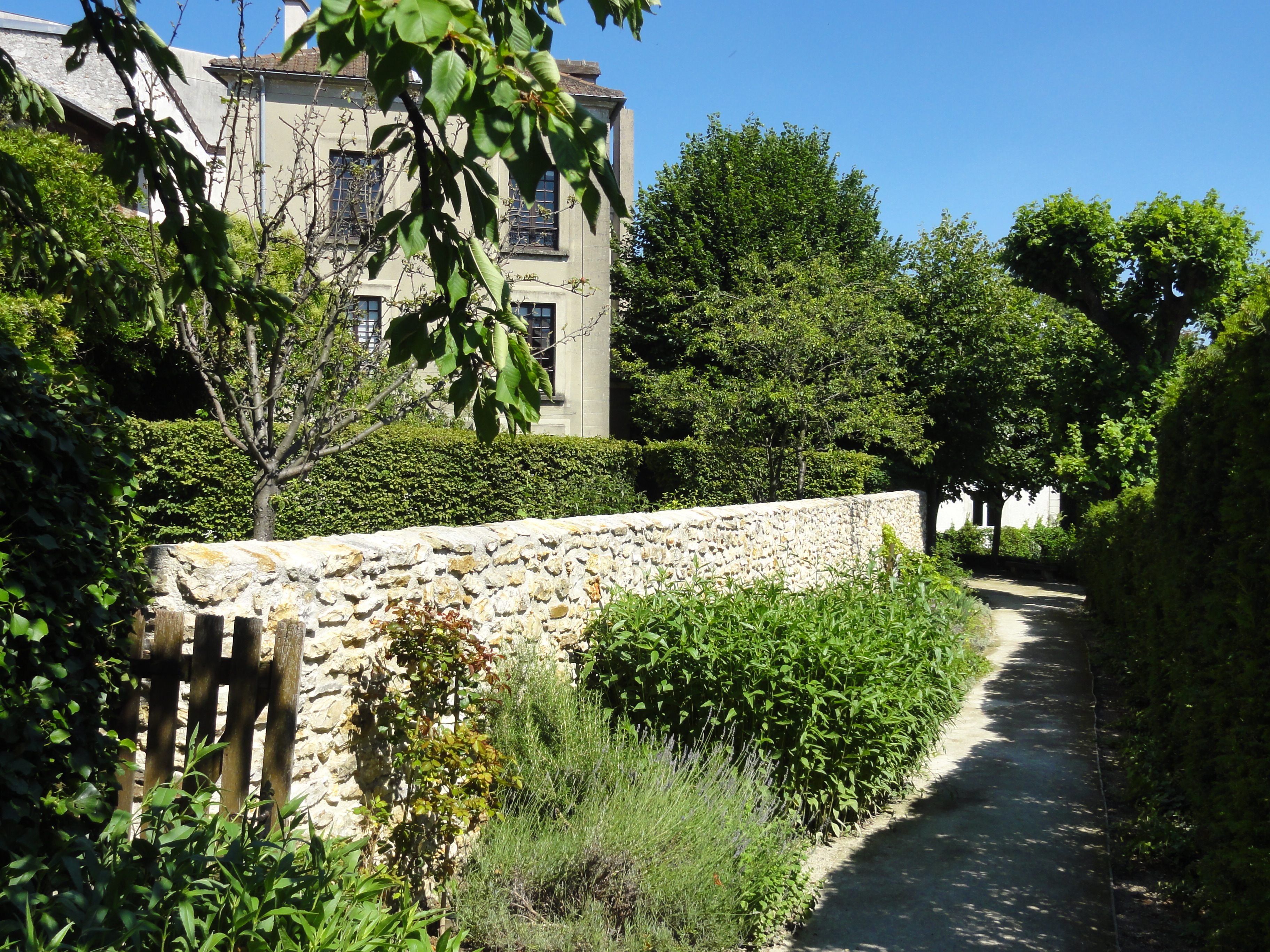
Musée Jean-Jacques-Rousseau, Val-d'Oise, Rousseau.
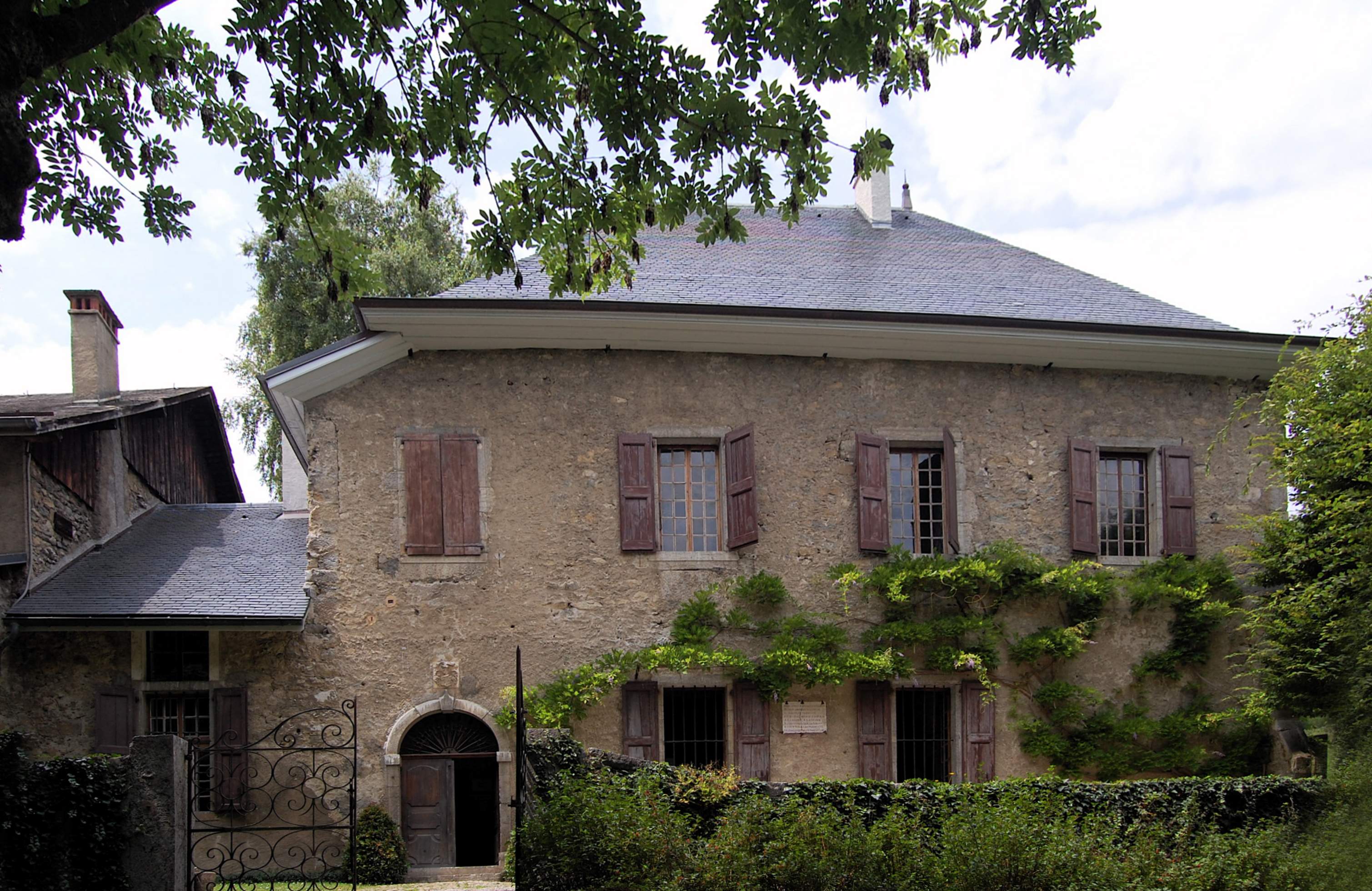
Les Charmettes, Savoie, Rousseau.
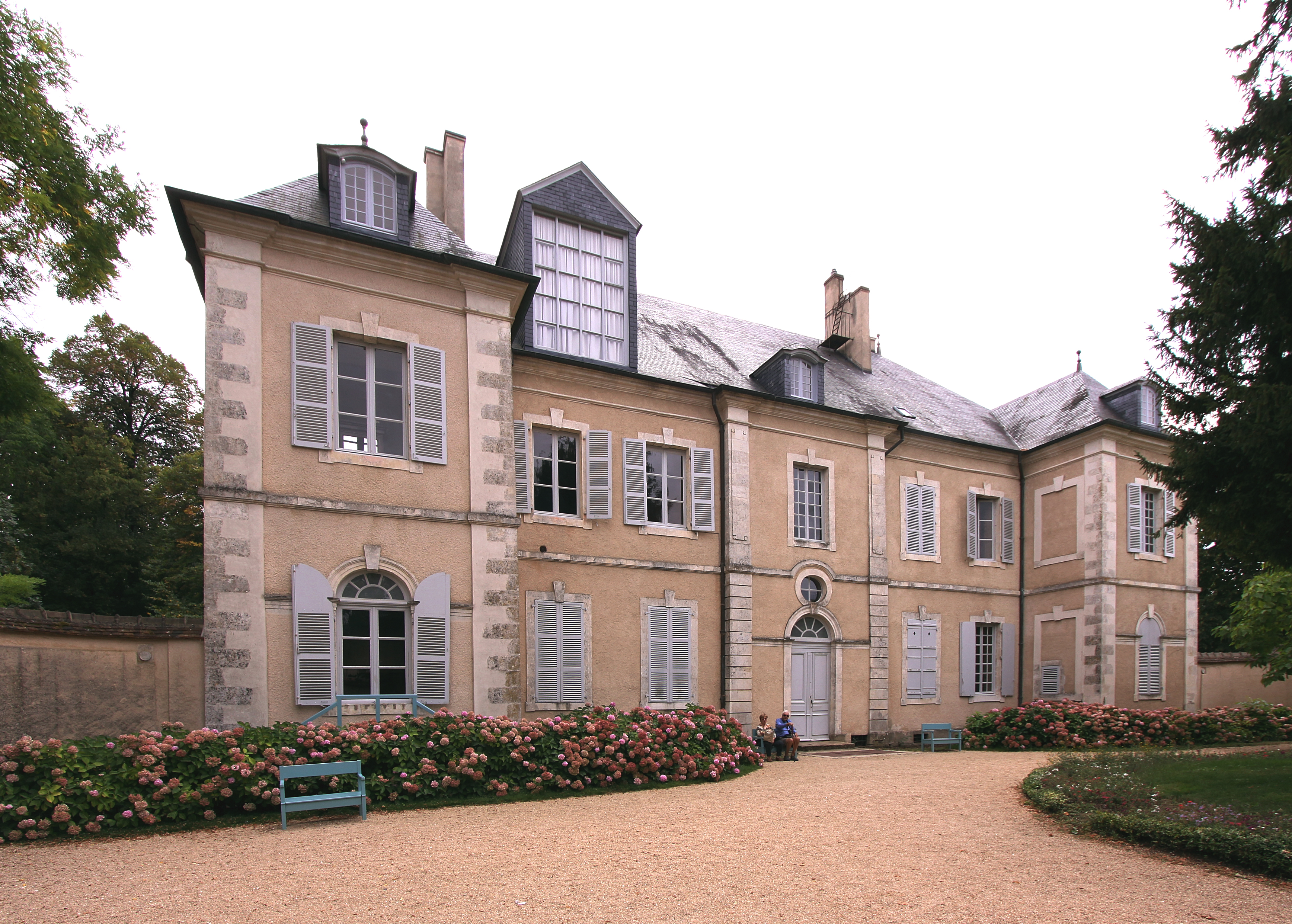
Domaine de George Sand, Berry, George Sand.
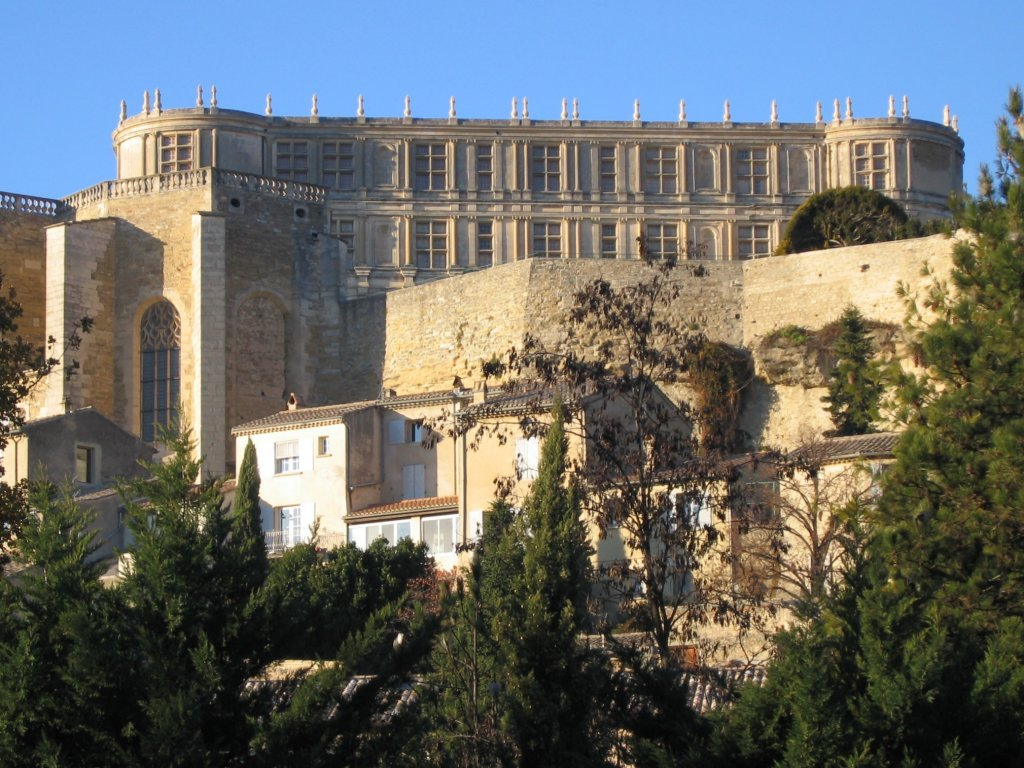
Château de Grignan, Provence, Madame de Sévigné.
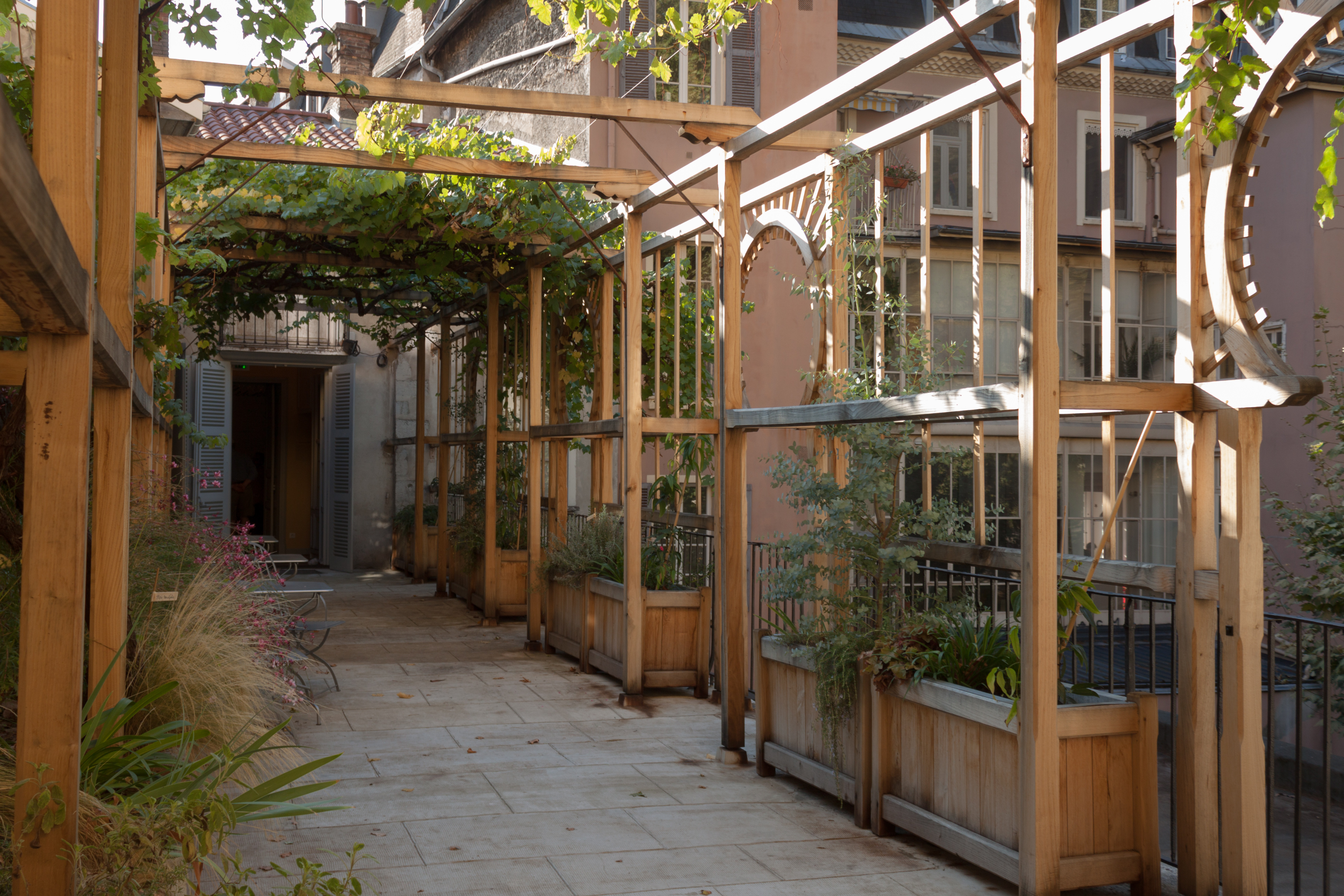
Appartement du docteur Gagnon, Grenoble, Stendhal.
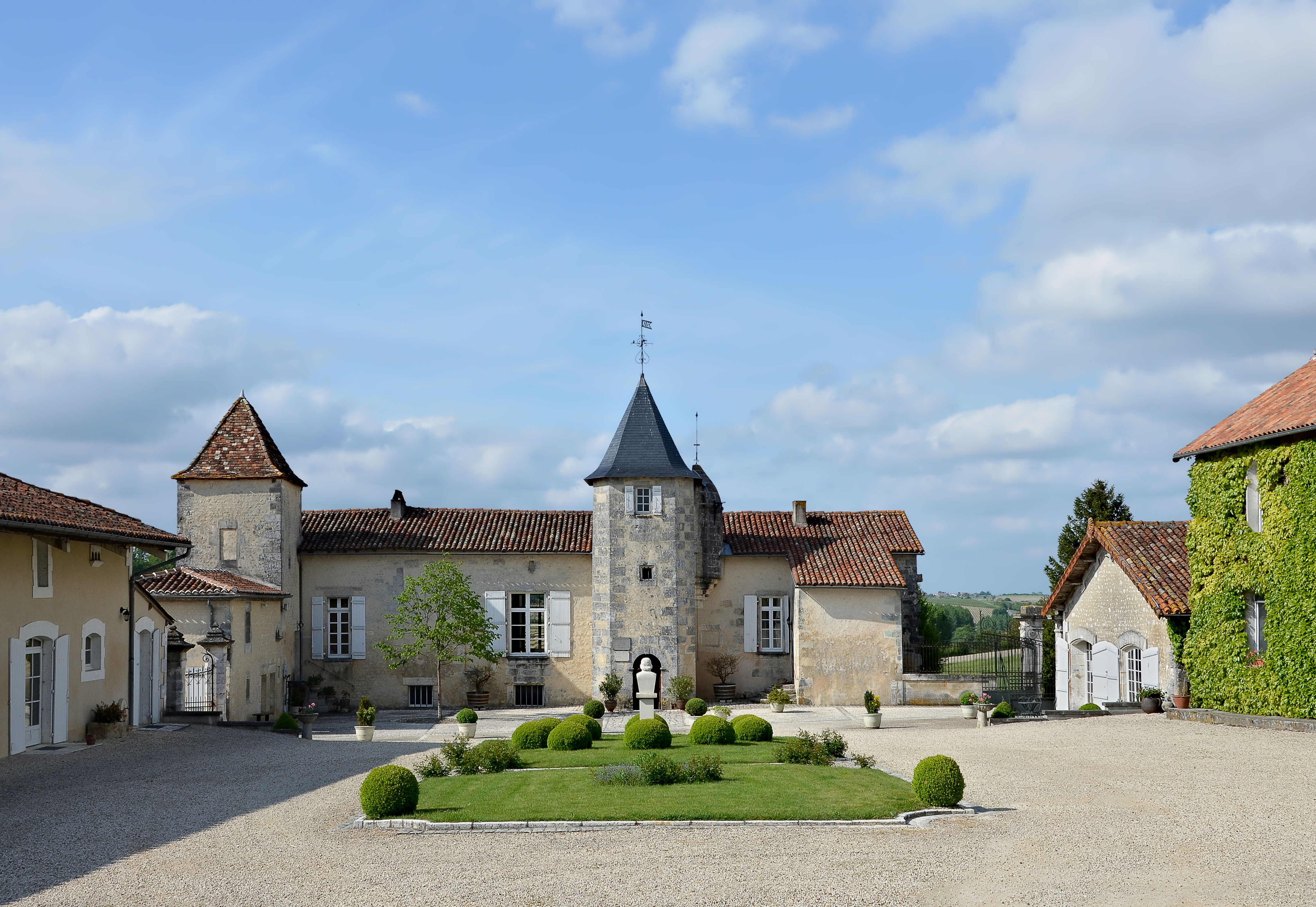
Logis du Maine-Giraud, Charente, Alfred de Vigny.
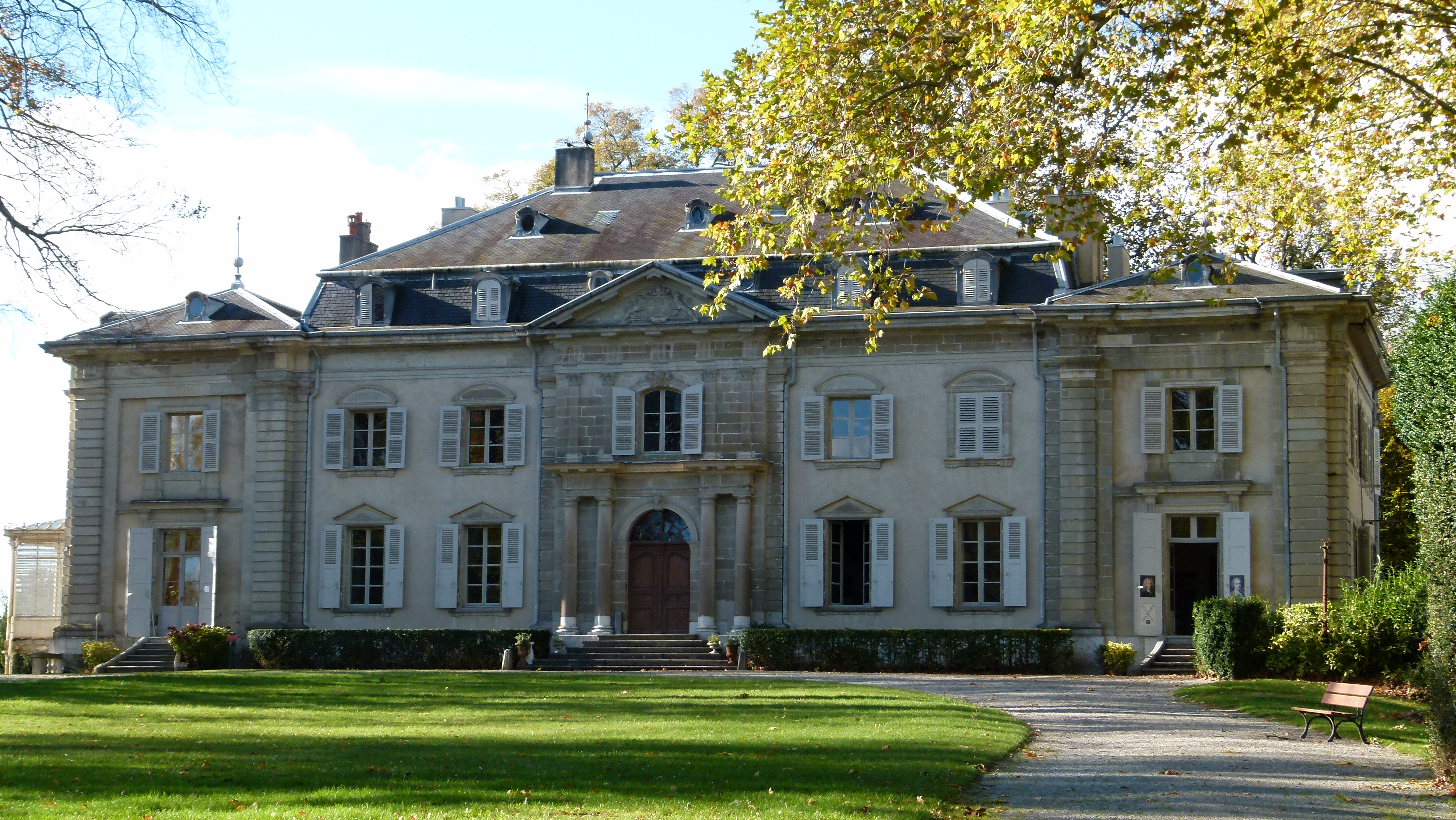
Château de Ferney-Voltaire, Pays de Gex, Voltaire.
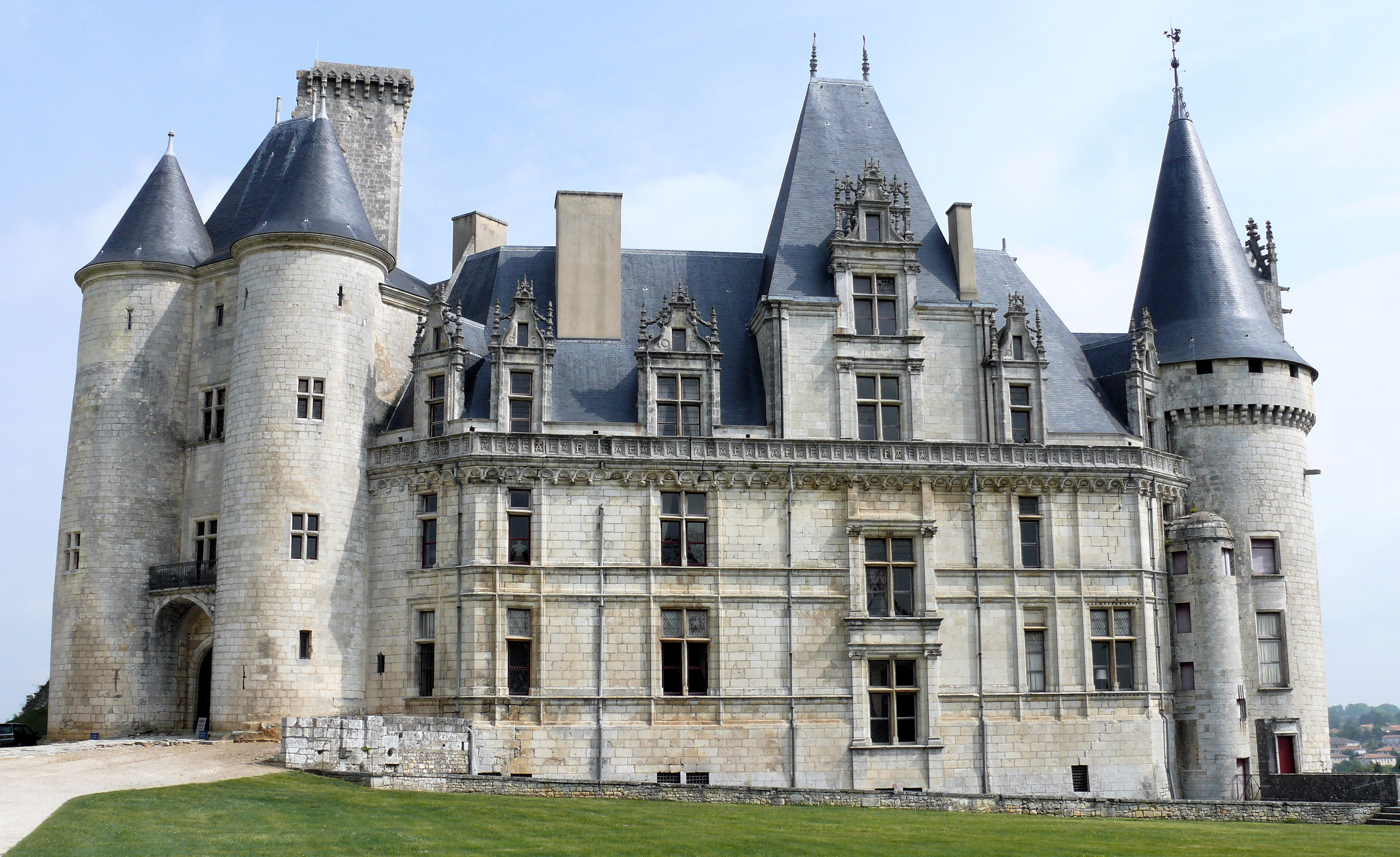
Château de La Rochefoucauld, Charente, Edmée de La Rochefoucauld.
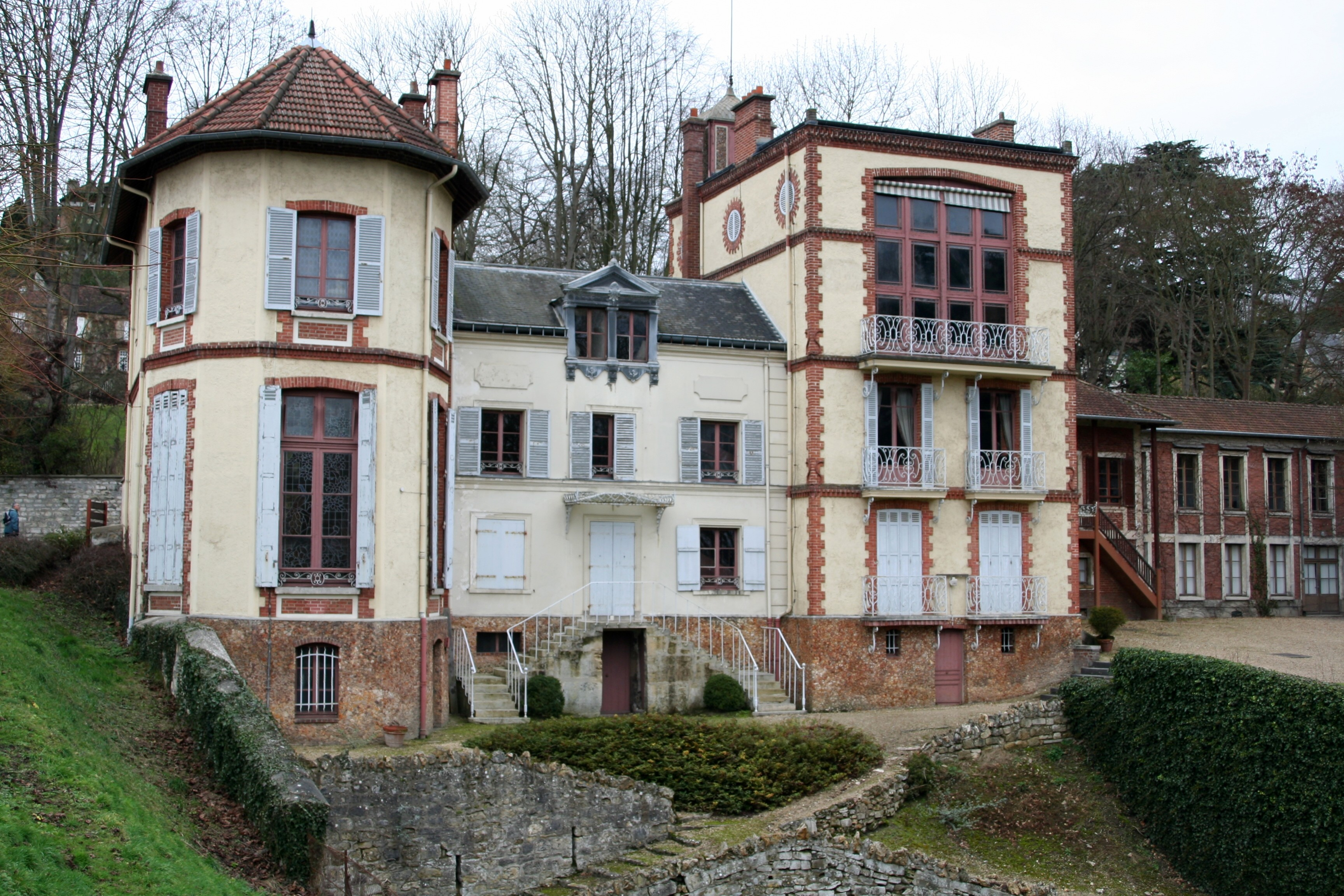
Maison d'Émile Zola, Yvelines, Émile Zola.

## Résidences dans le monde

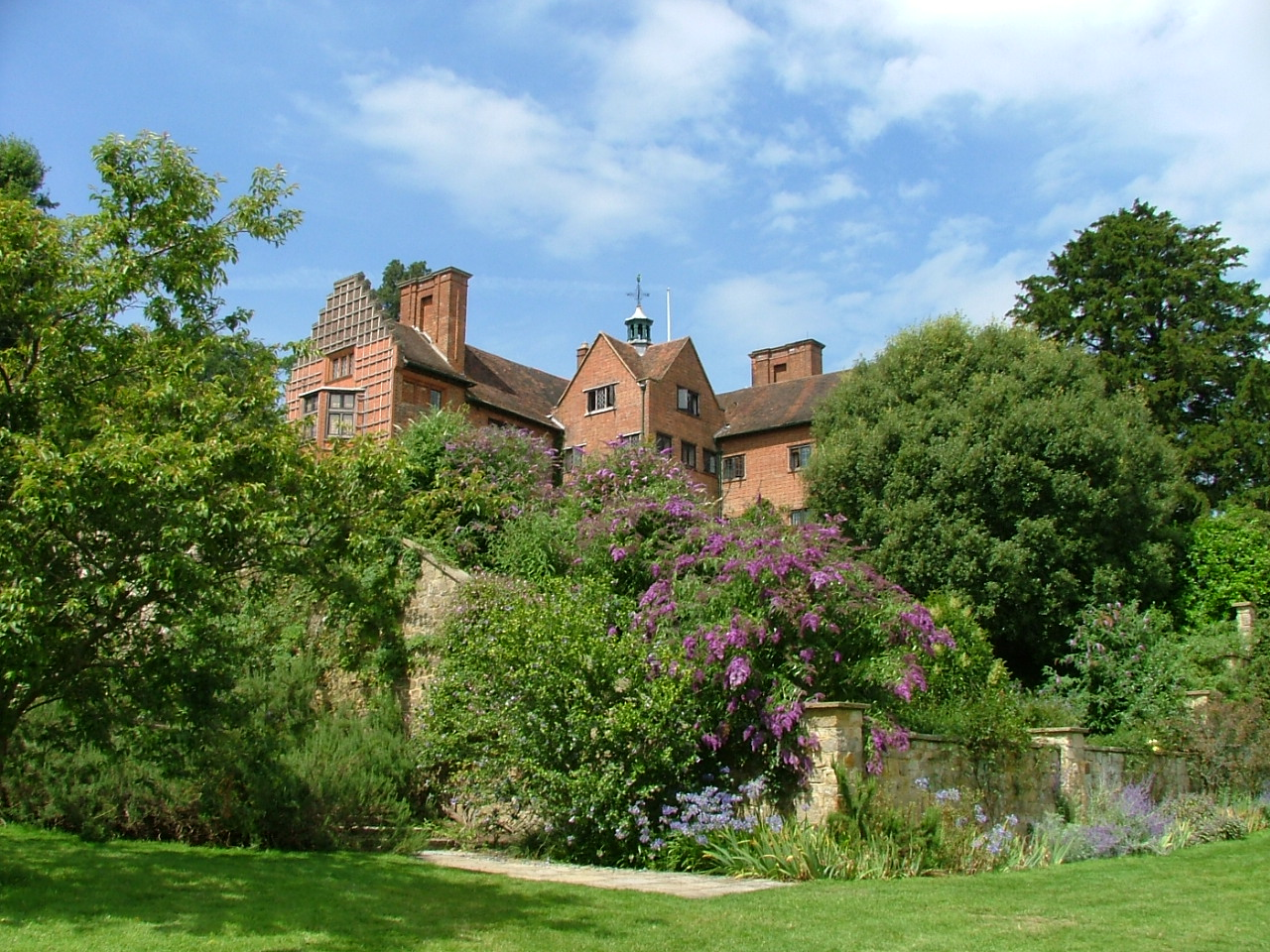
Chartwell, Angleterre, Winston Churchill (Prix Nobel de littérature 1953).
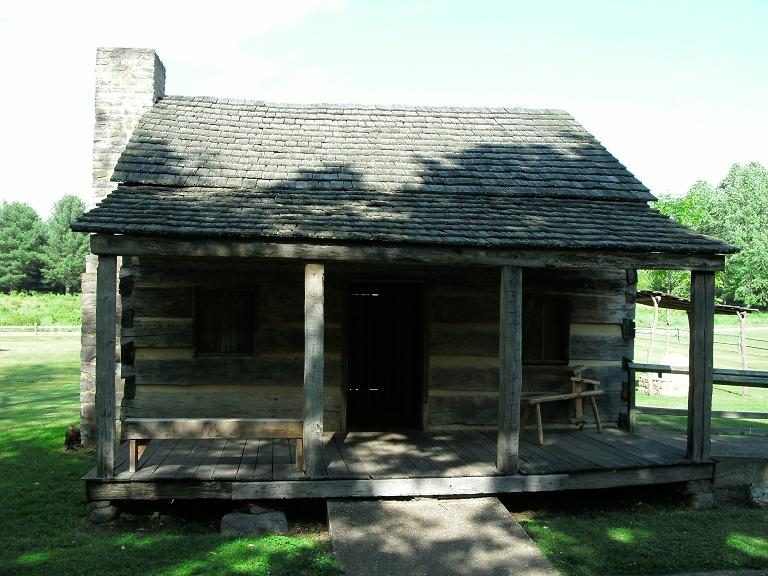
Musée Davy Crockett, Tennessee, États-Unis, Davy Crockett.
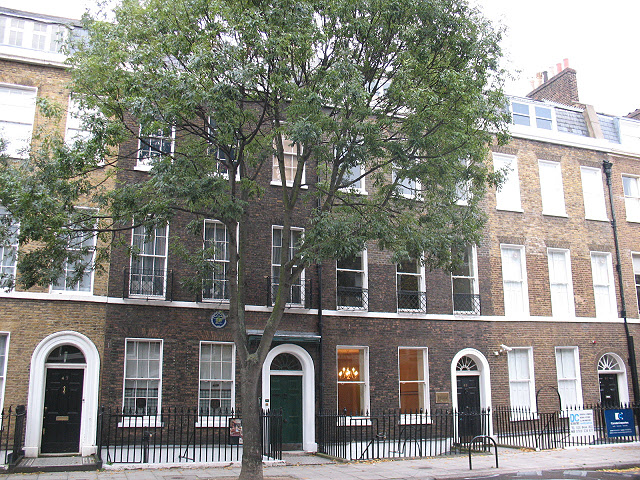
Musée Charles Dickens, Londres, Dickens.
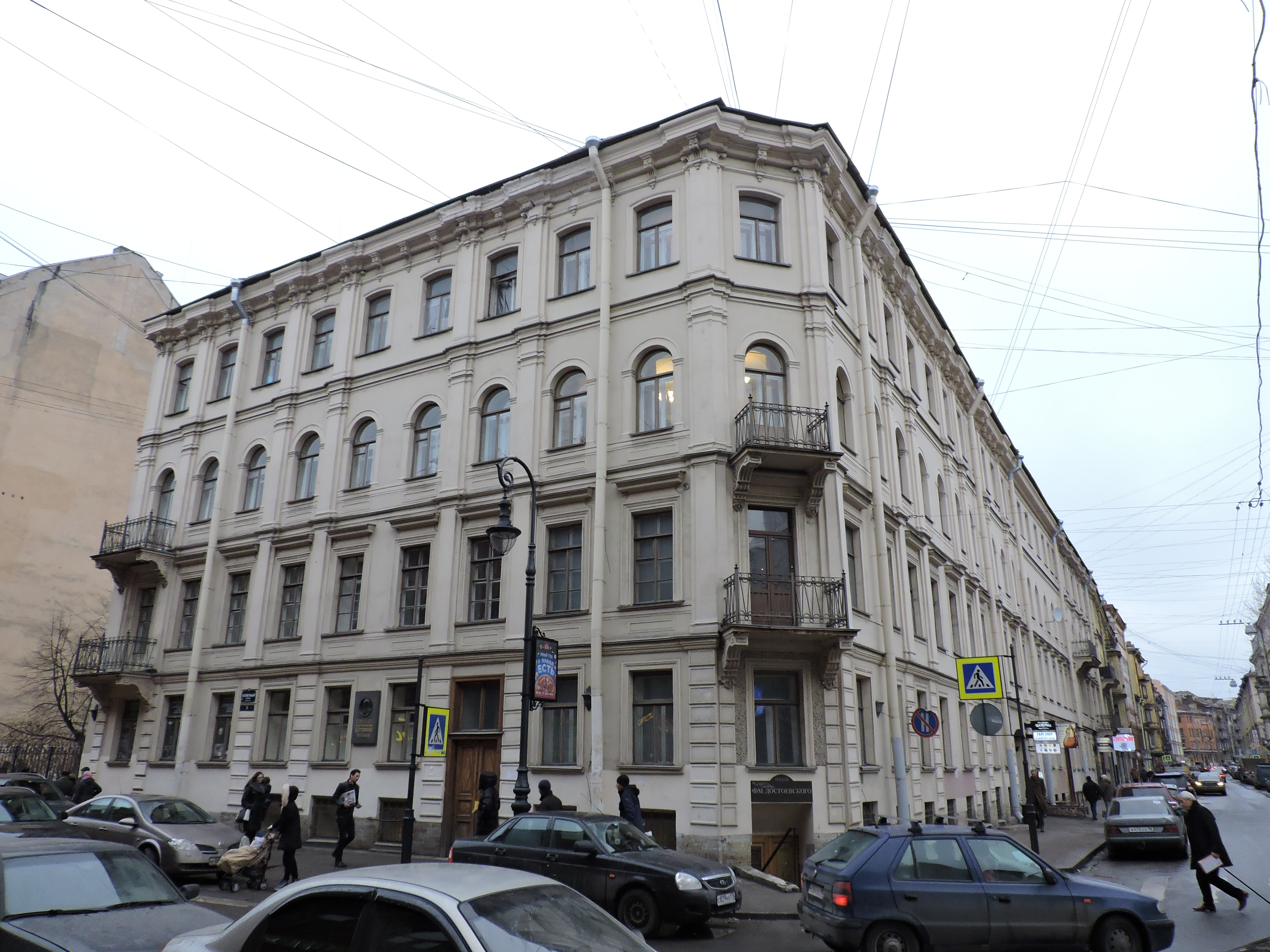
Musée Dostoïevski, Saint-Pétersbourg, Dostoïevski.
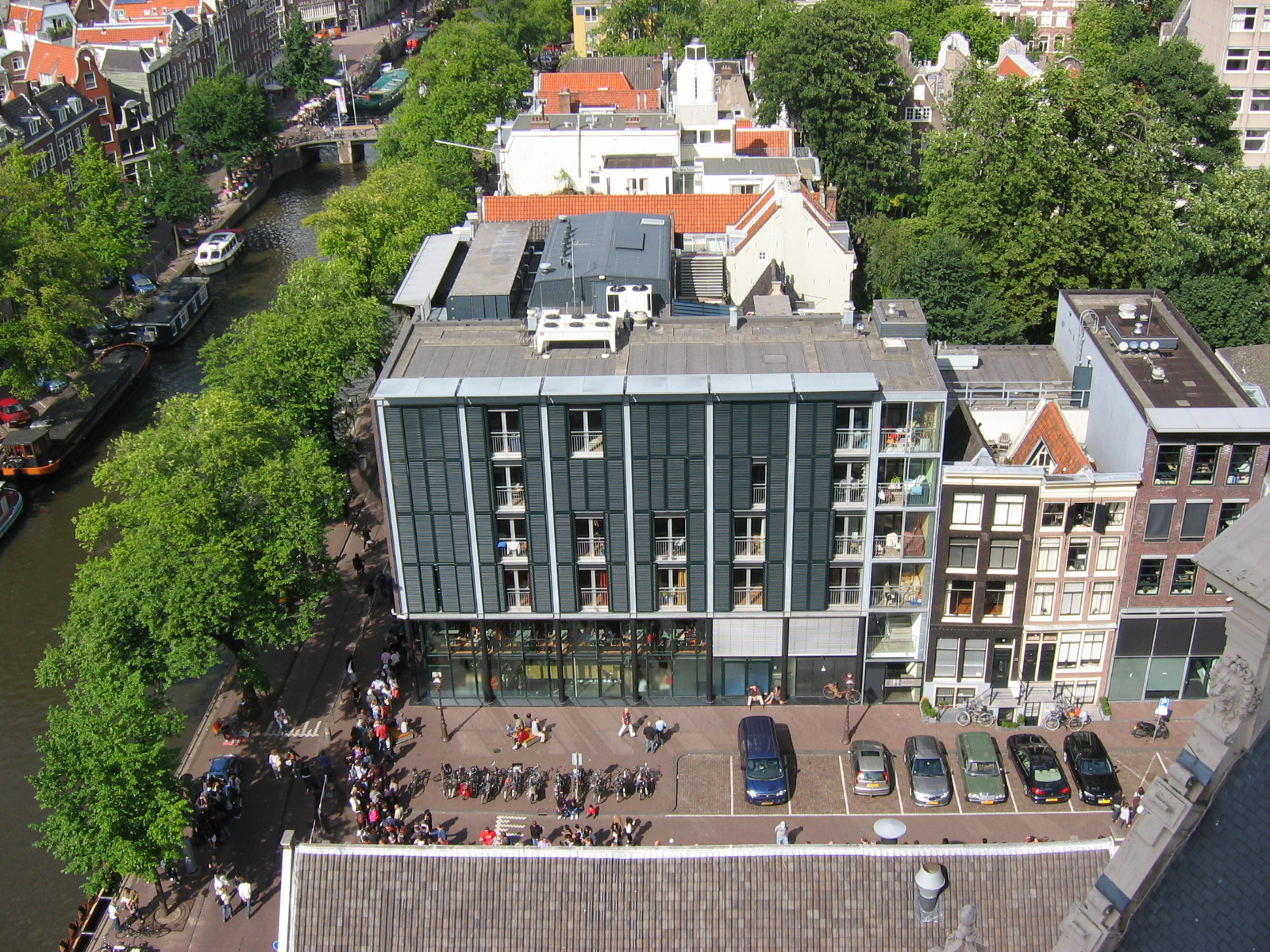
Maison Anne Frank, Pays-Bas, Anne Frank.
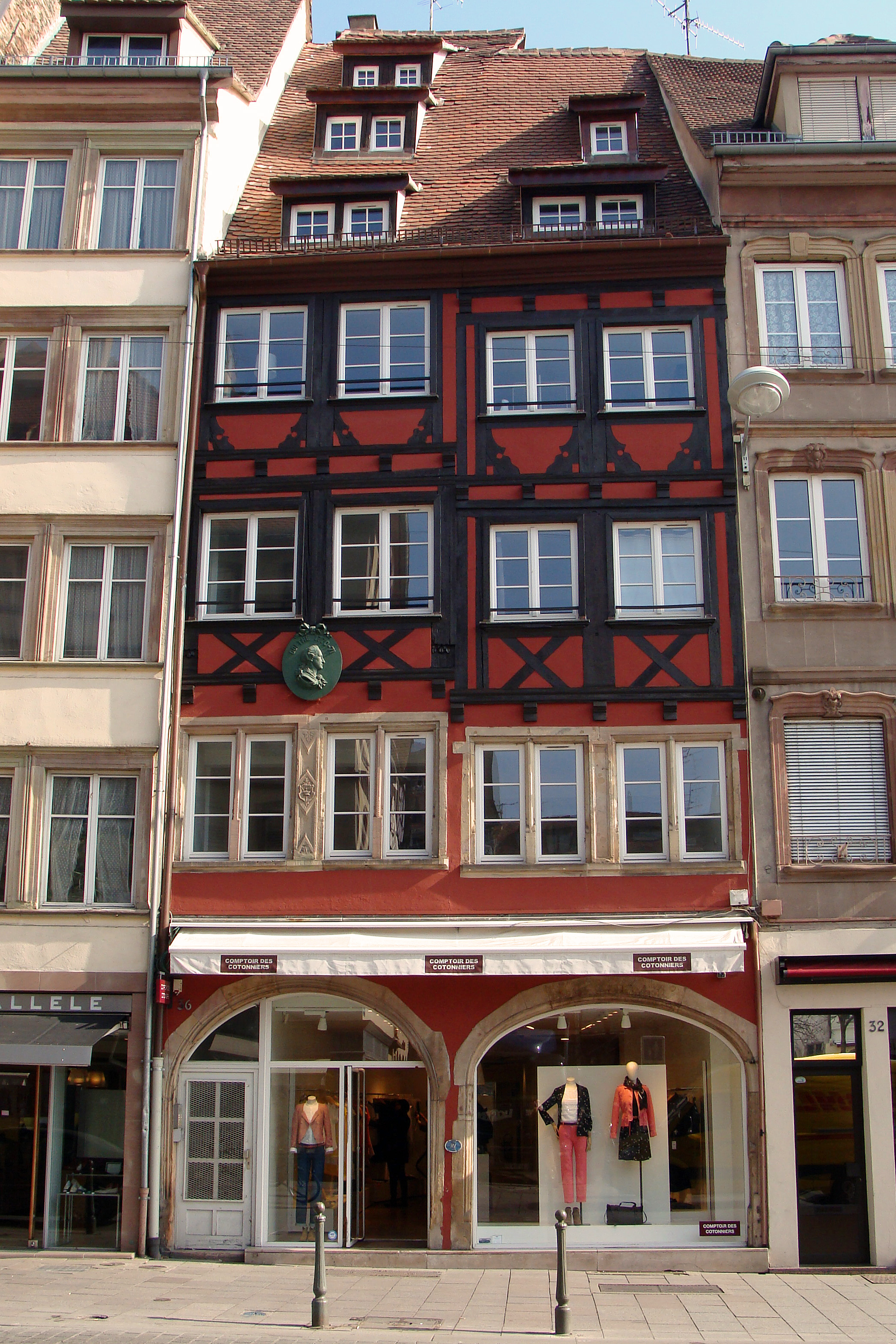
Maison Goethe, Strasbourg
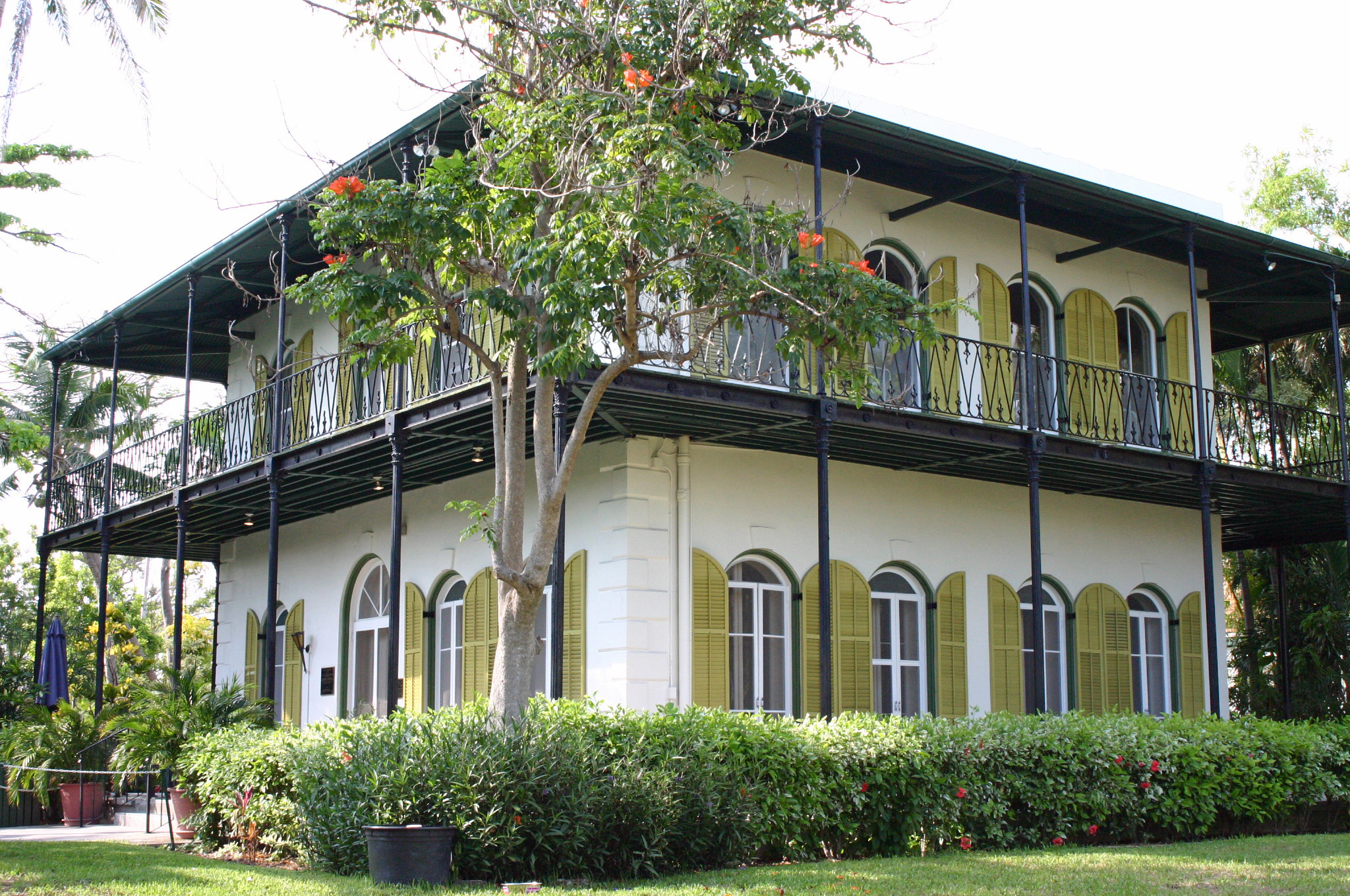
Maison d'Ernest Hemingway, Floride, Hemingway.
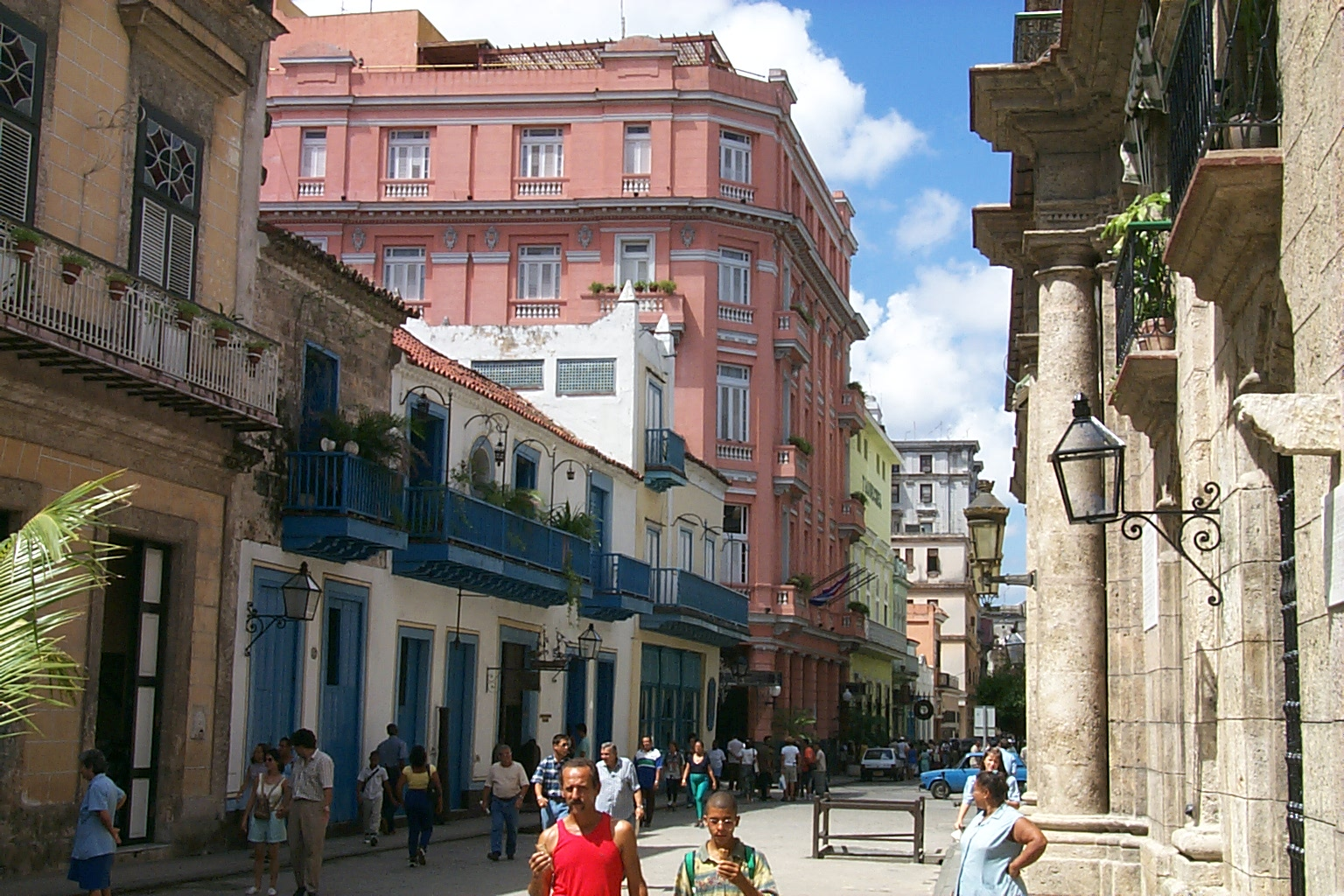
Hôtel Ambos Mundos, Cuba, Hemingway.
Finca La Vigía, Cuba, Hemingway.
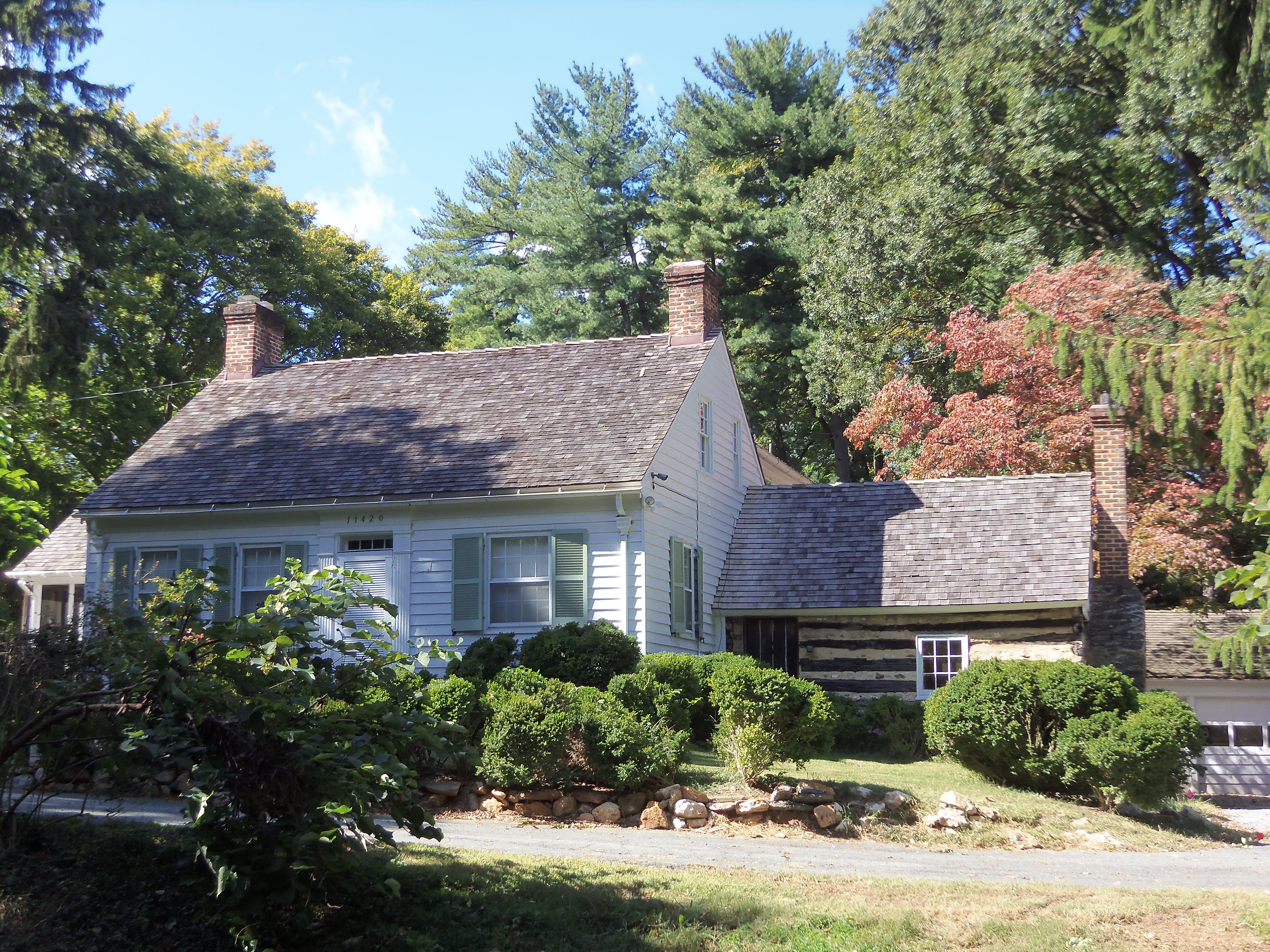
Case de l'oncle Tom, États-Unis, Josiah Henson (Harriet Beecher Stowe).
Hauteville House, Guernesey, Victor Hugo.
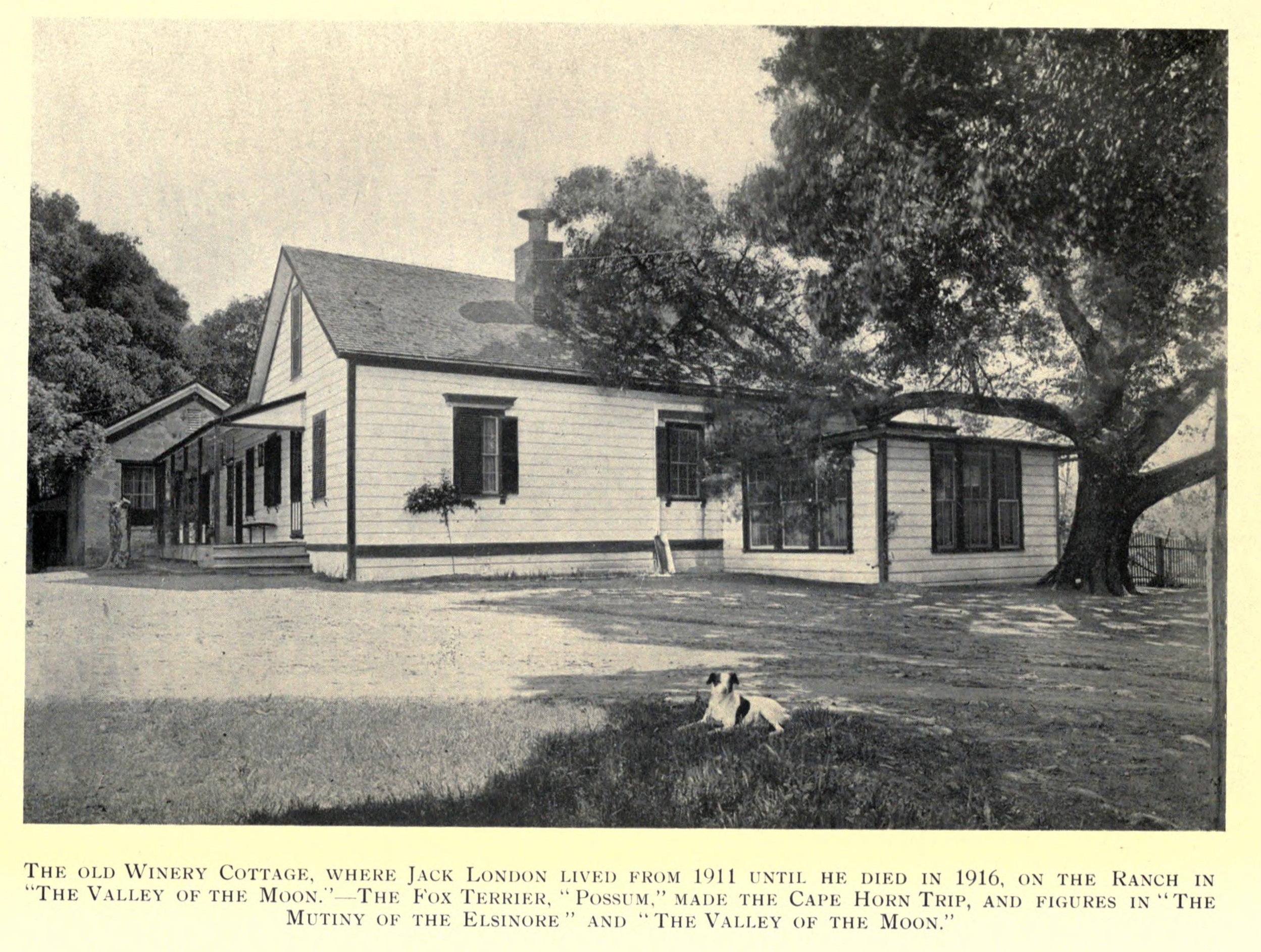
Maison de Jack London, Californie
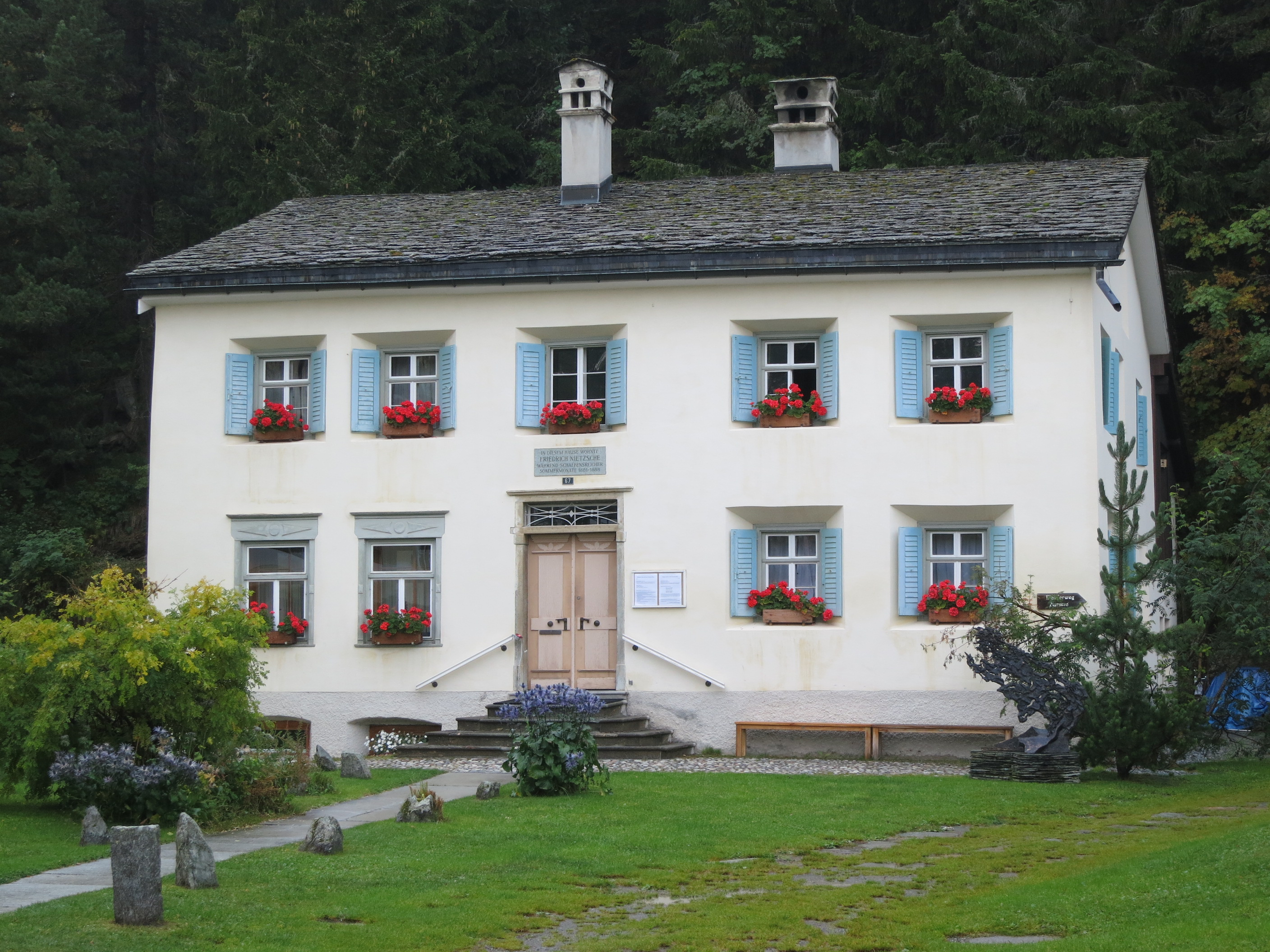
Musée Nietzsche, Suisse
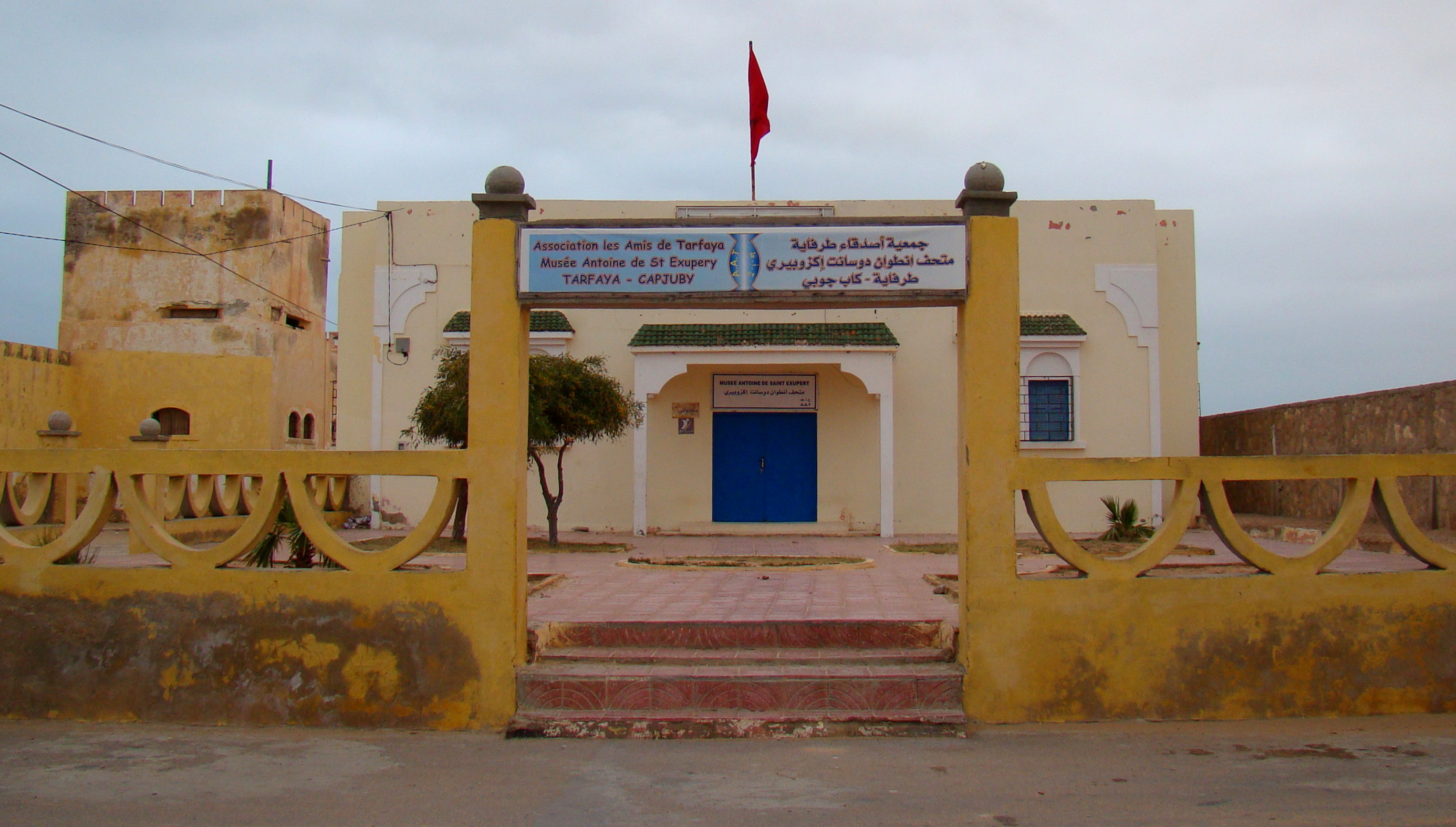
Musée Antoine de Saint-Exupéry de Tarfaya, Maroc, Antoine de Saint-Exupéry.
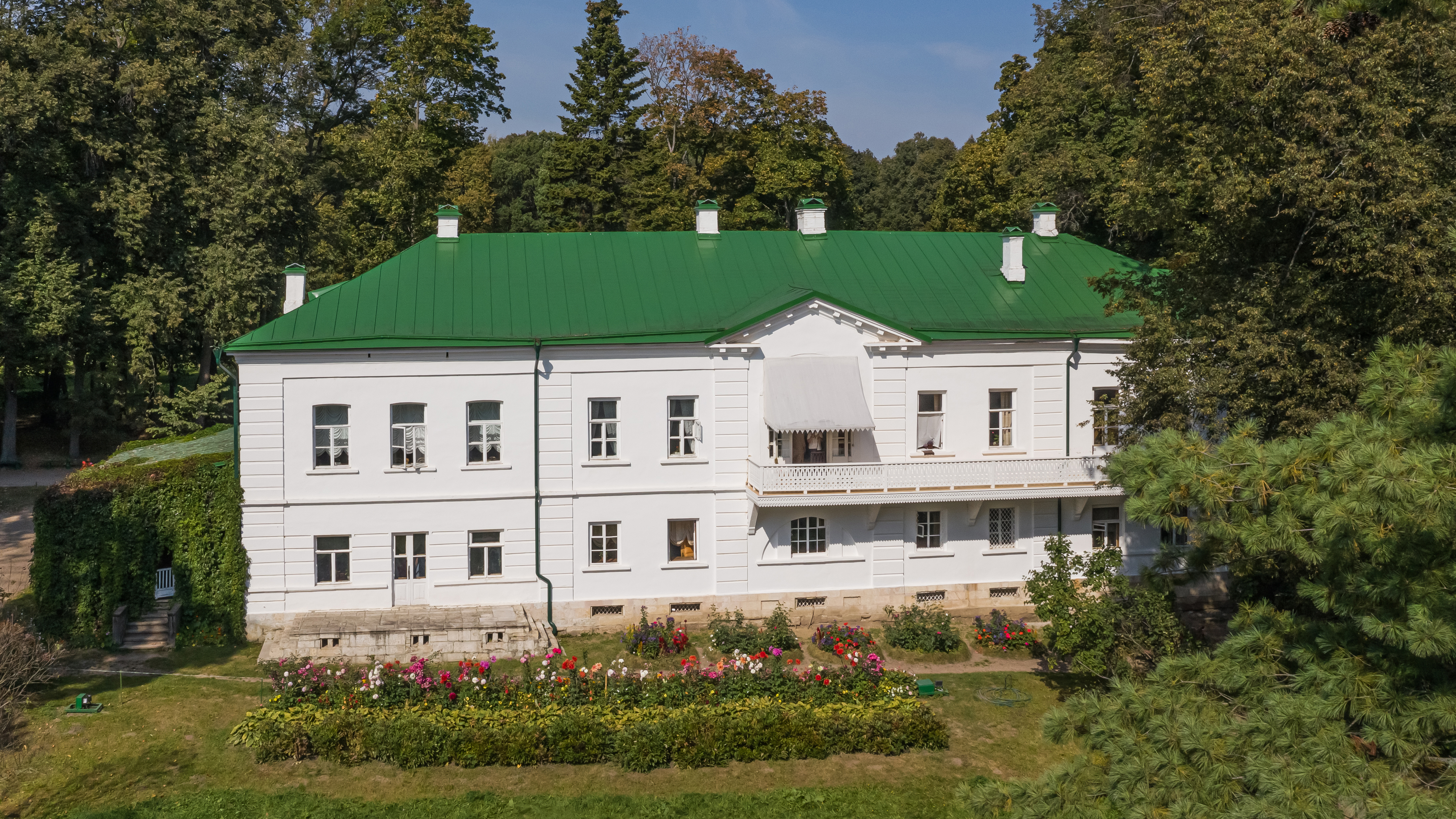
Iasnaïa Poliana, Russie, Tolstoï.
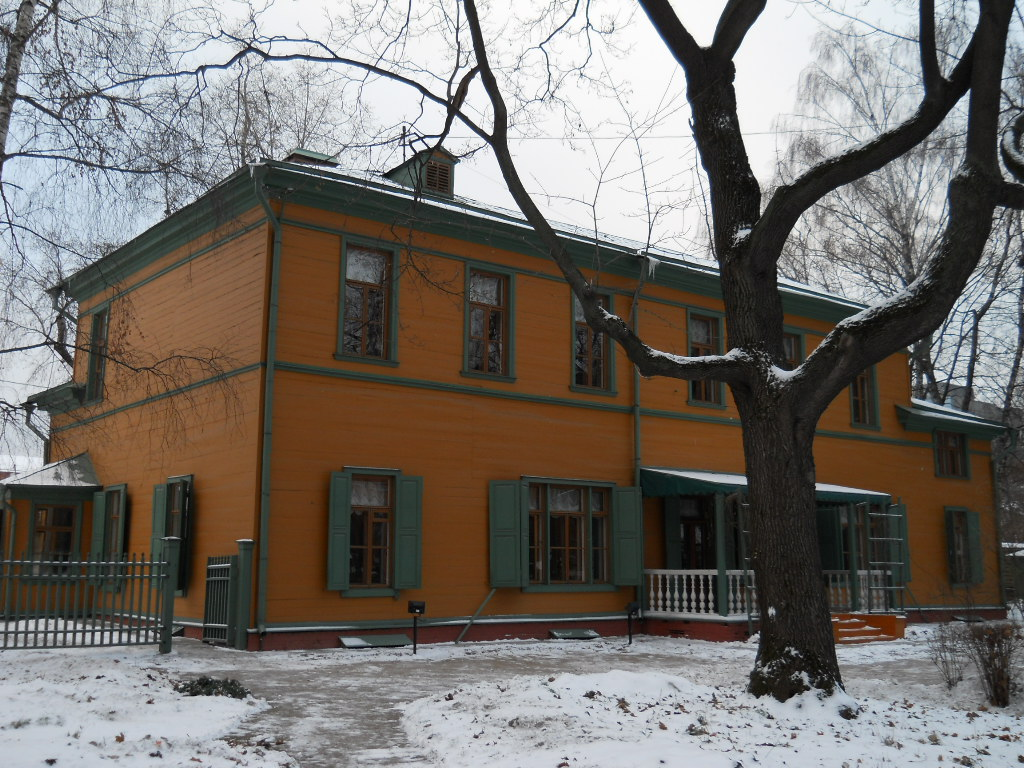
Musée Tolstoï, Moscou, Tolstoï.

## Souvenirs élargis

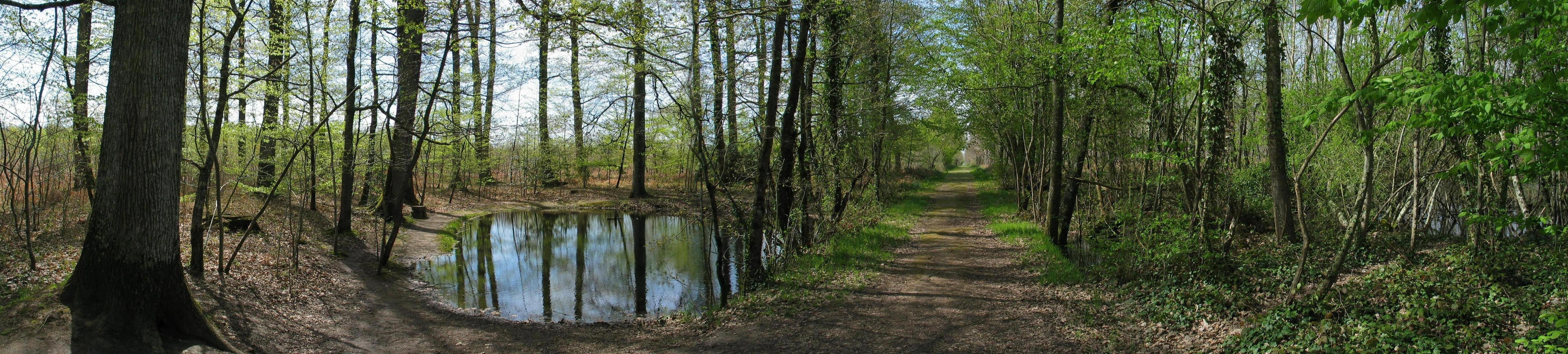
La Mare au diable, George Sand.
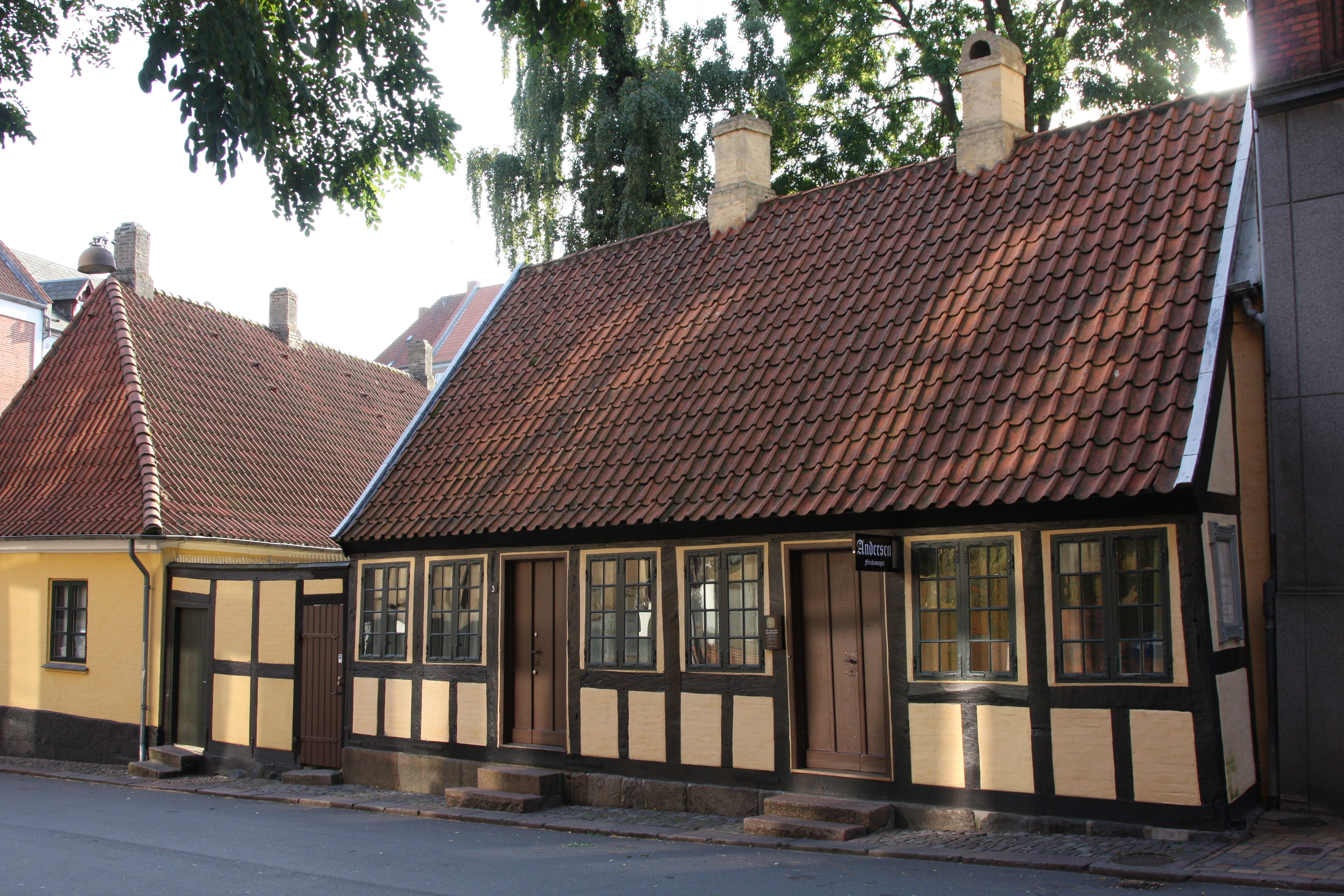
Maison d'enfance de Hans Christian Andersen, Danemark.
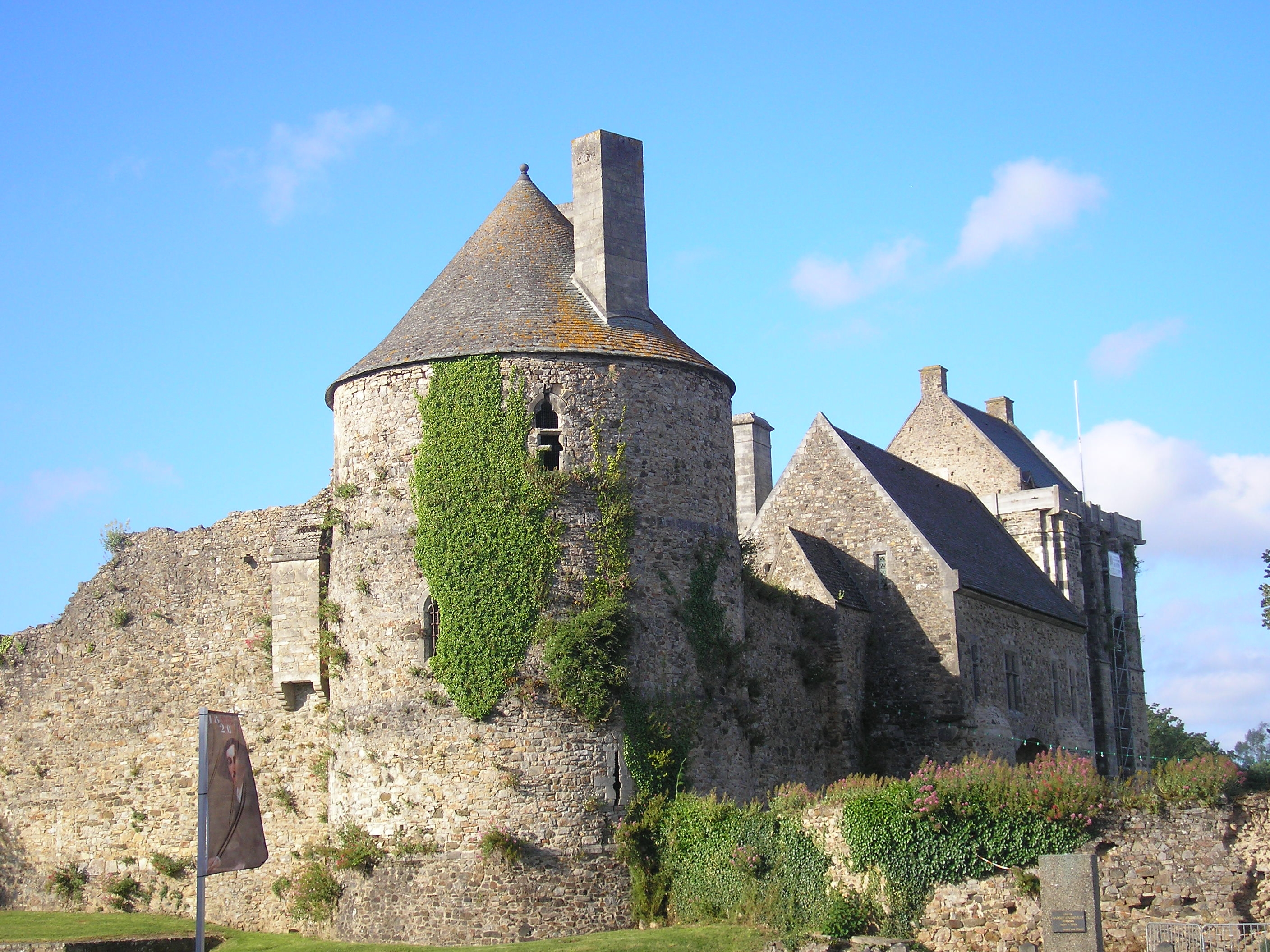
Château de Saint-Sauveur-le-Vicomte, Normandie, Barbey d'Aurevilly.
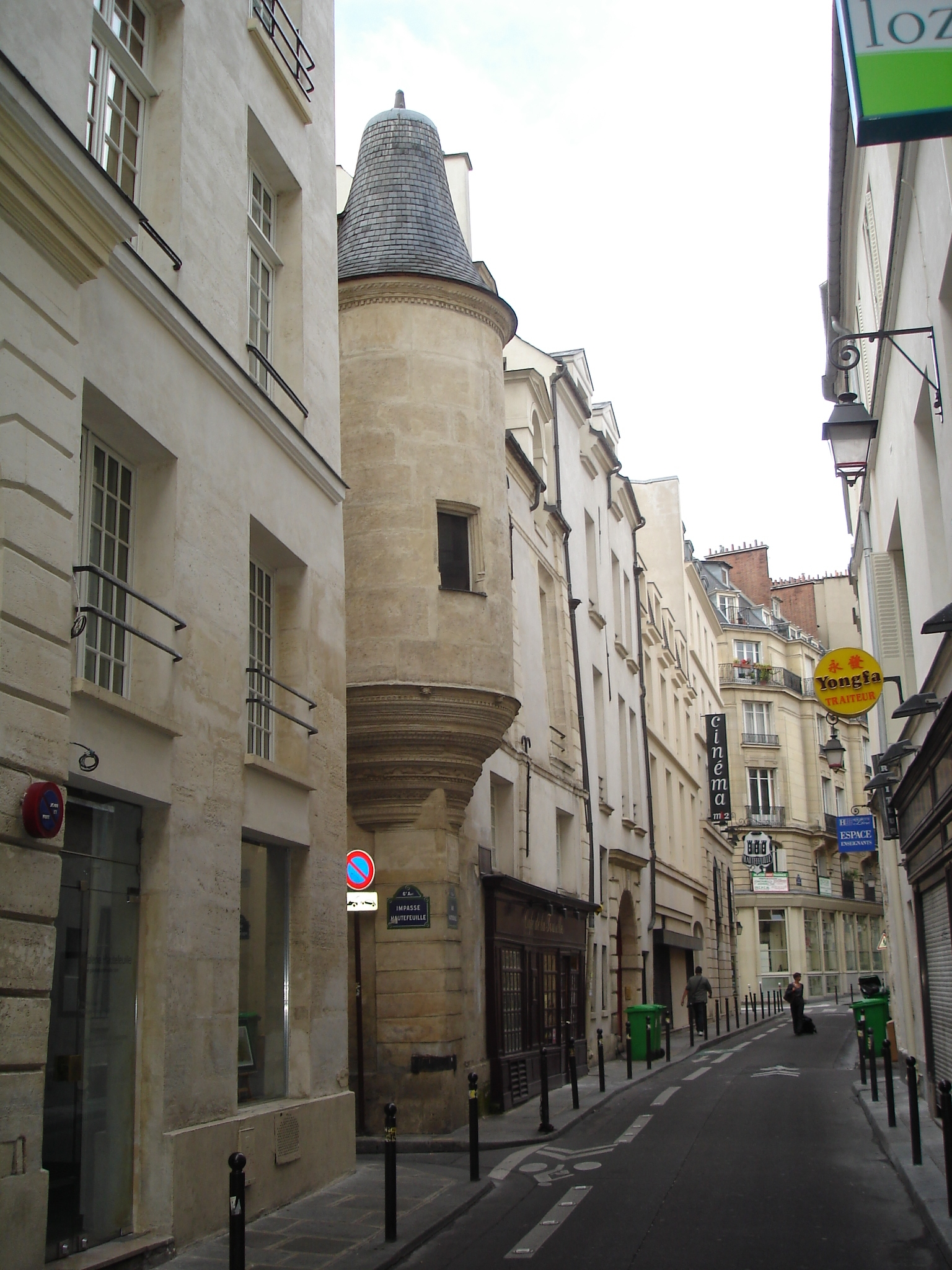
Rue Hautefeuille, Paris, rue natale de Baudelaire.
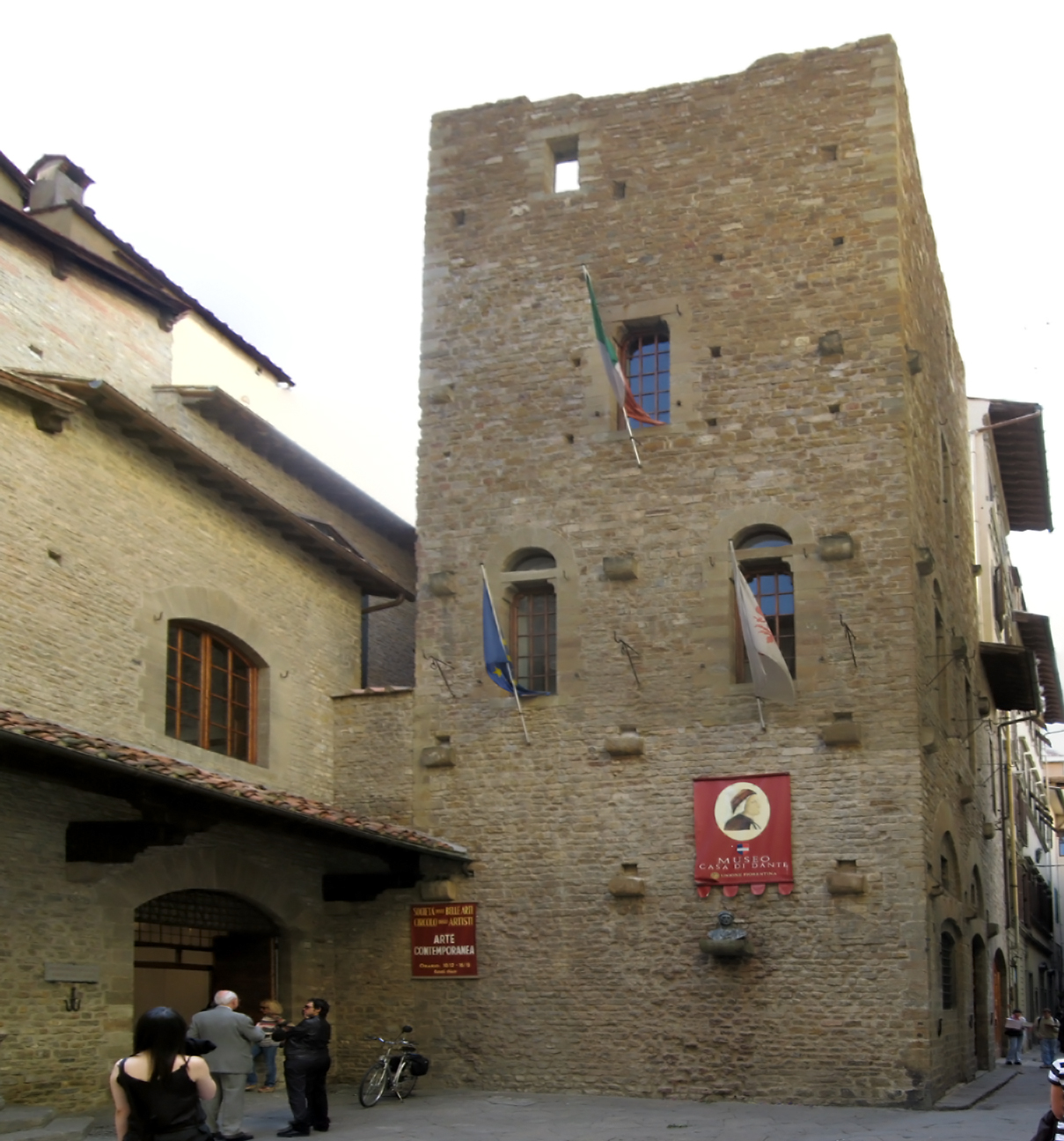
Musée Maison de Dante, Florence, Dante.
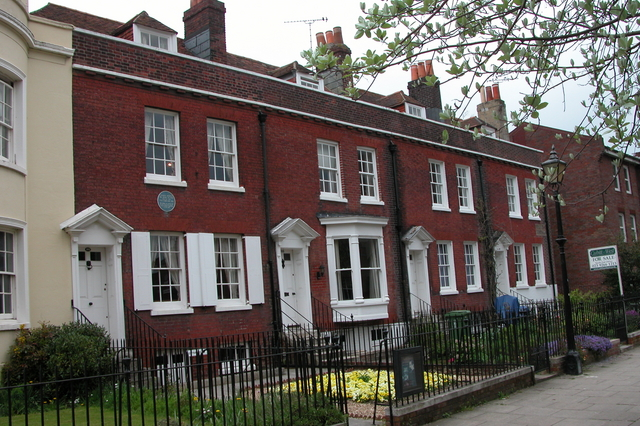
Maison de naissance de Charles Dickens, Portsmouth, Charles Dickens.
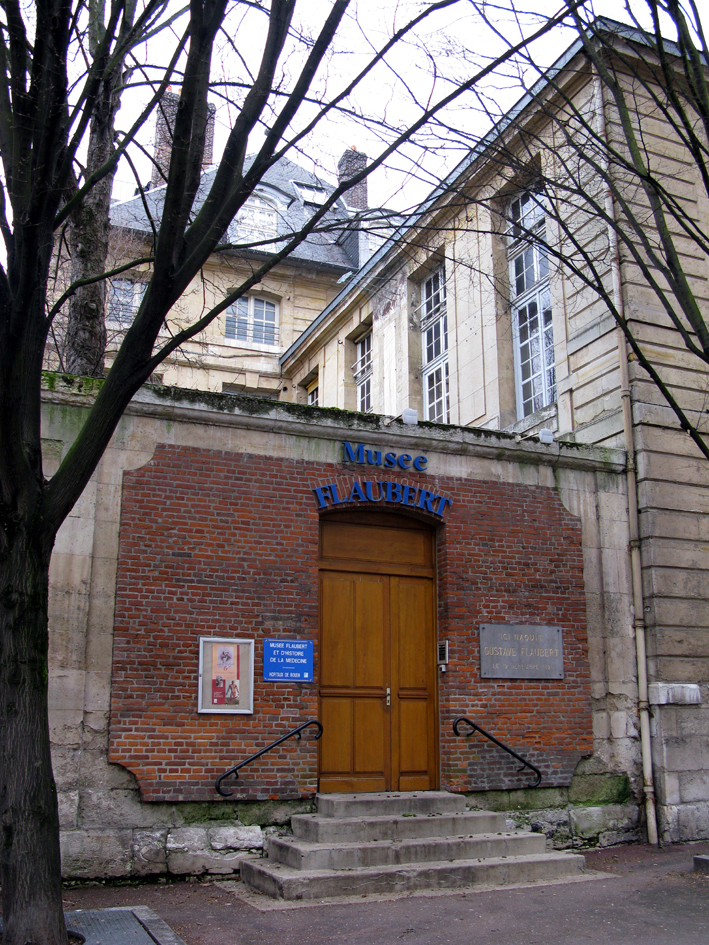
Musée Flaubert et d'histoire de la médecine, Flaubert.
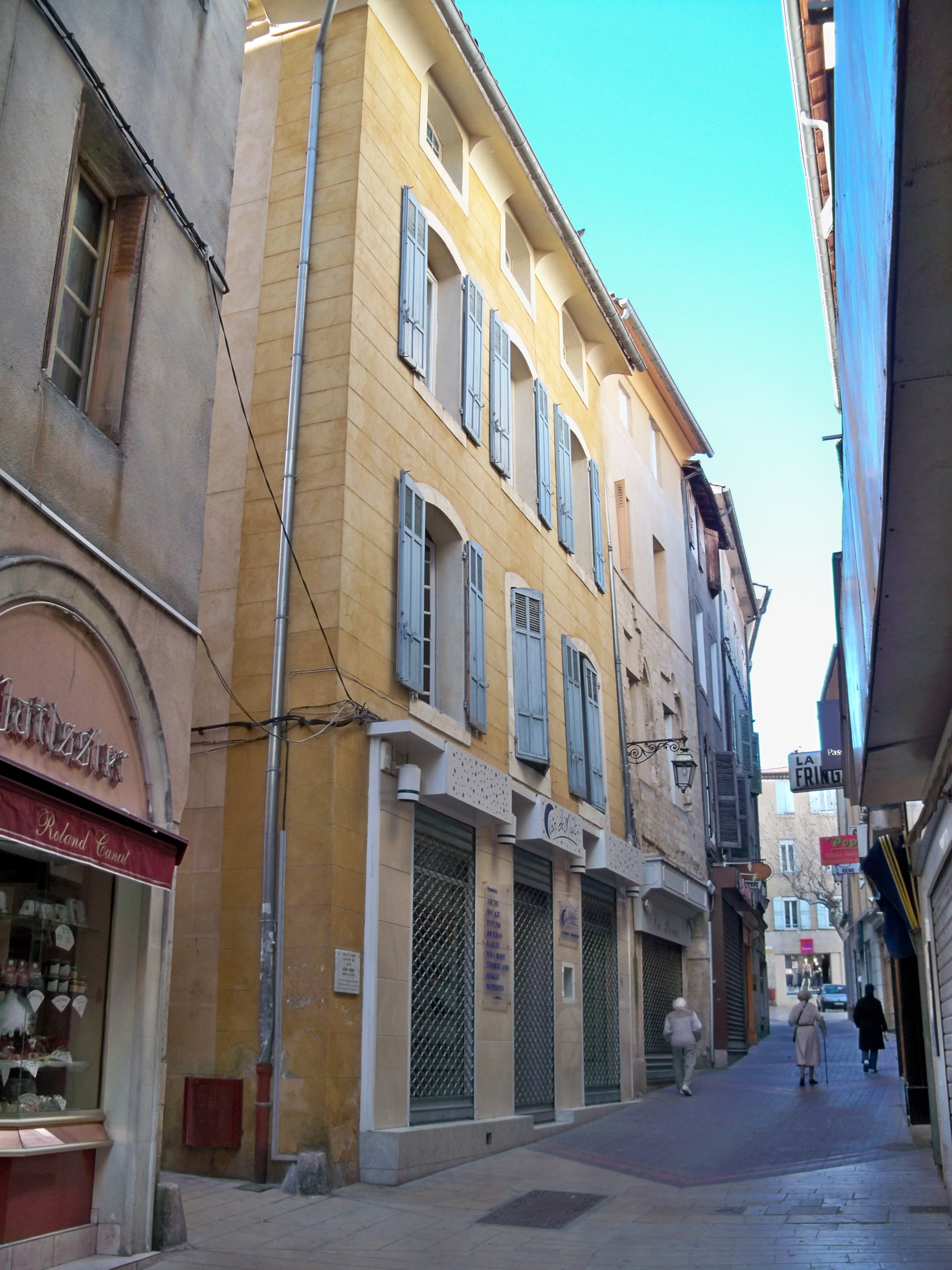
Maison natale de Jean Giono, Provence, Jean Giono.
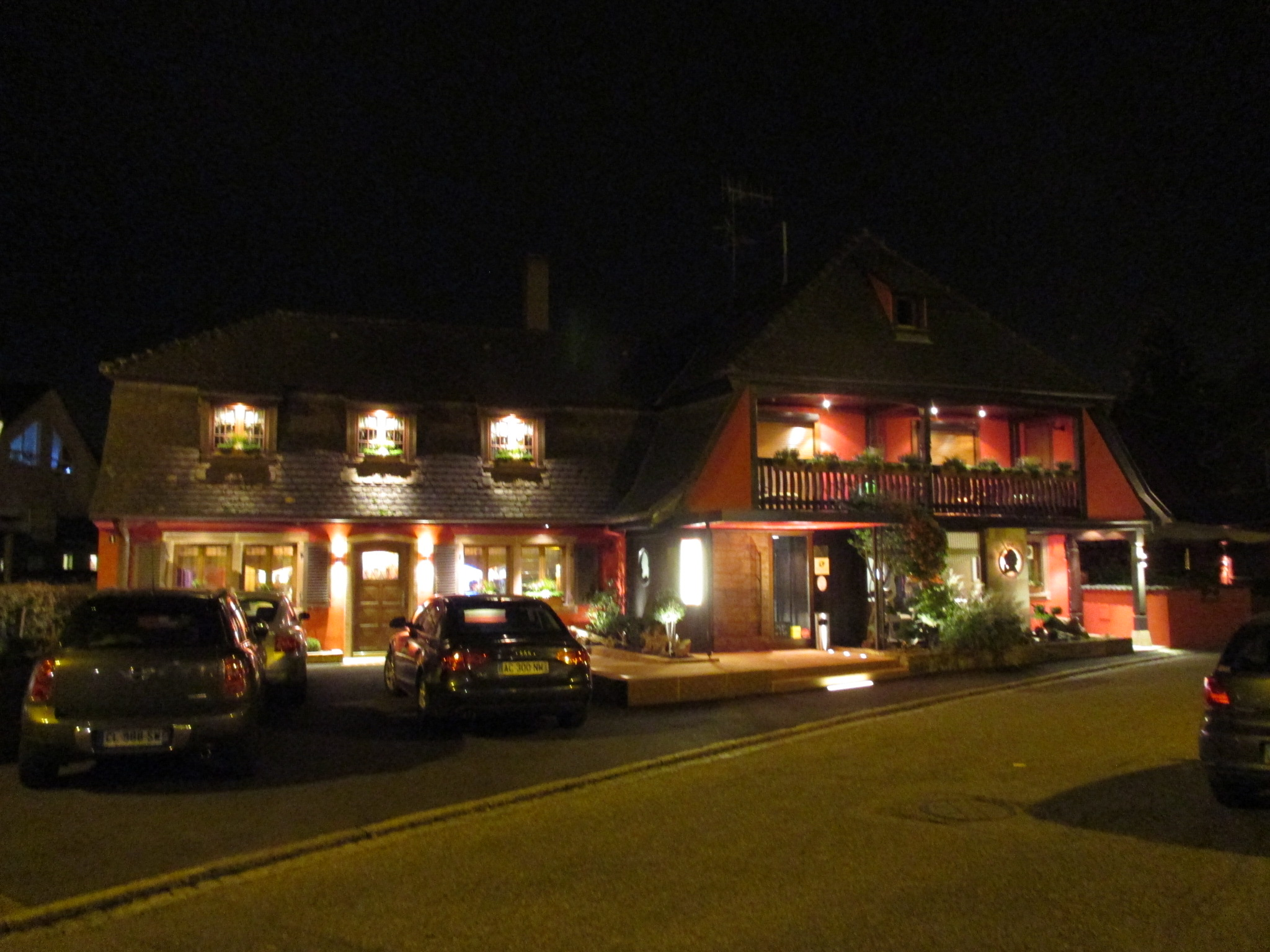
Musée Goethe à l'Auberge au Bœuf, Sessenheim, Alsace, Goethe.
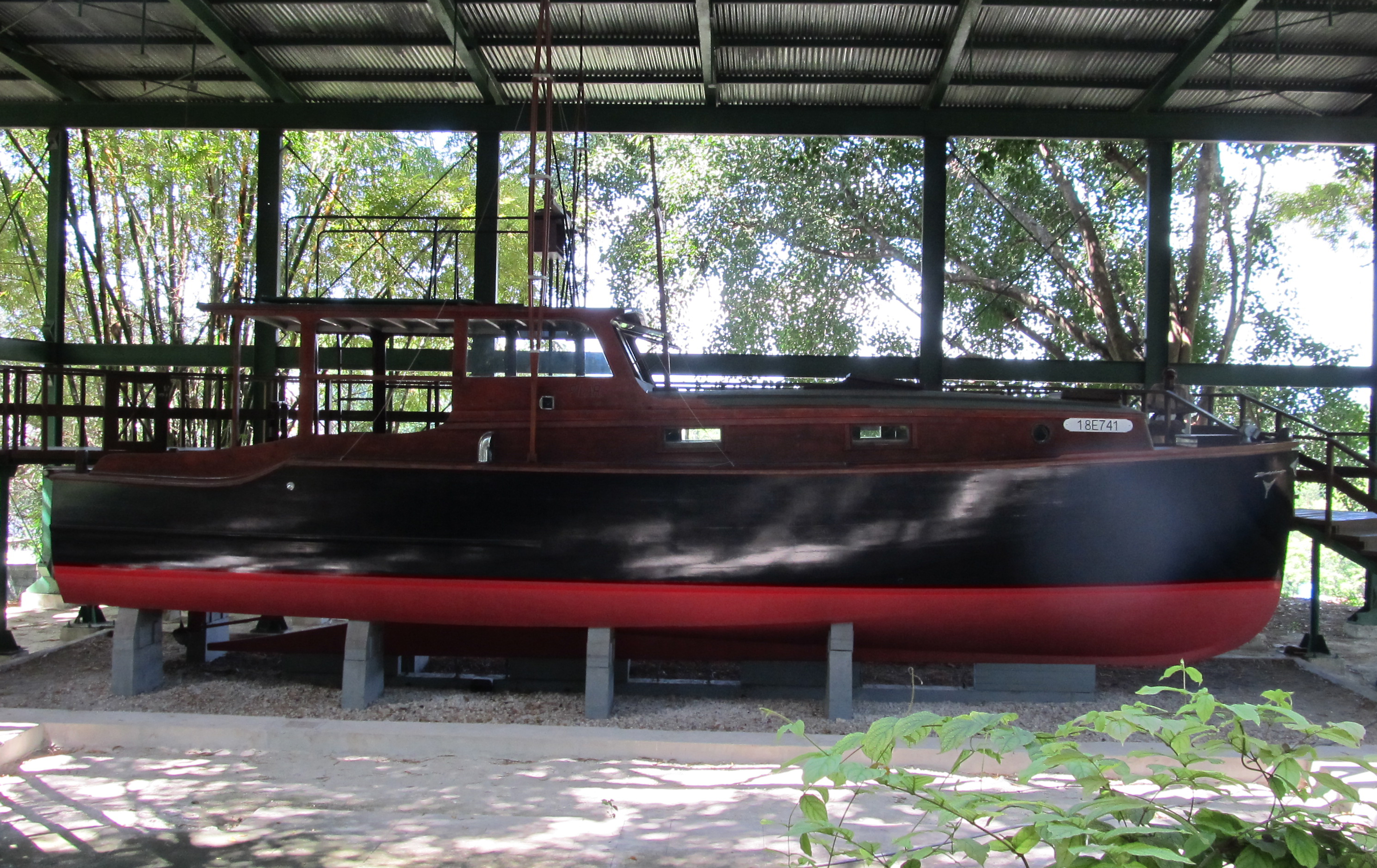
Yacht Pilar d'Hemingway, Cuba.
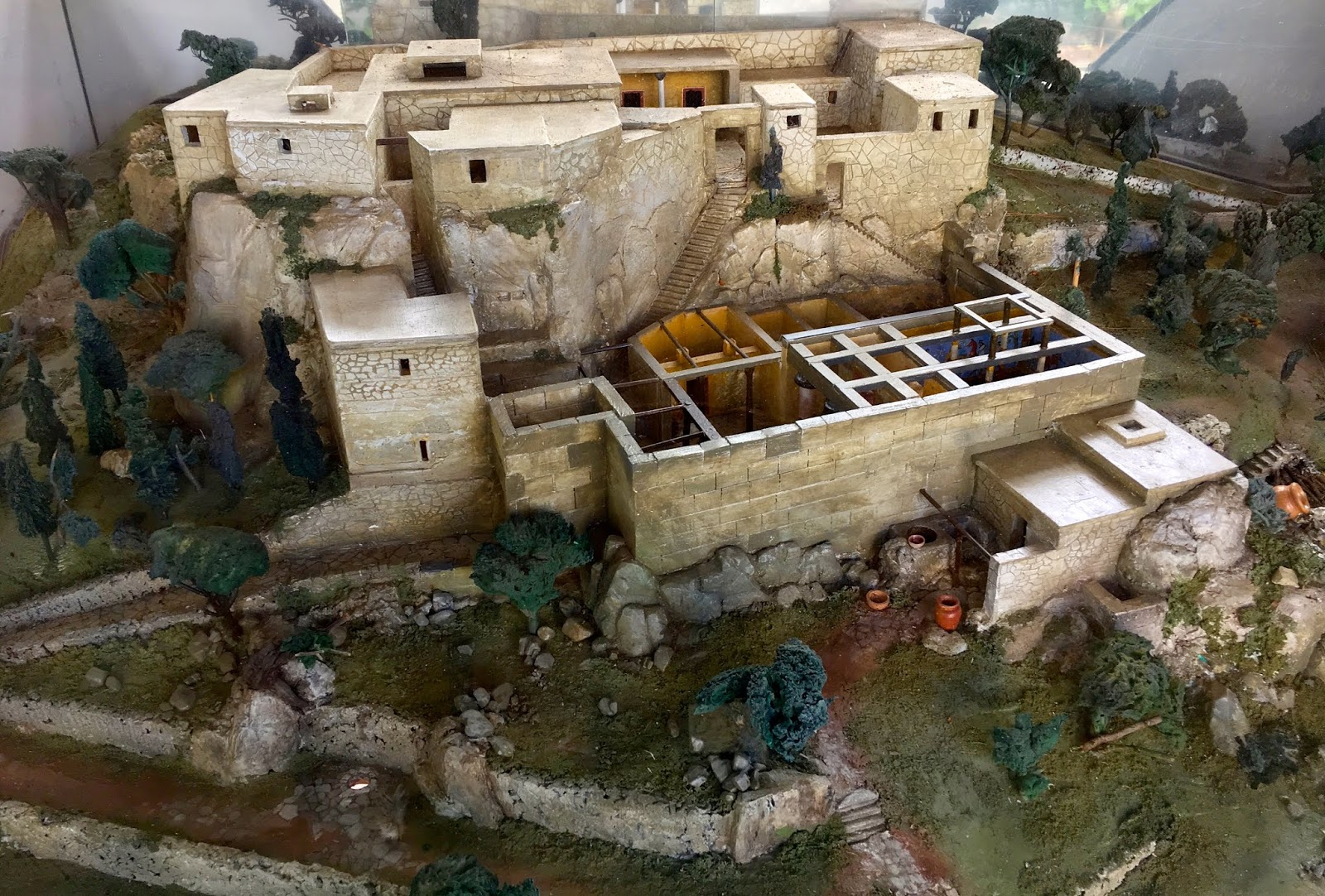
Palais d'Ulysse, Ithaque, l'Iliade et l'Odyssée, Grèce, Homère.
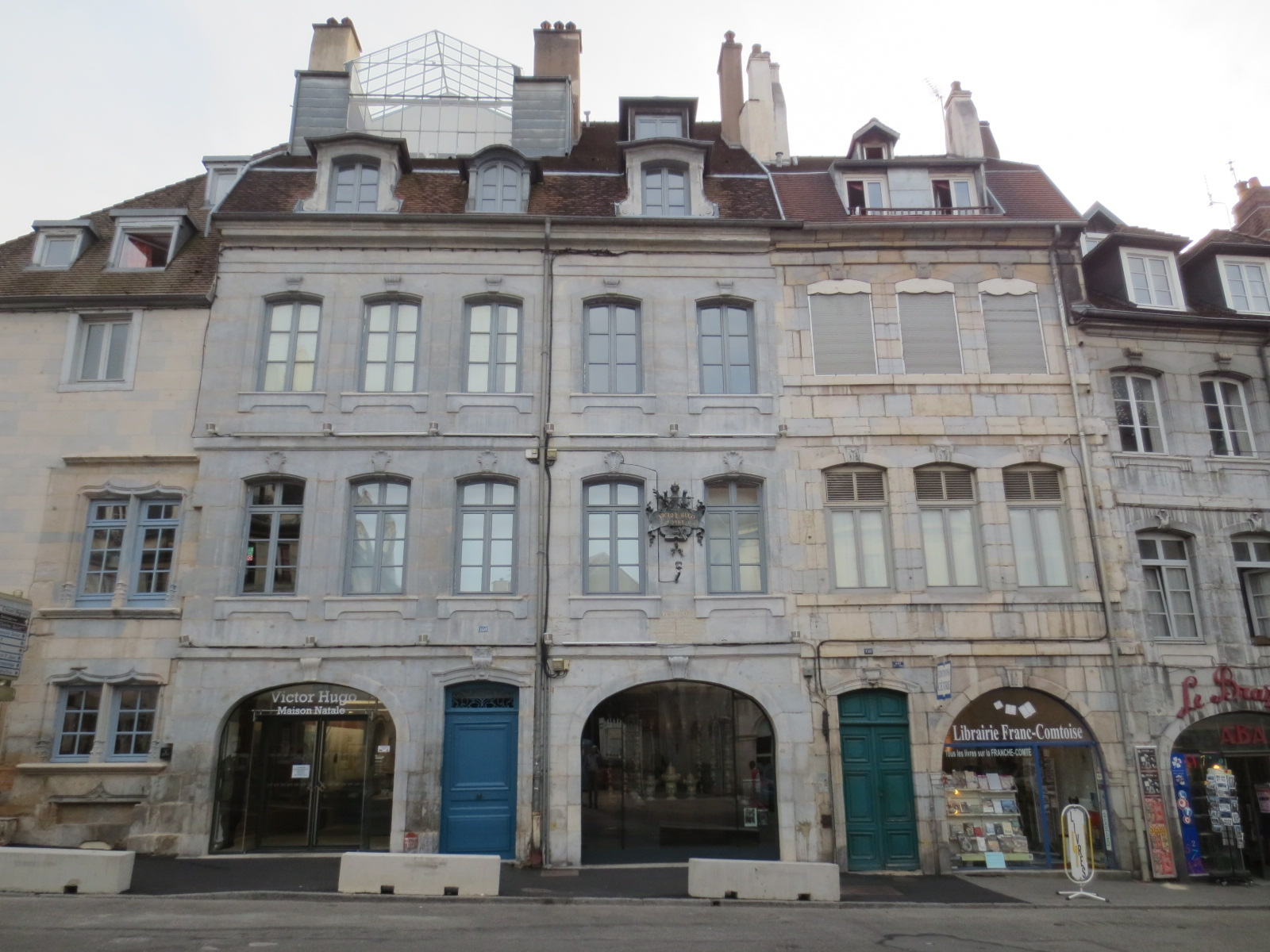
Maison natale de Victor Hugo, Besançon, Victor Hugo.
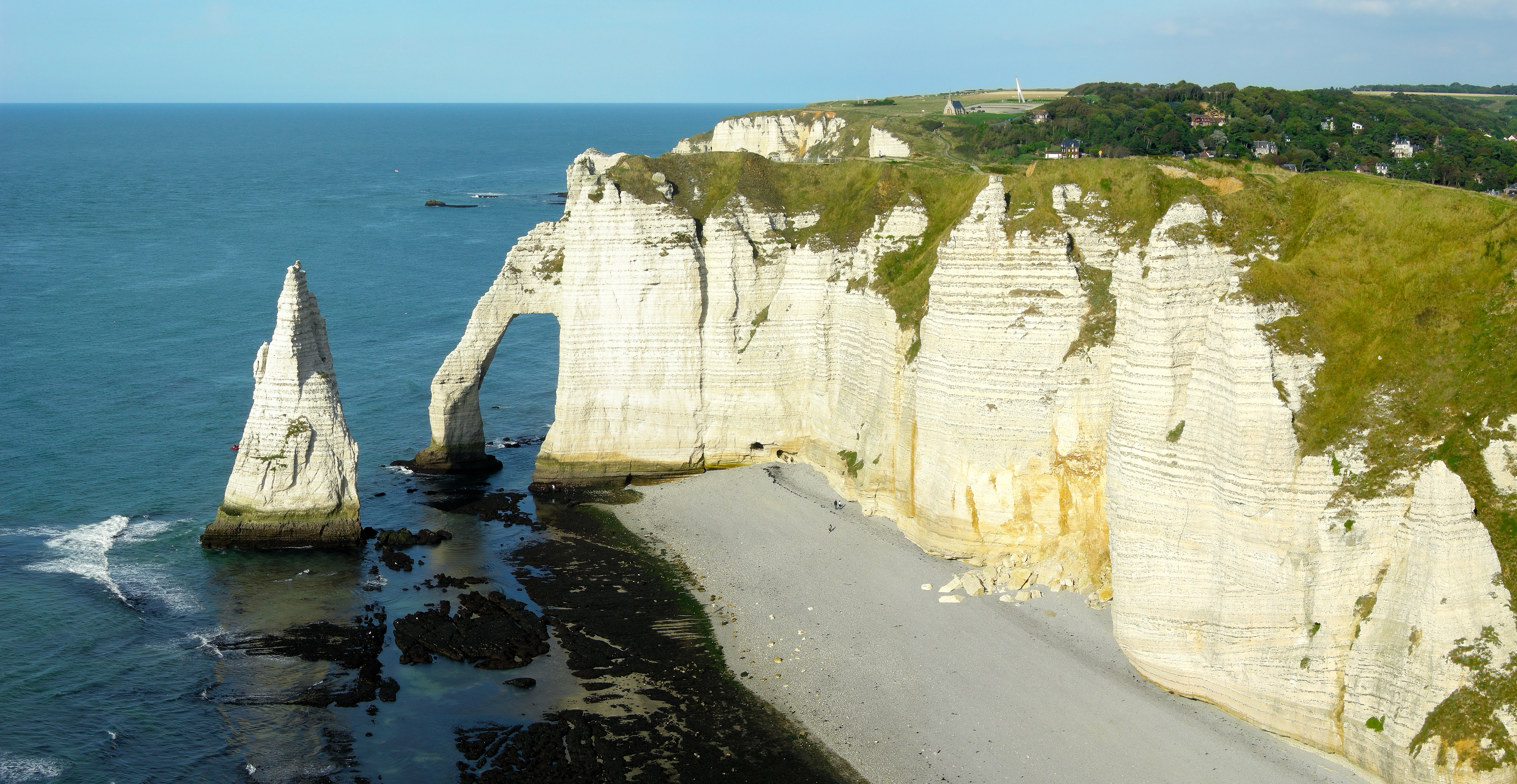
L'Aiguille creuse, Étretat, Maurice Leblanc.
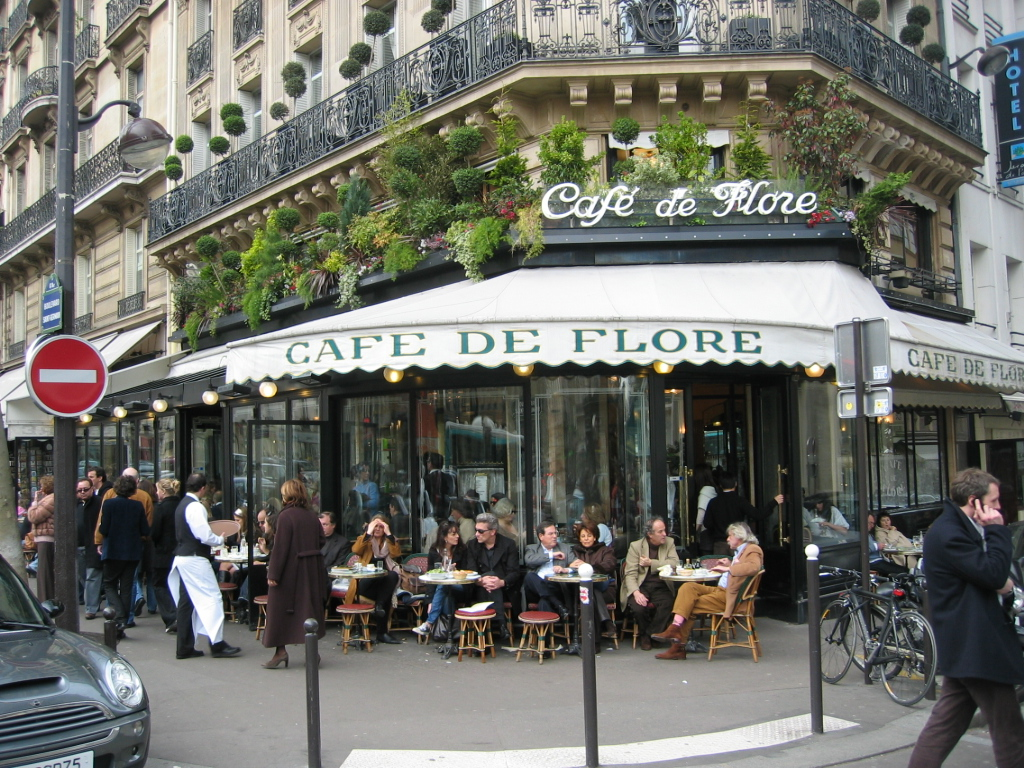
Café de Flore, Saint-Germain-des-Prés à Paris, Jean-Paul Sartre et Simone de Beauvoir...
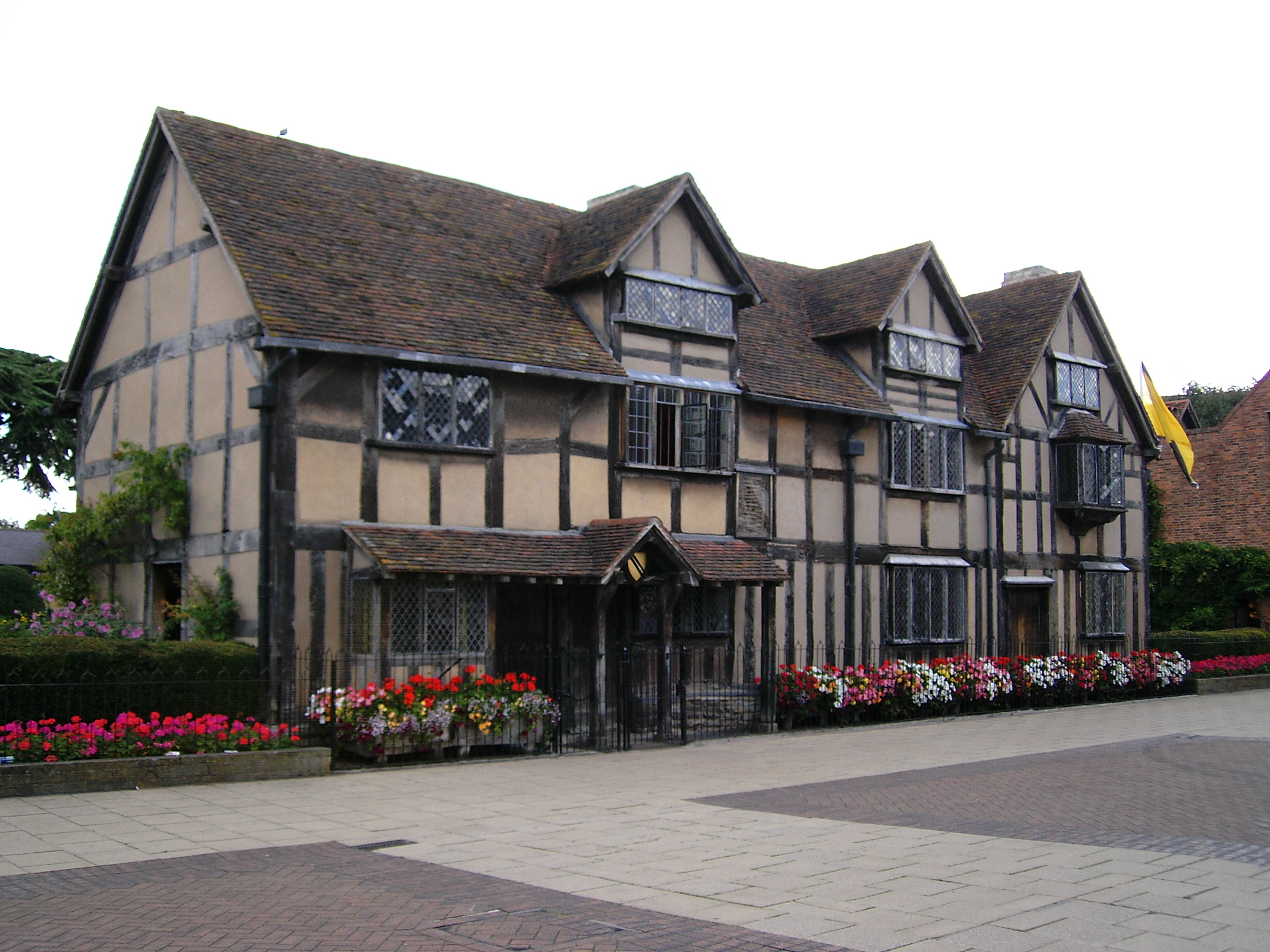
Maison natale de Shakespeare, Stratford-upon-Avon, Angleterre, Shakespeare.
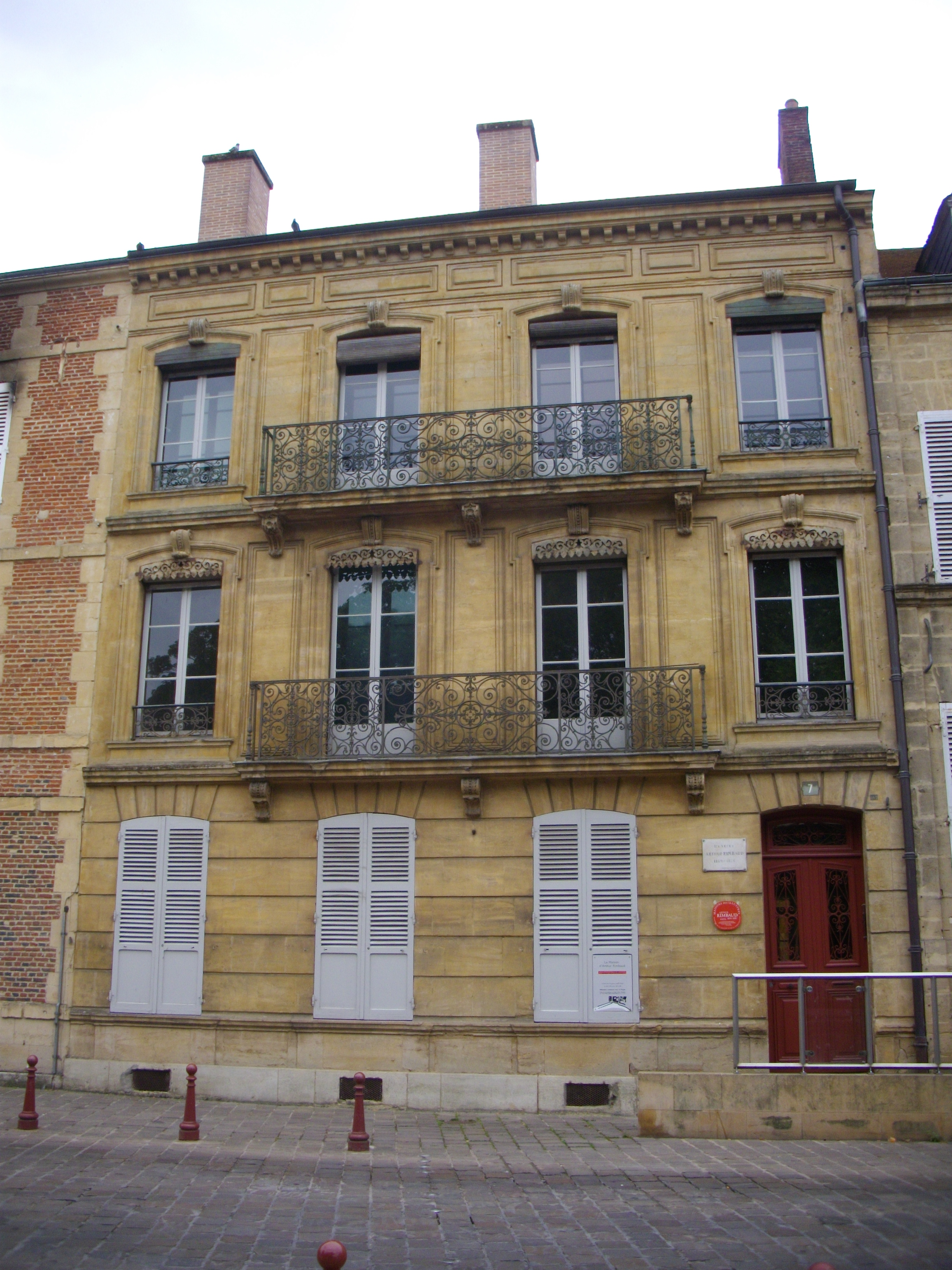
La Maison des Ailleurs, Charleville-Mézières, Rimbaud.
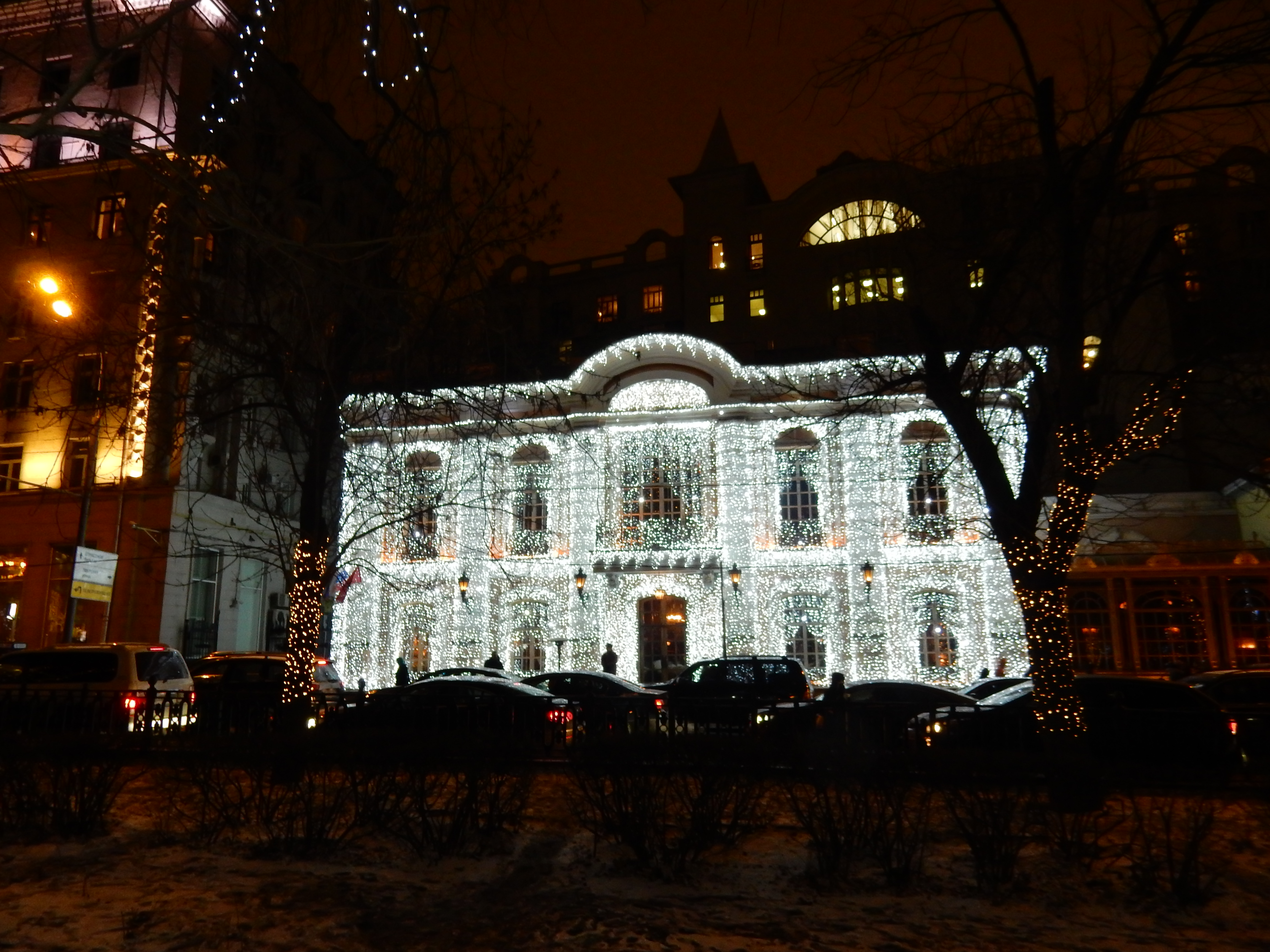
Café Pouchkine, Moscou, Alexandre Pouchkine.
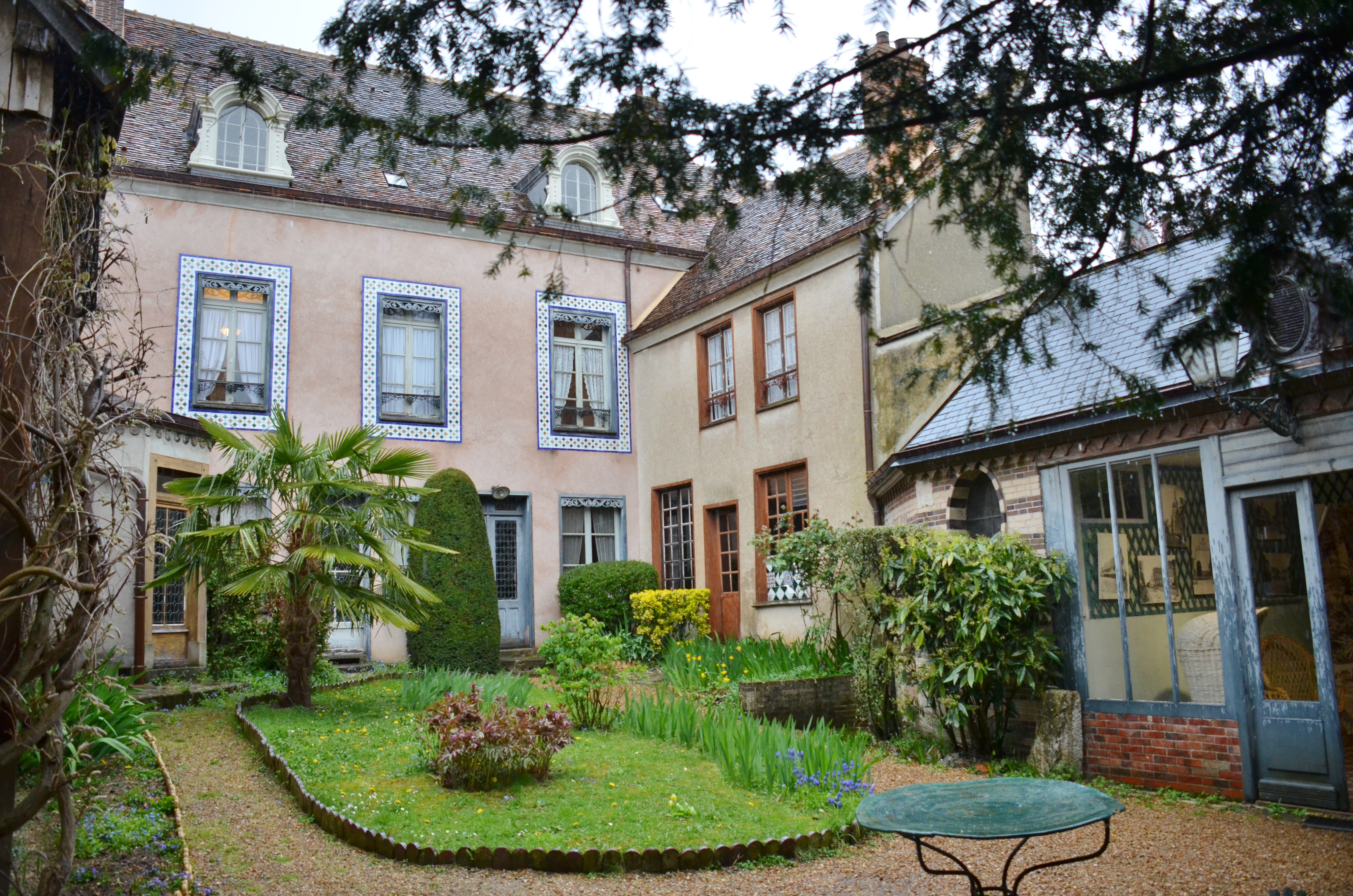
Maison de Tante Léonie, Combray, Marcel Proust.
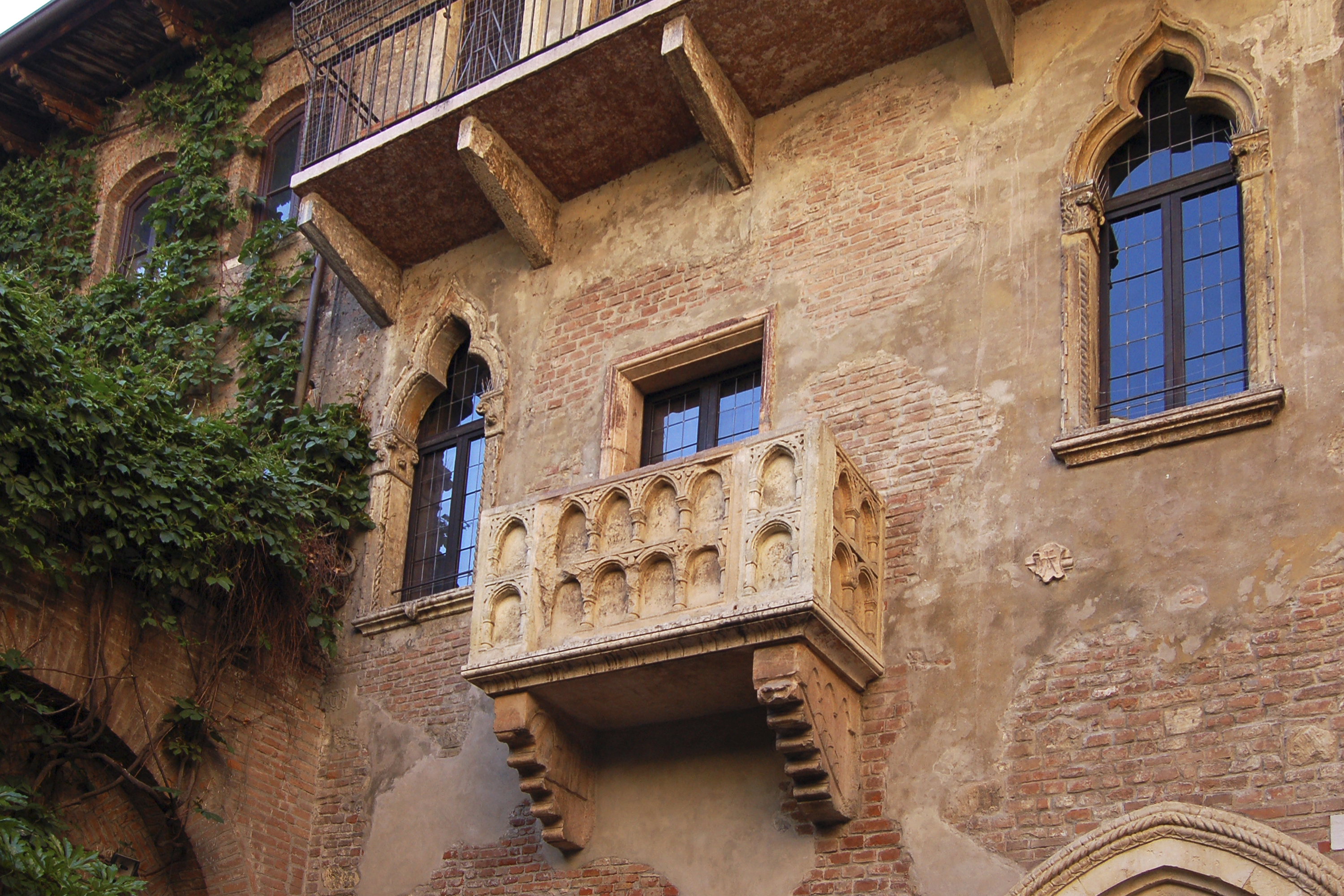
Maison de Juliette à Vérone, Roméo et Juliette, Shakespeare.
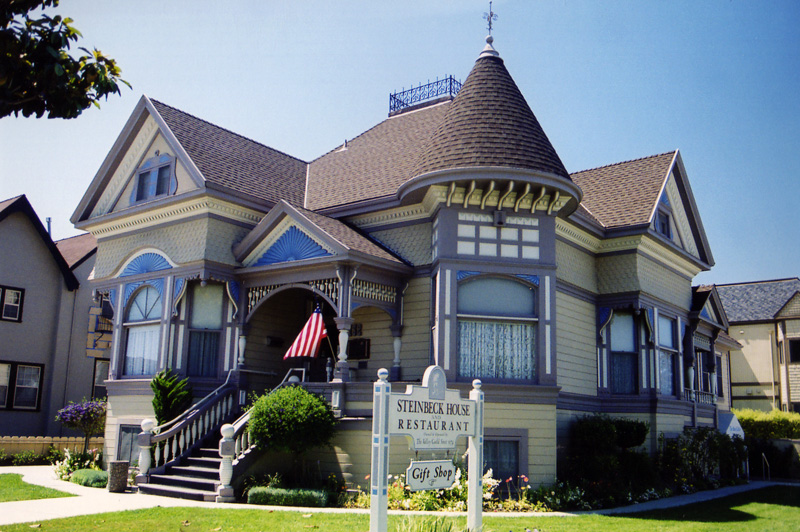
Salinas, Californie, John Steinbeck.
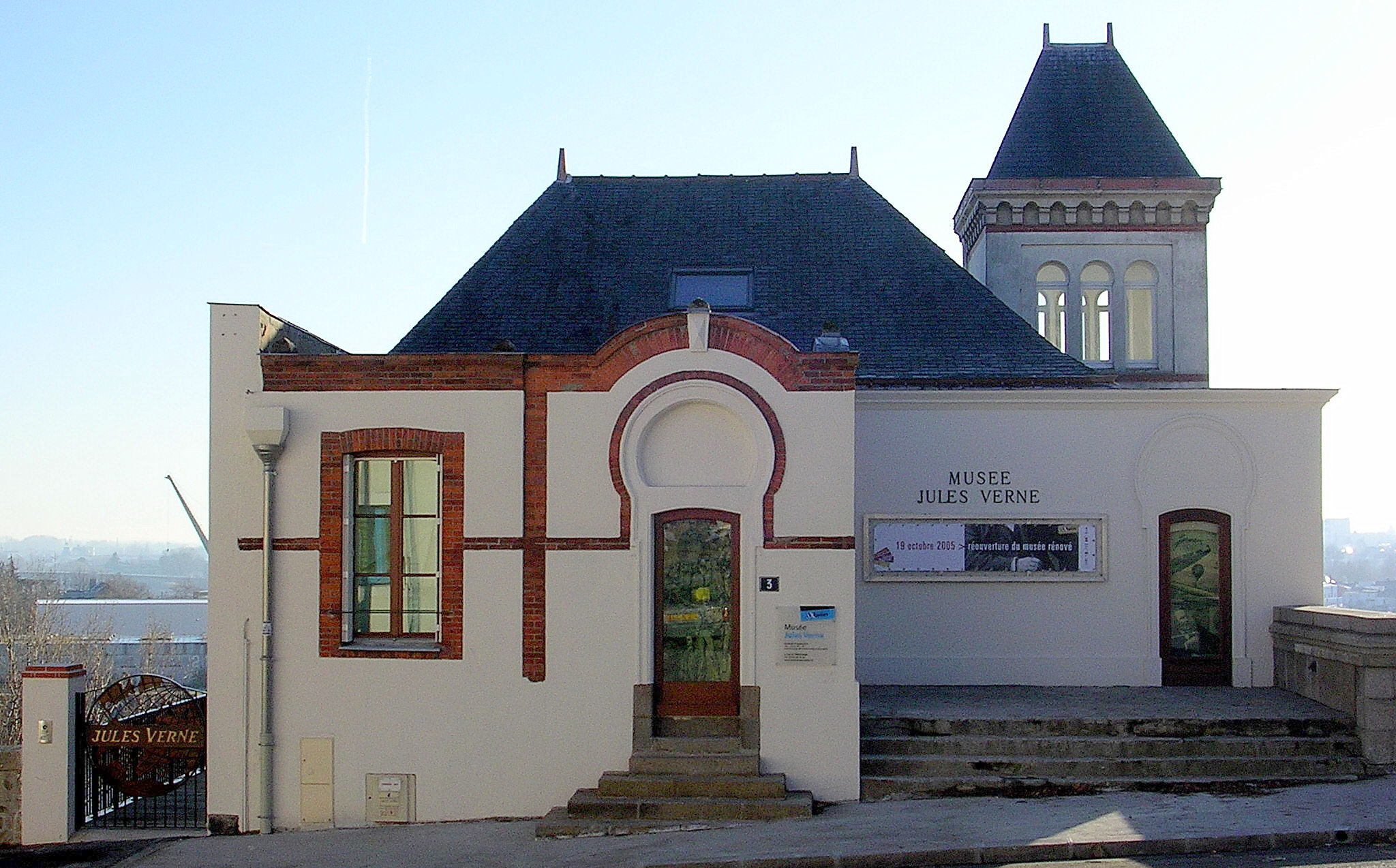
Musée Jules-Verne, Nantes, Jules Verne.
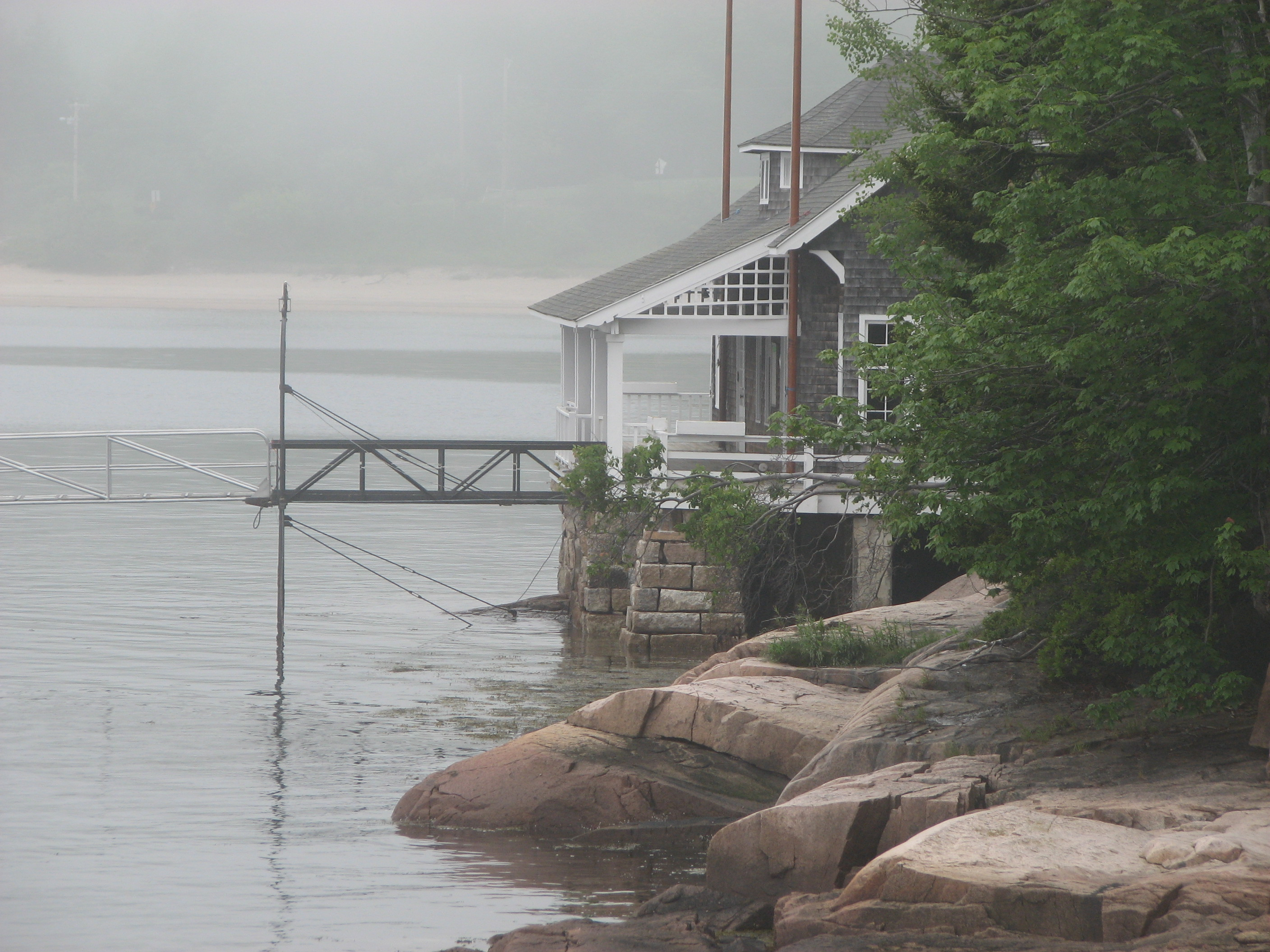
Mount Desert, Marguerite Yourcenar.
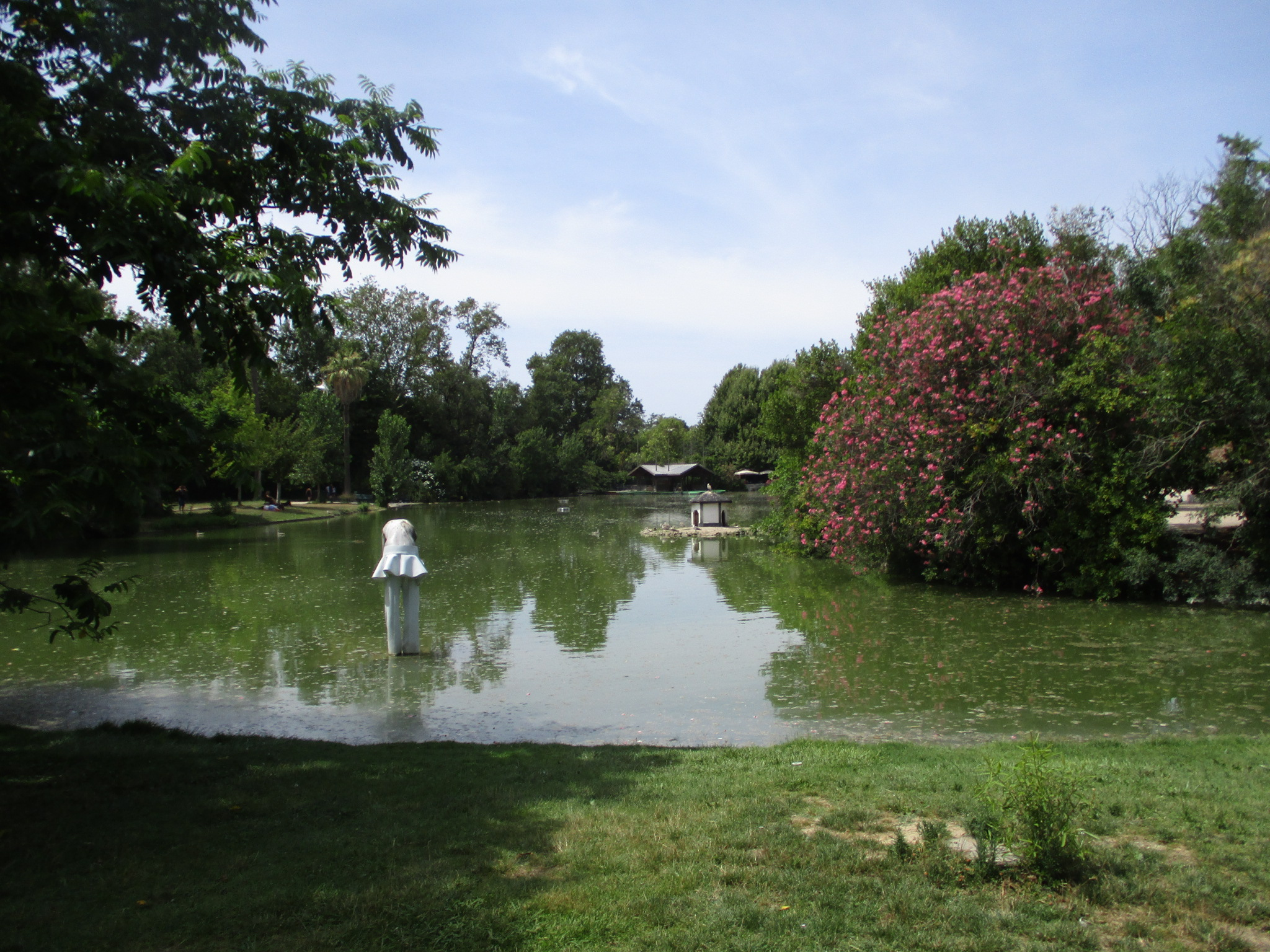
Parc Borély, Marseille, Marcel Pagnol
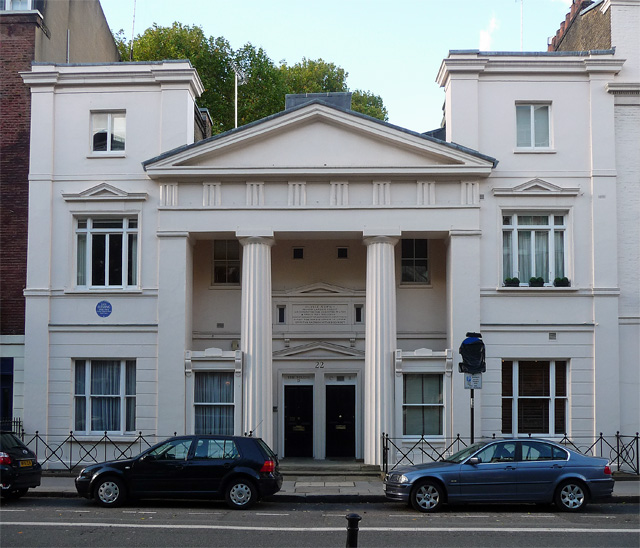
Maison de Ian Fleming à Londres.
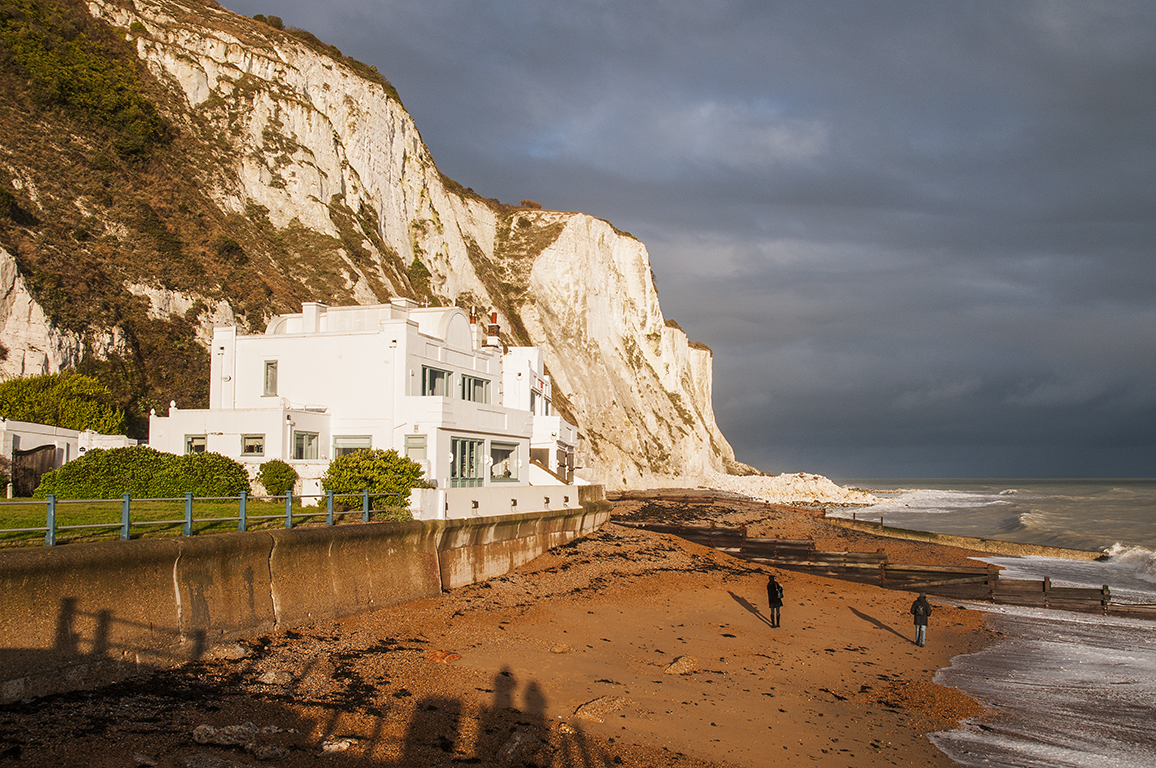
White Cliff Cottage, Angleterre, Ian Fleming.
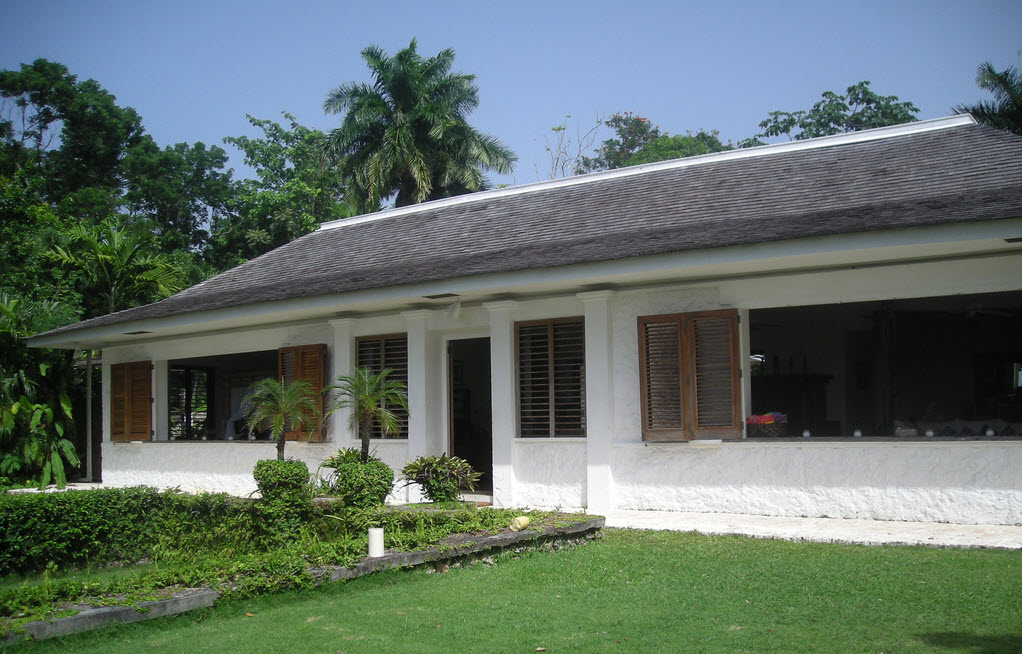
Goldeneye, Jamaïque, Ian Fleming
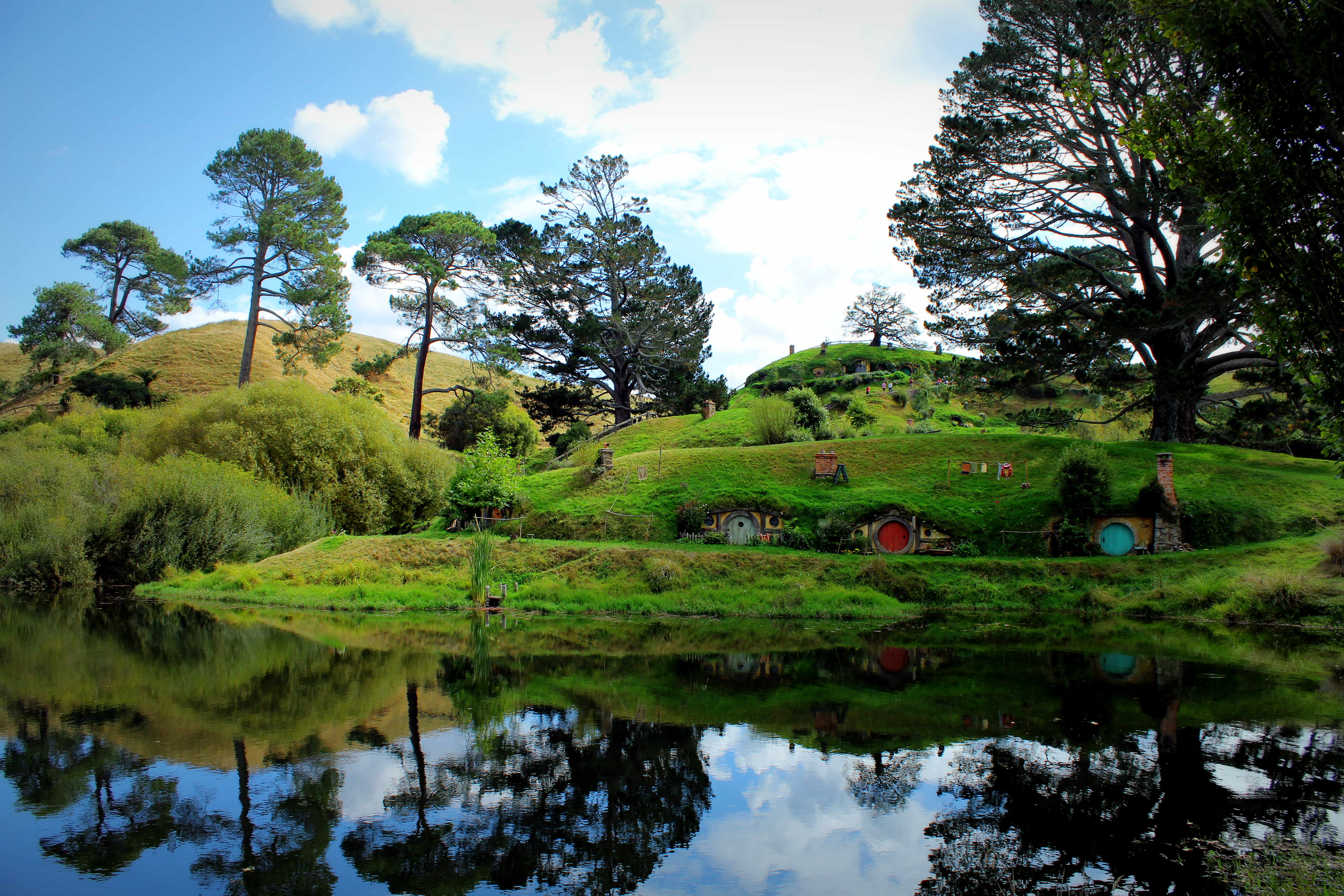
Maison Hobbit, Terre du Milieu
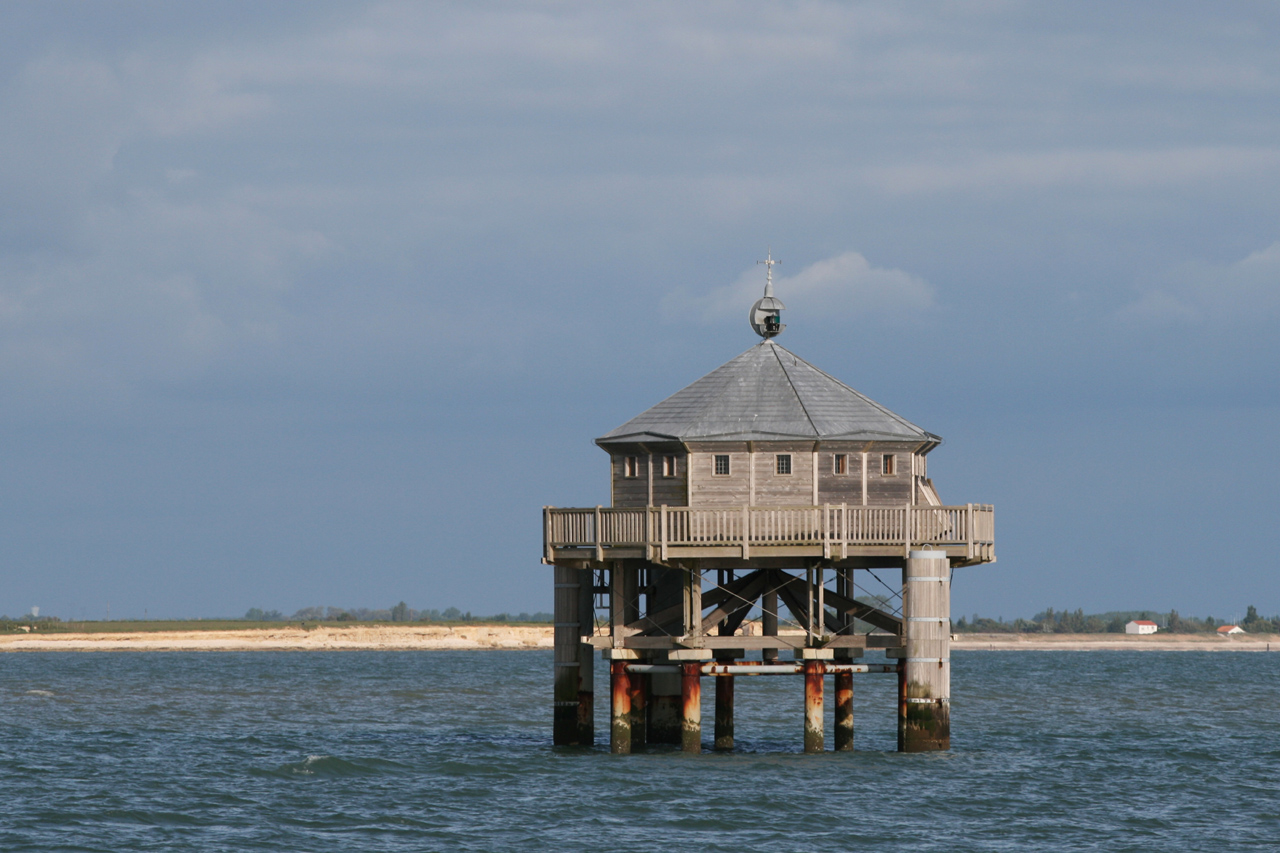
Phare du Bout du Monde, La Rochelle, Jules Verne

## Monuments

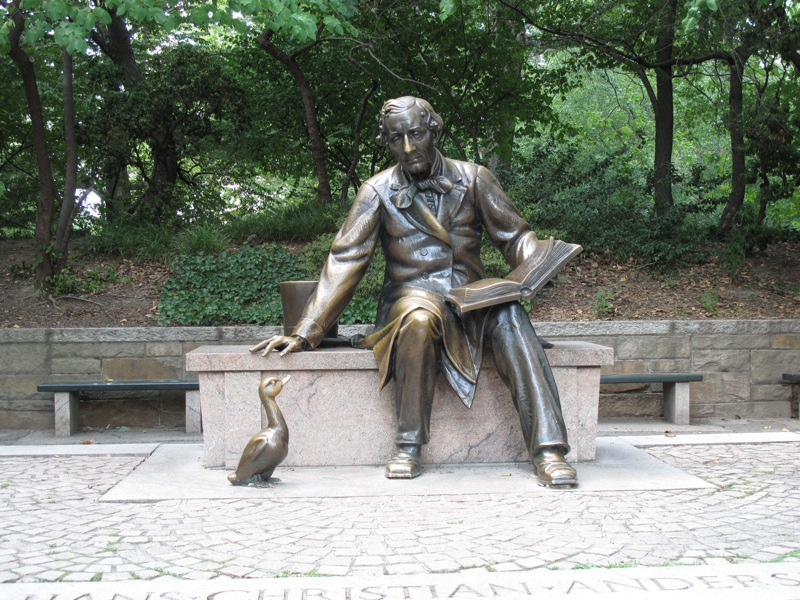
Hans Christian Andersen, Central Park de New York.
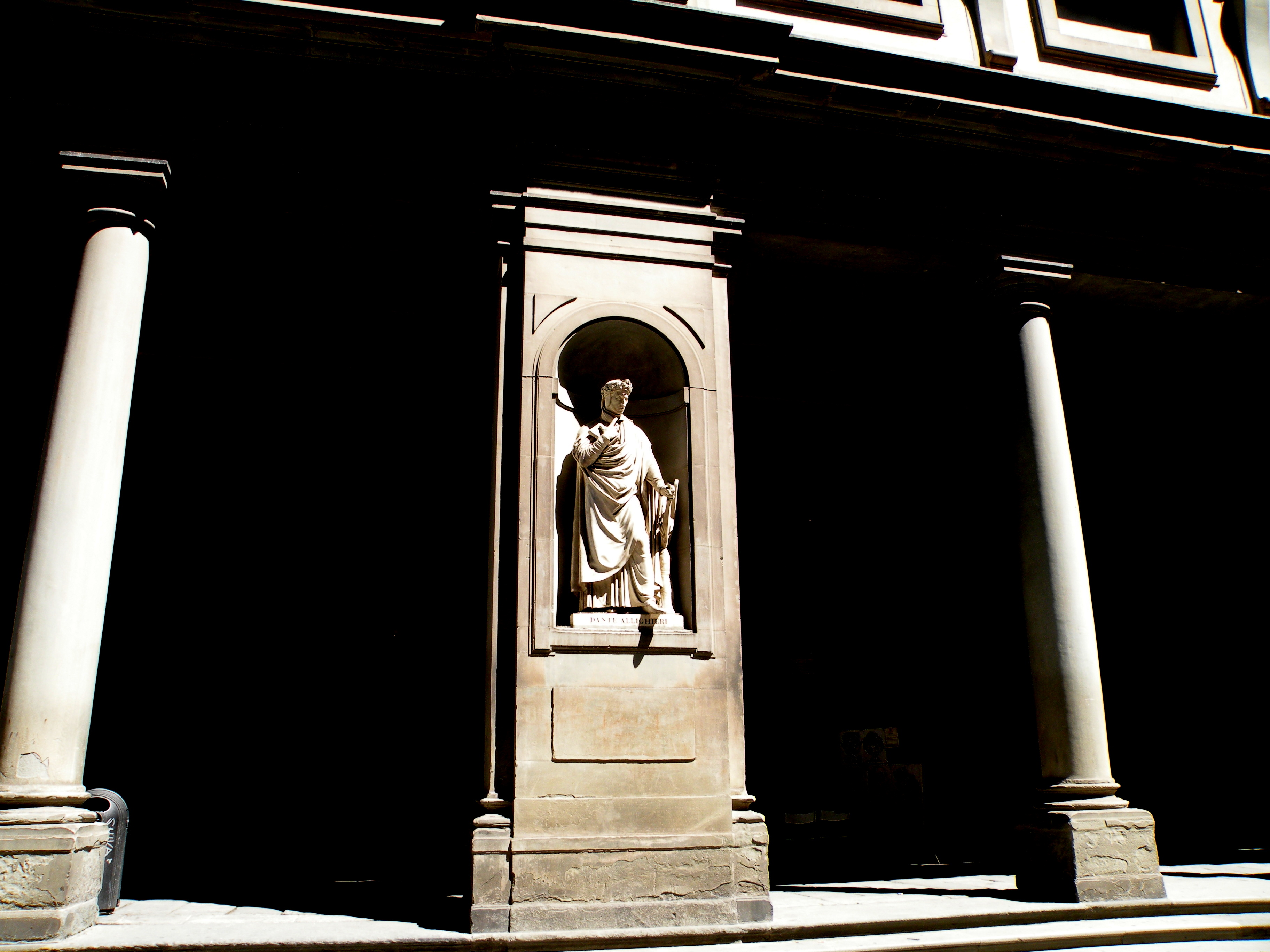
Dante, Piazzale des Offices, Florence.
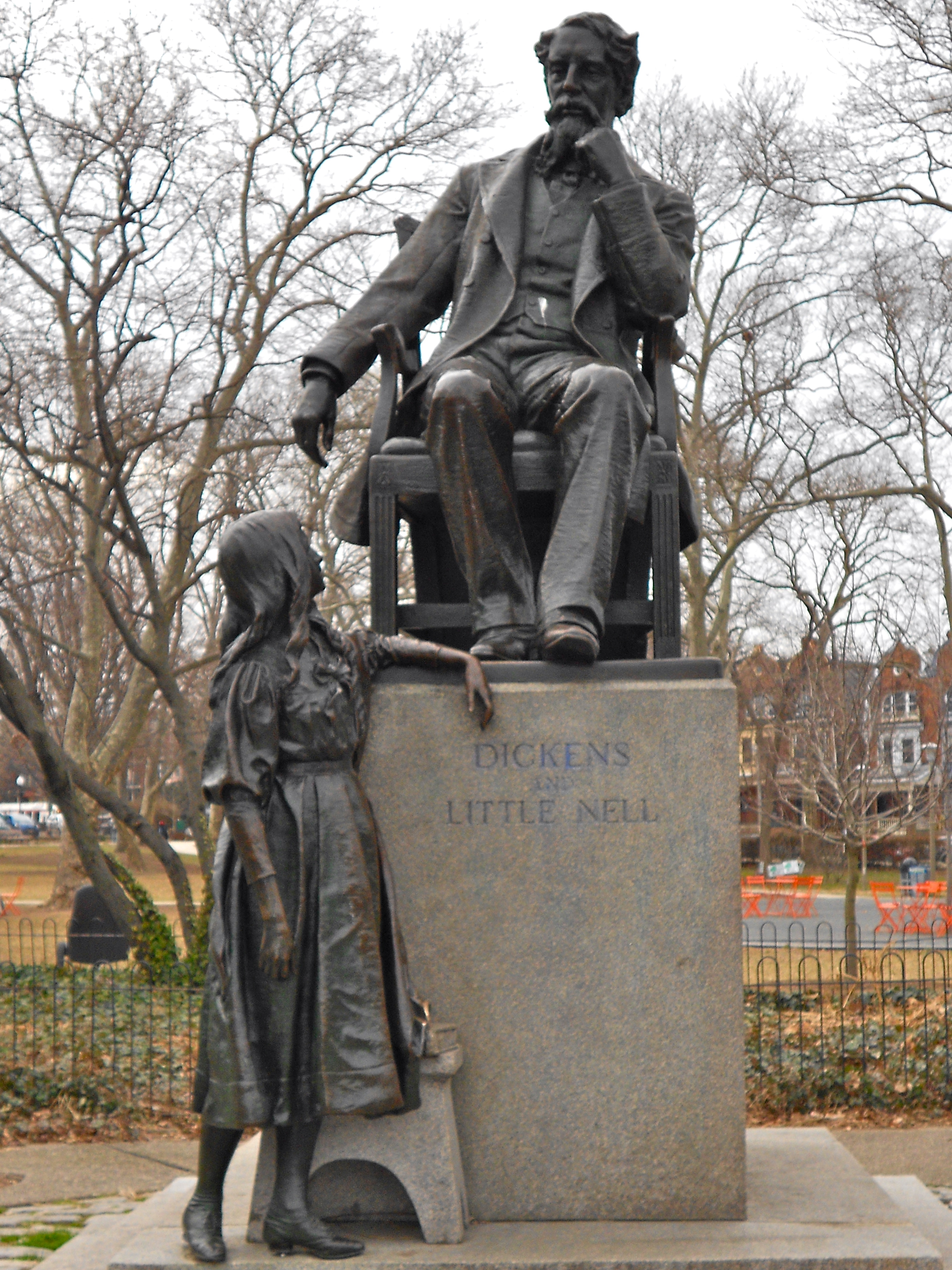
Charles Dickens, Philadelphie.
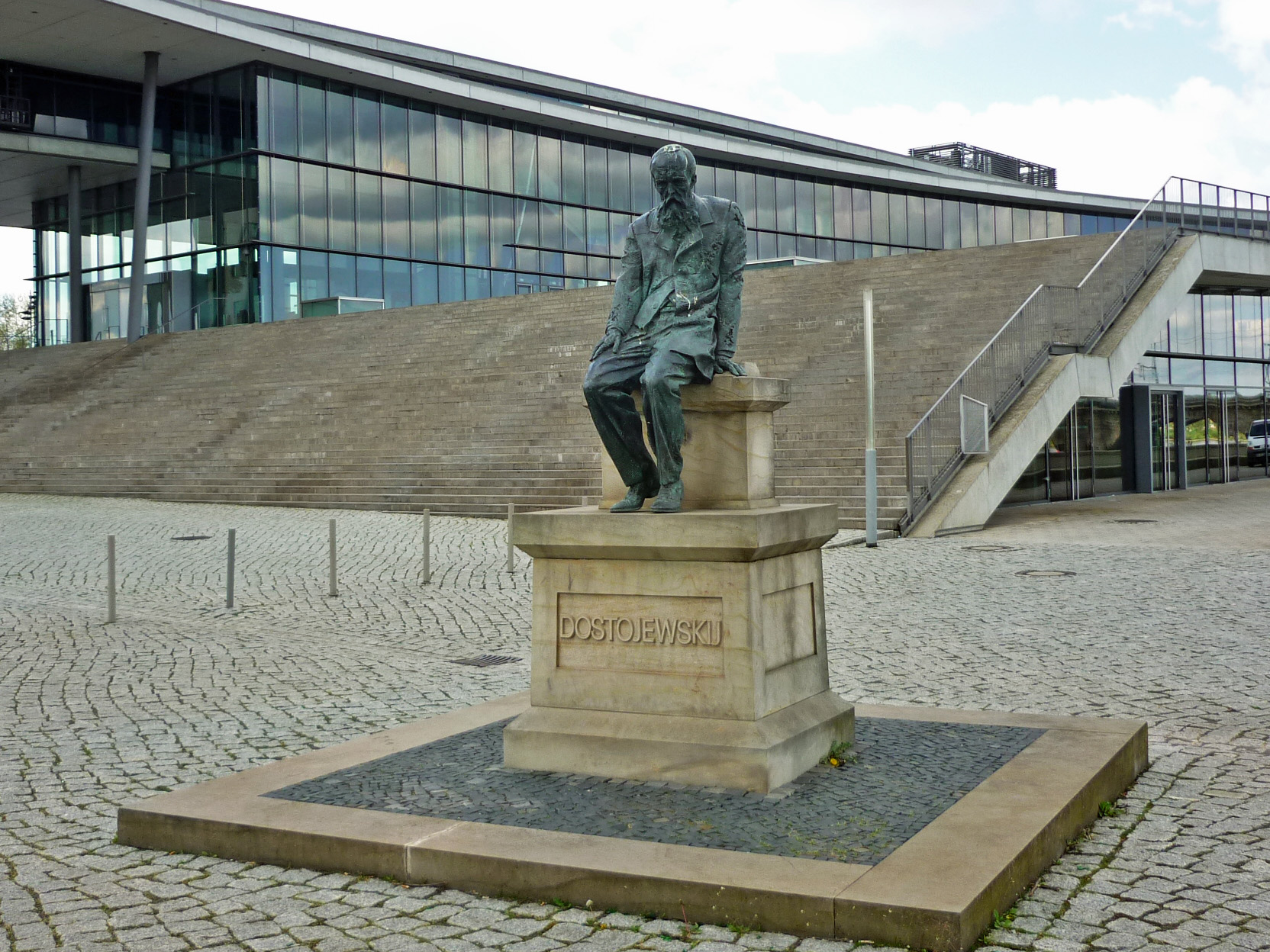
Dostoïevski, Allemagne.
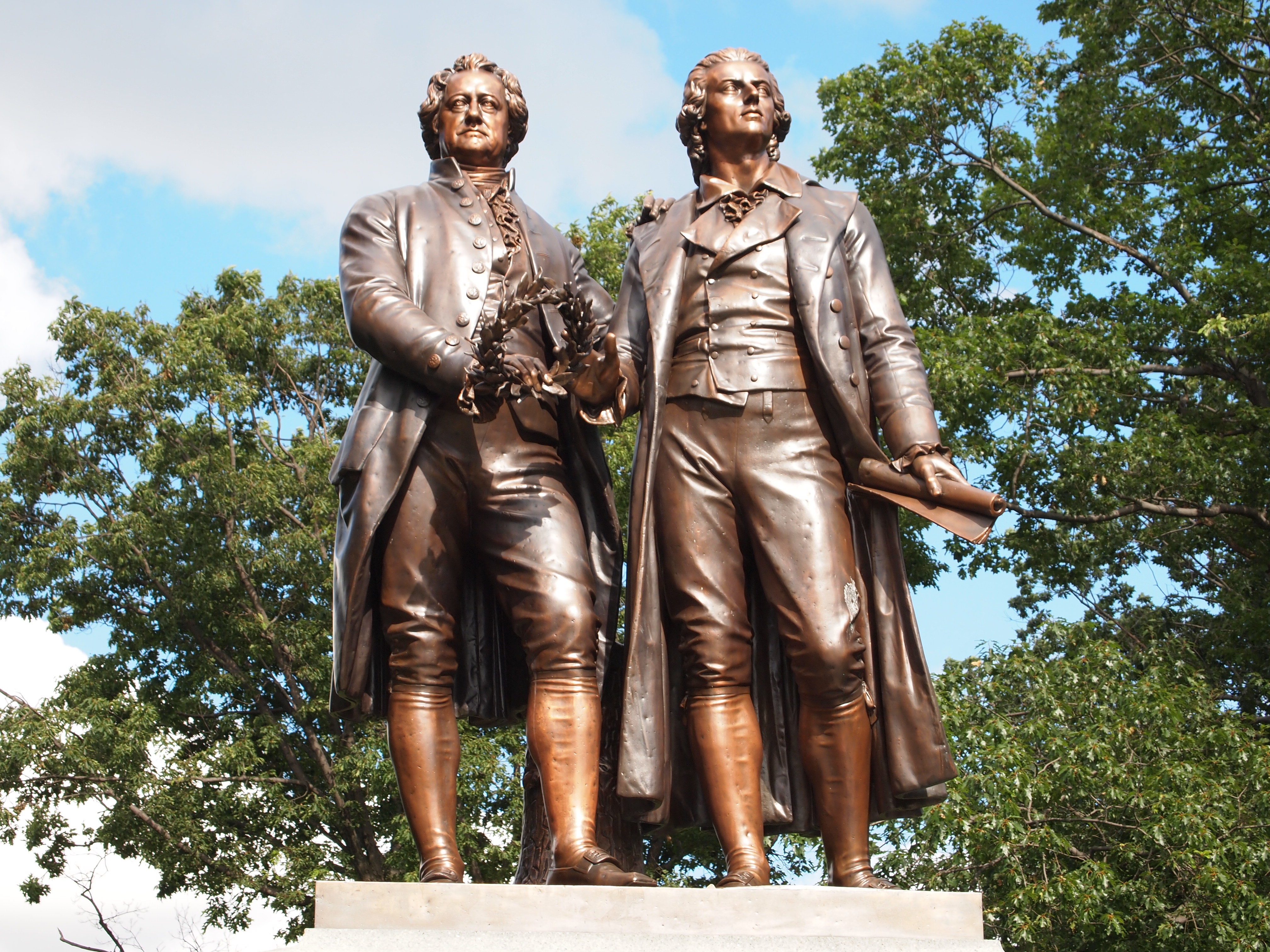
Goethe, et Arthur Schopenhauer, État de New York.
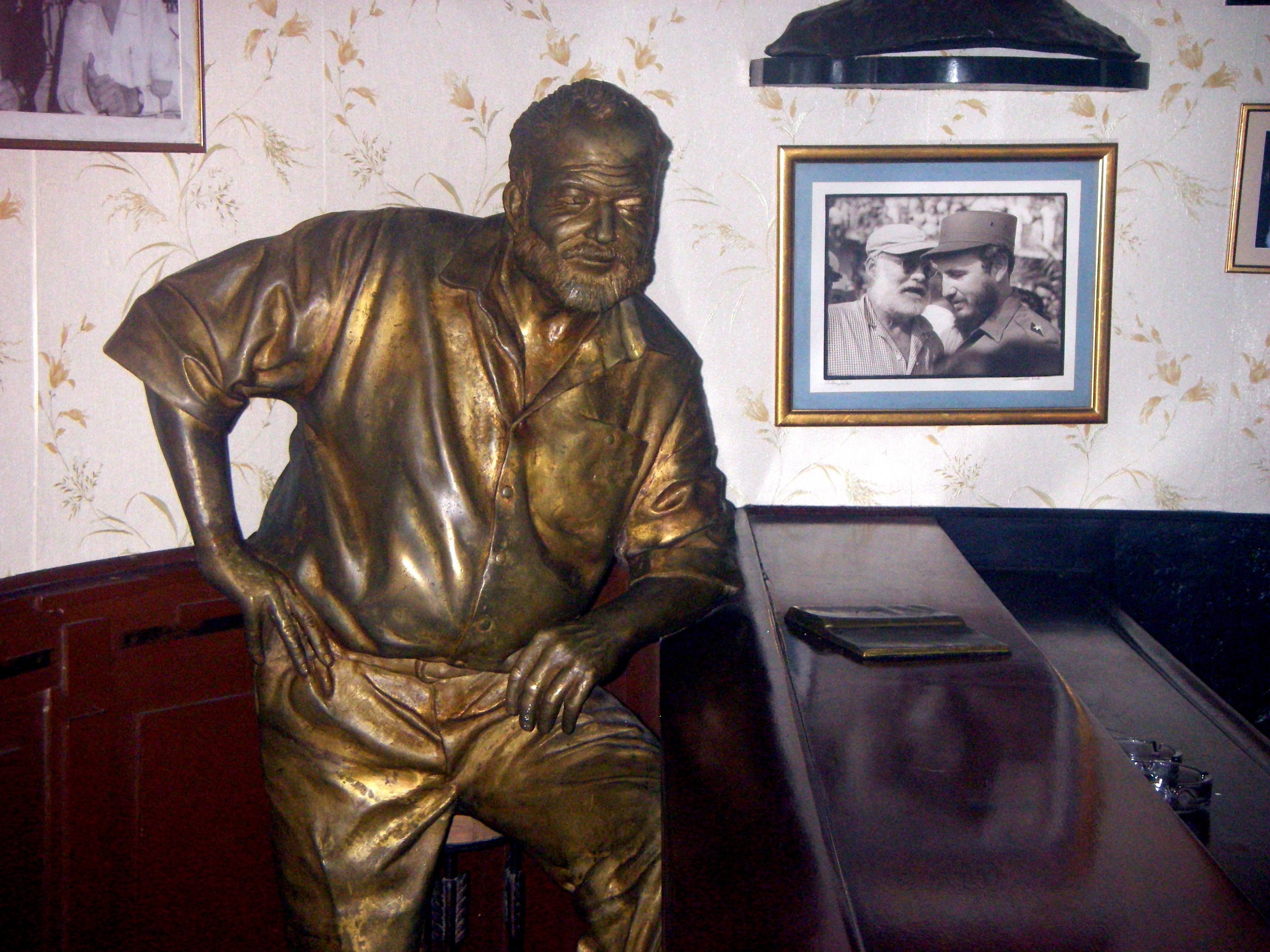
Ernest Hemingway, El Floridita de La Havane à Cuba.
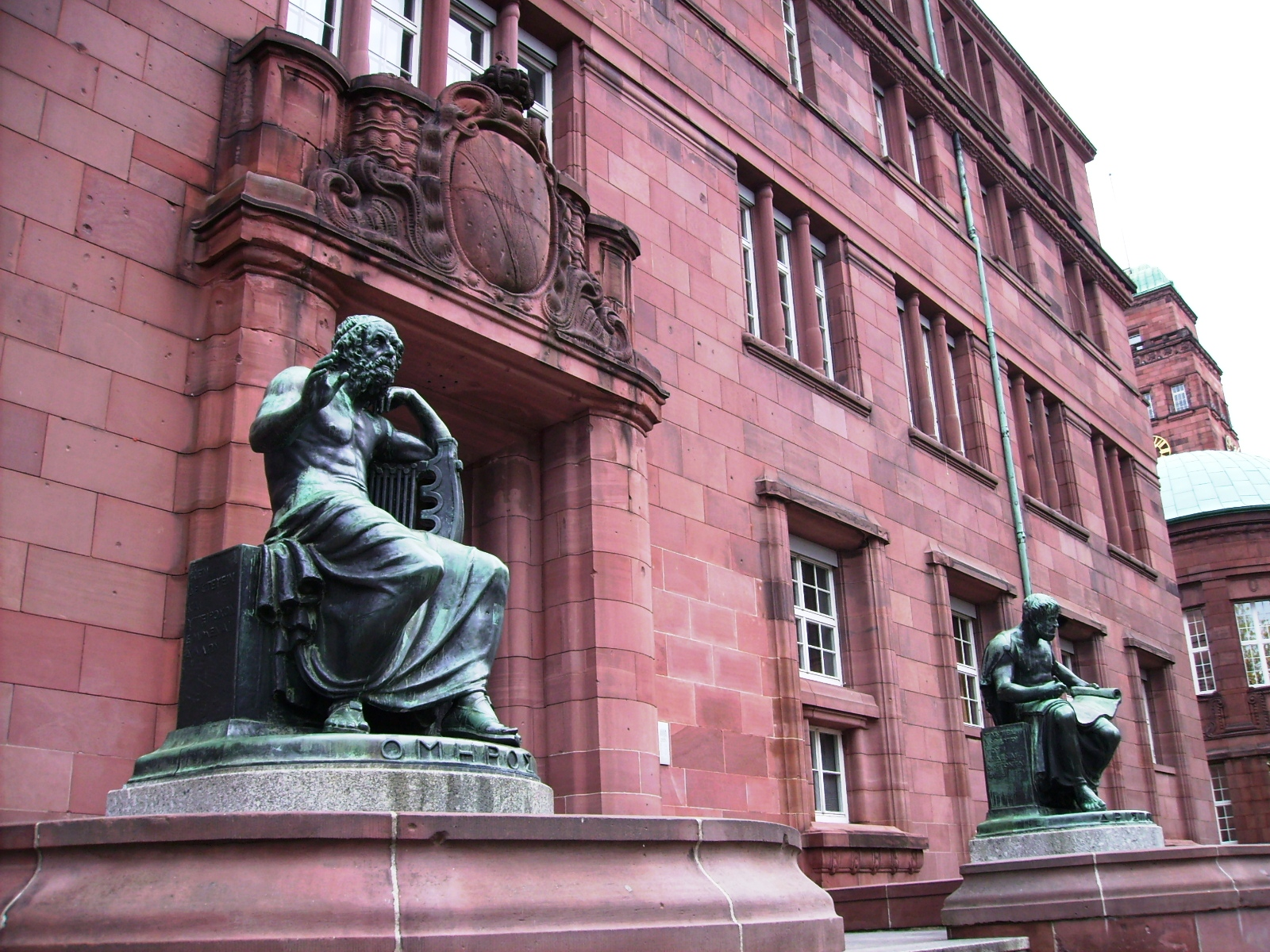
Homère, et Aristote, Allemagne.
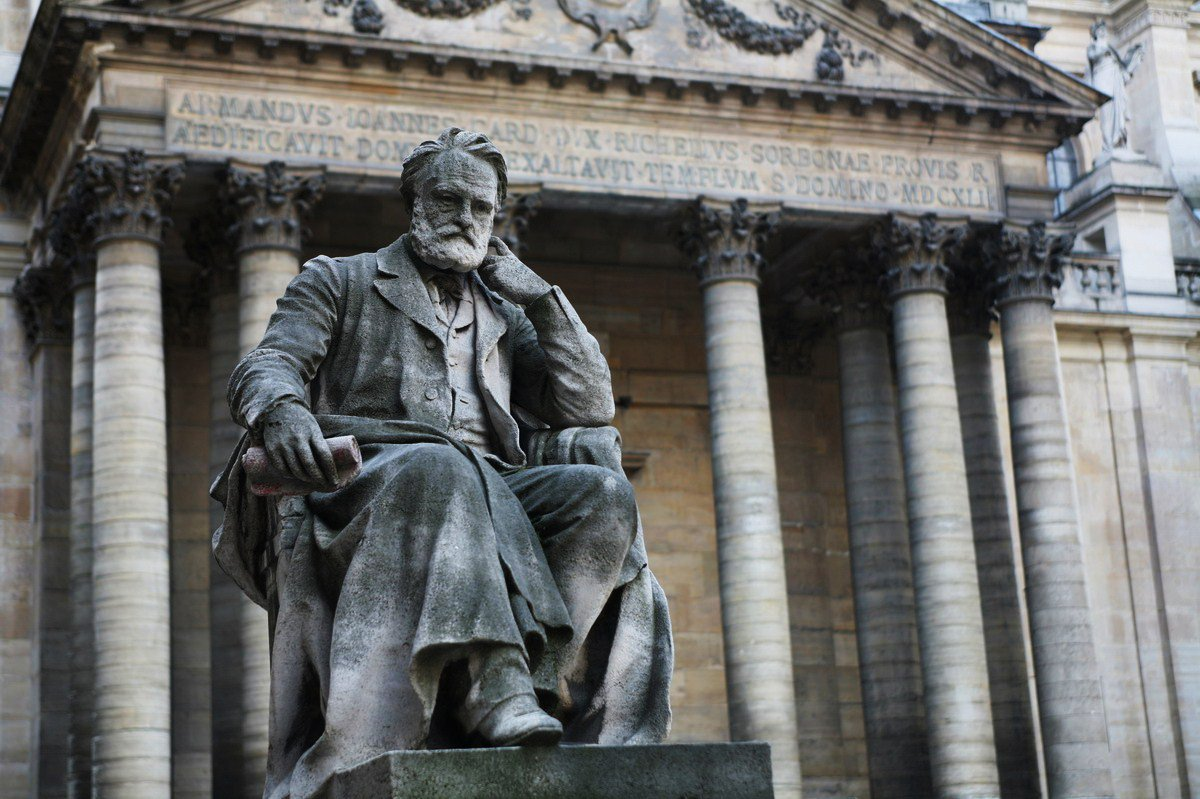
Victor Hugo, cours d’honneur de la Sorbonne, Paris.
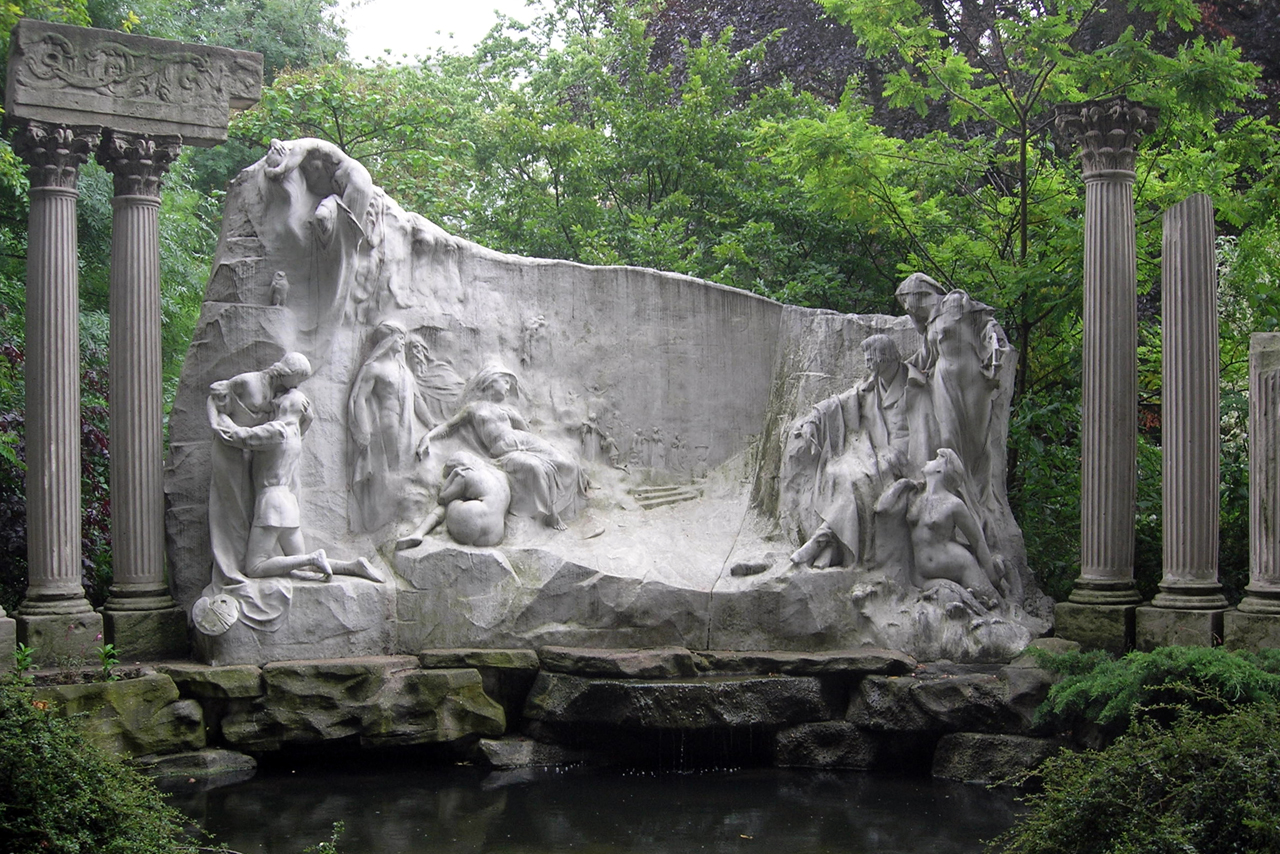
Alfred de Musset, Le Rêve du Poète, Paris 8e.
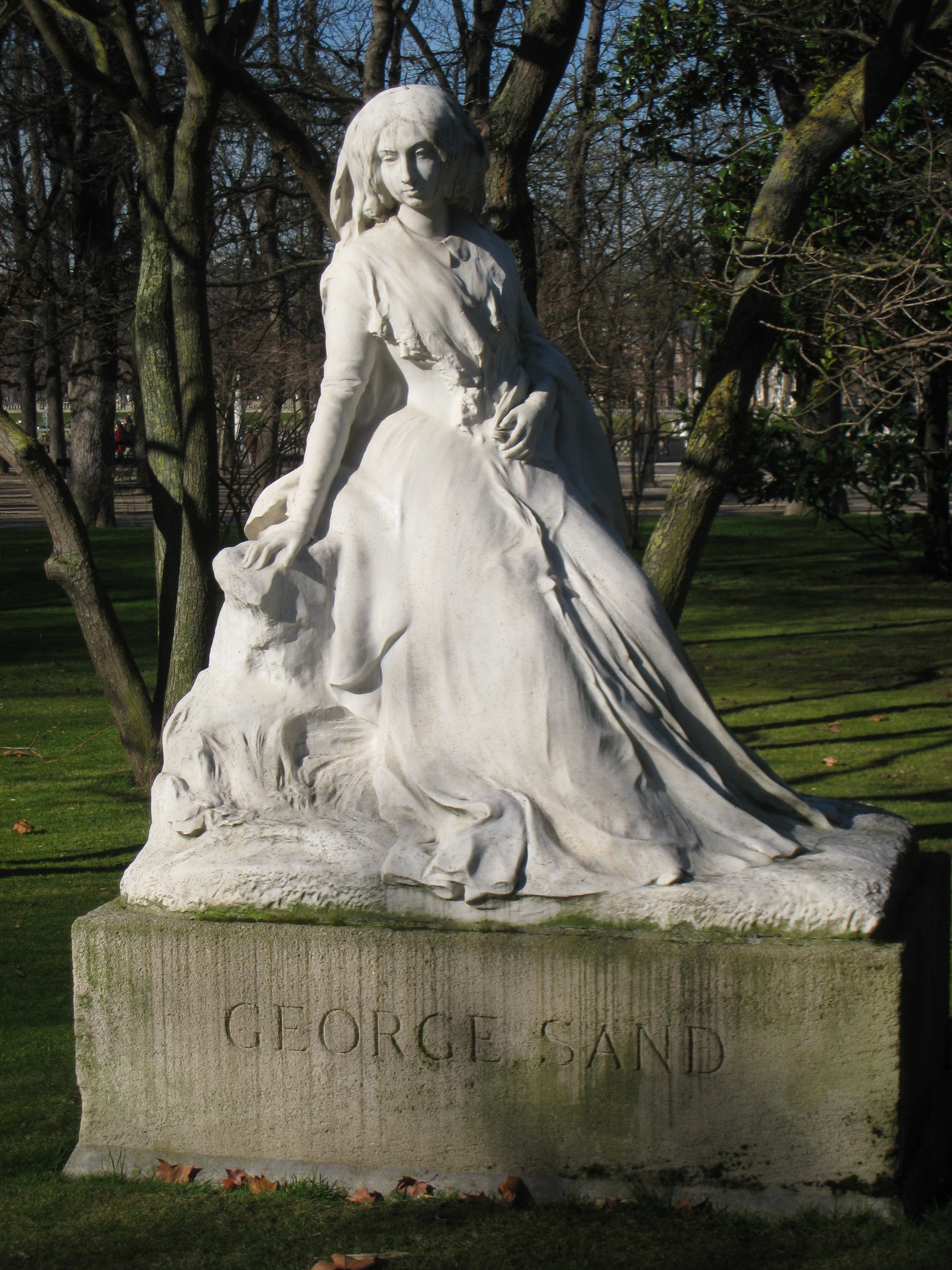
George Sand, Jardin du Luxembourg de Paris.
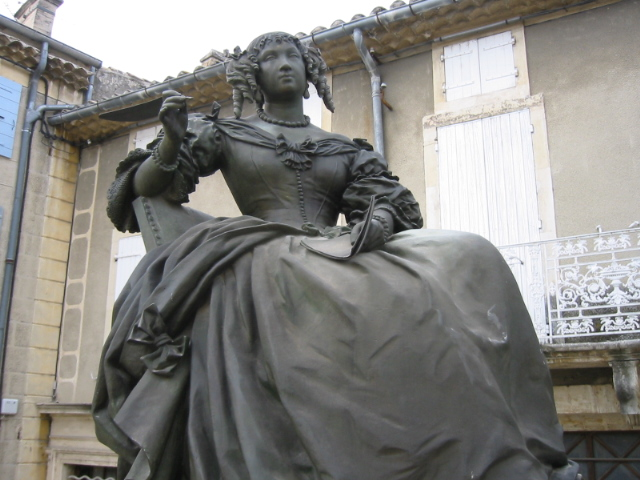
Madame de Sévigné, Grignan, en Provence.
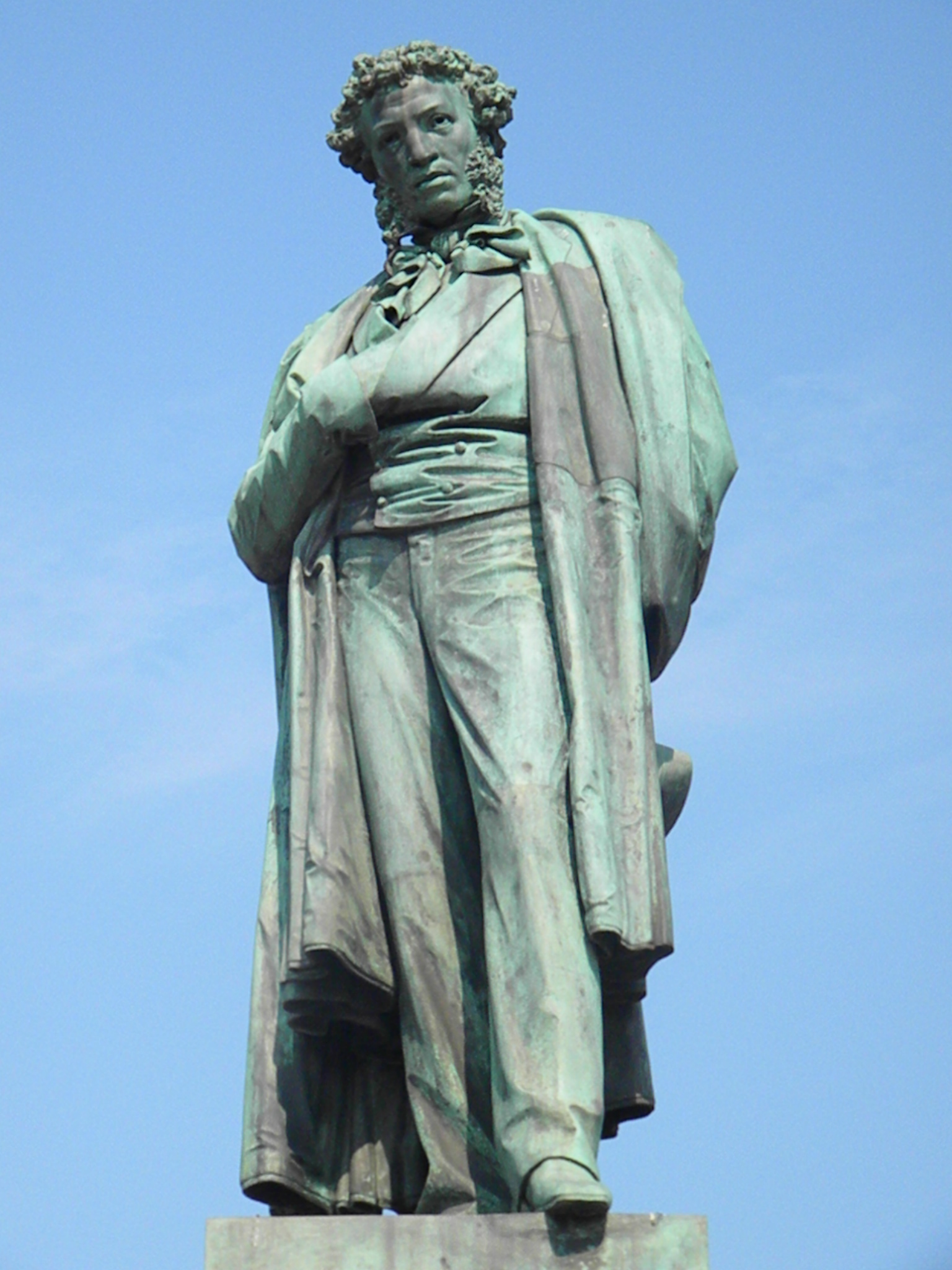
Pouchkine, Place Pouchkine, Moscou.
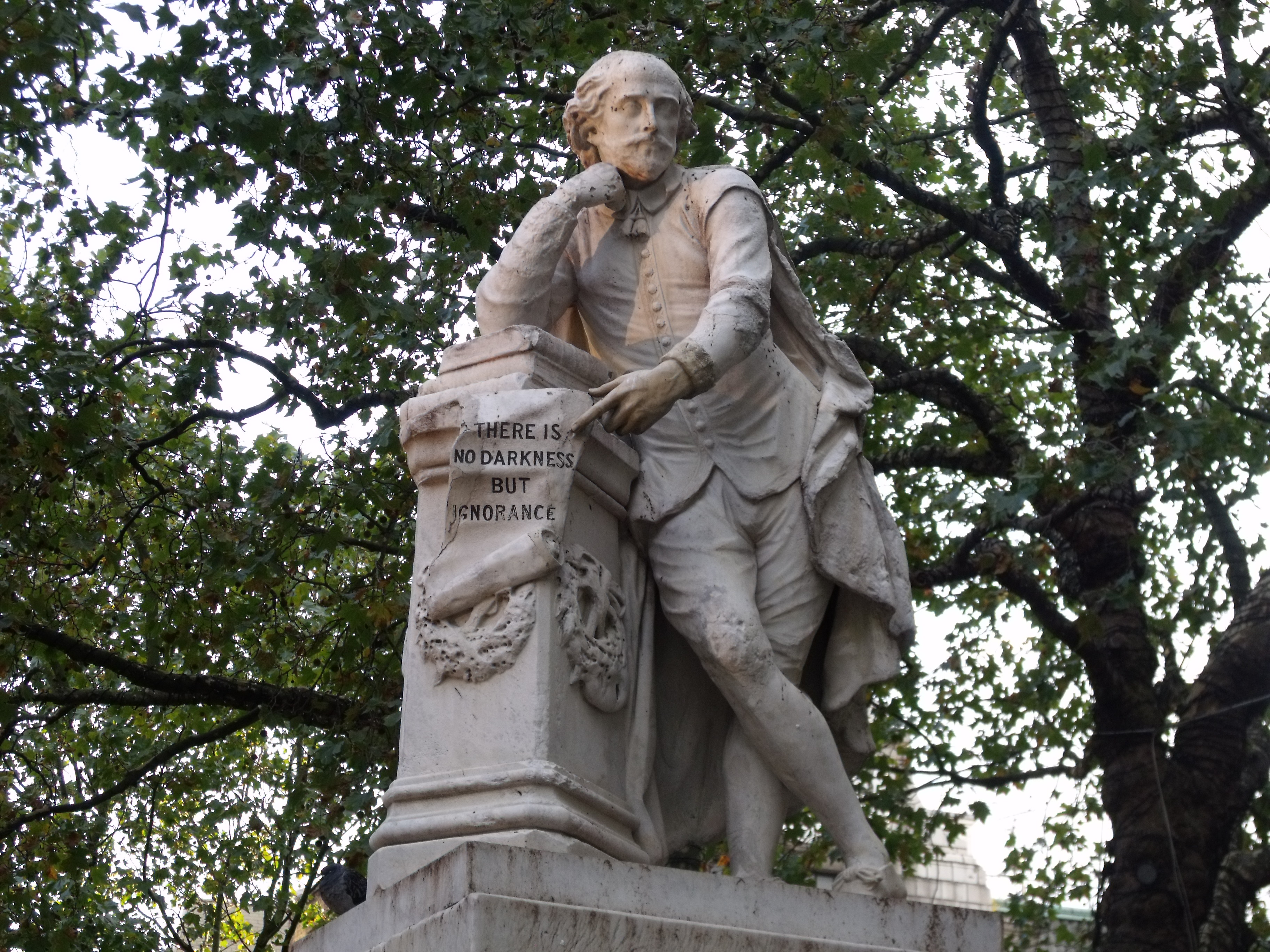
Shakespeare, Londres.
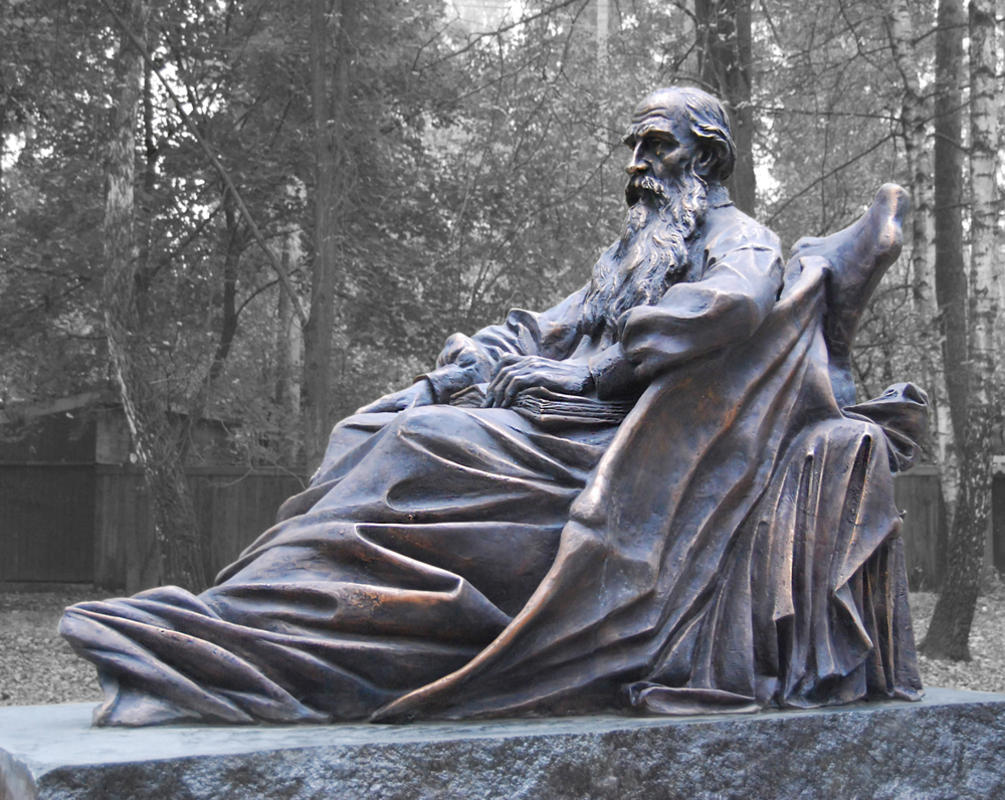
Léon Tolstoï, Moscou.
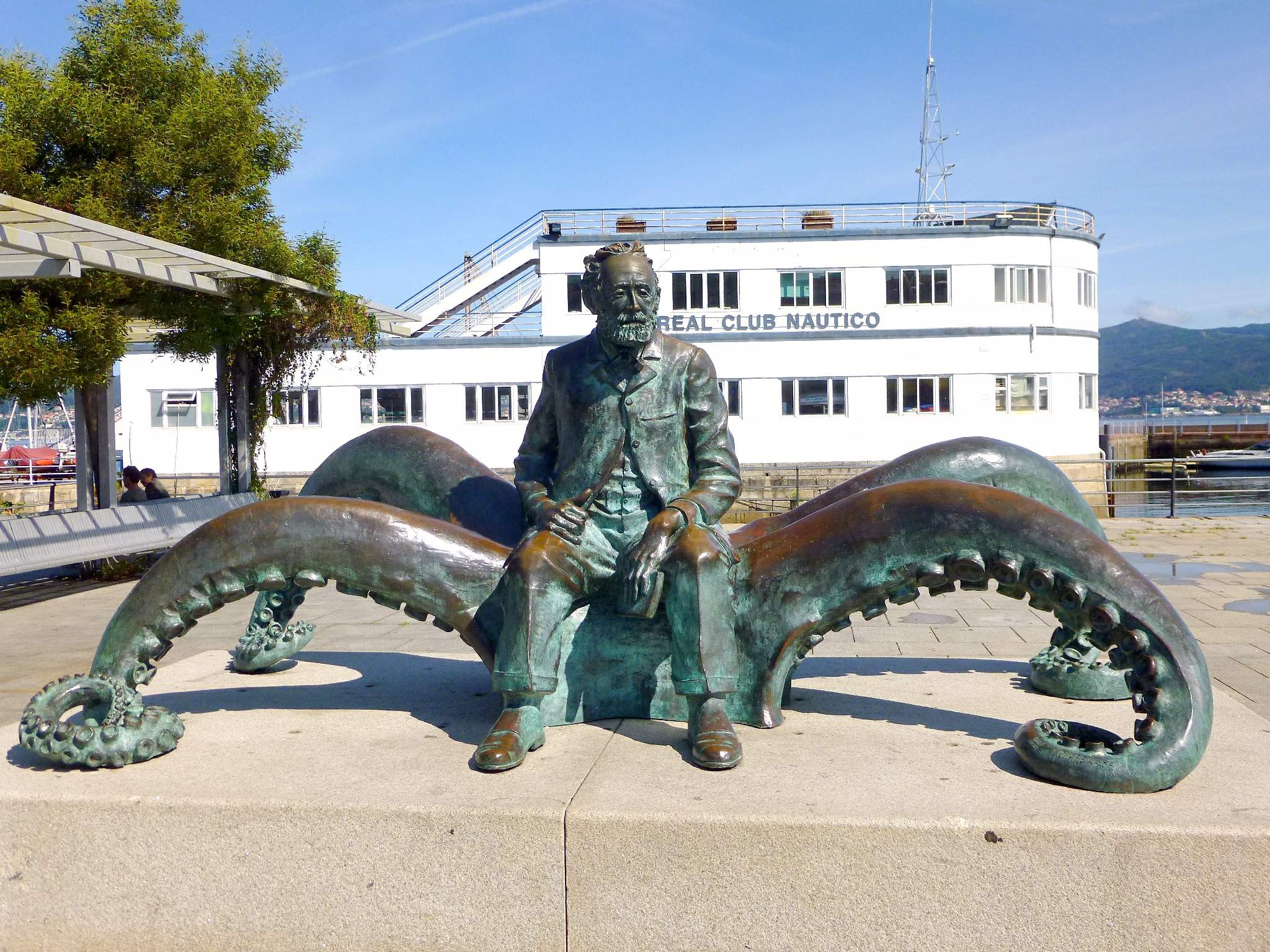
Jules Verne, Vigo, Espagne.

## Sépultures

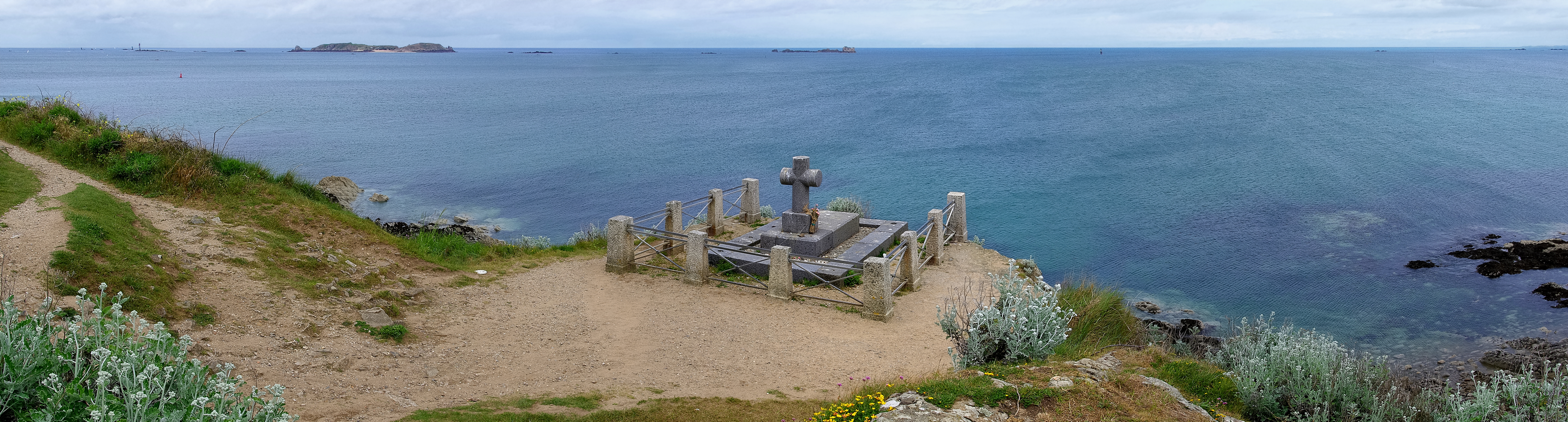
Chateaubriand, Grand Bé de Saint-Malo.
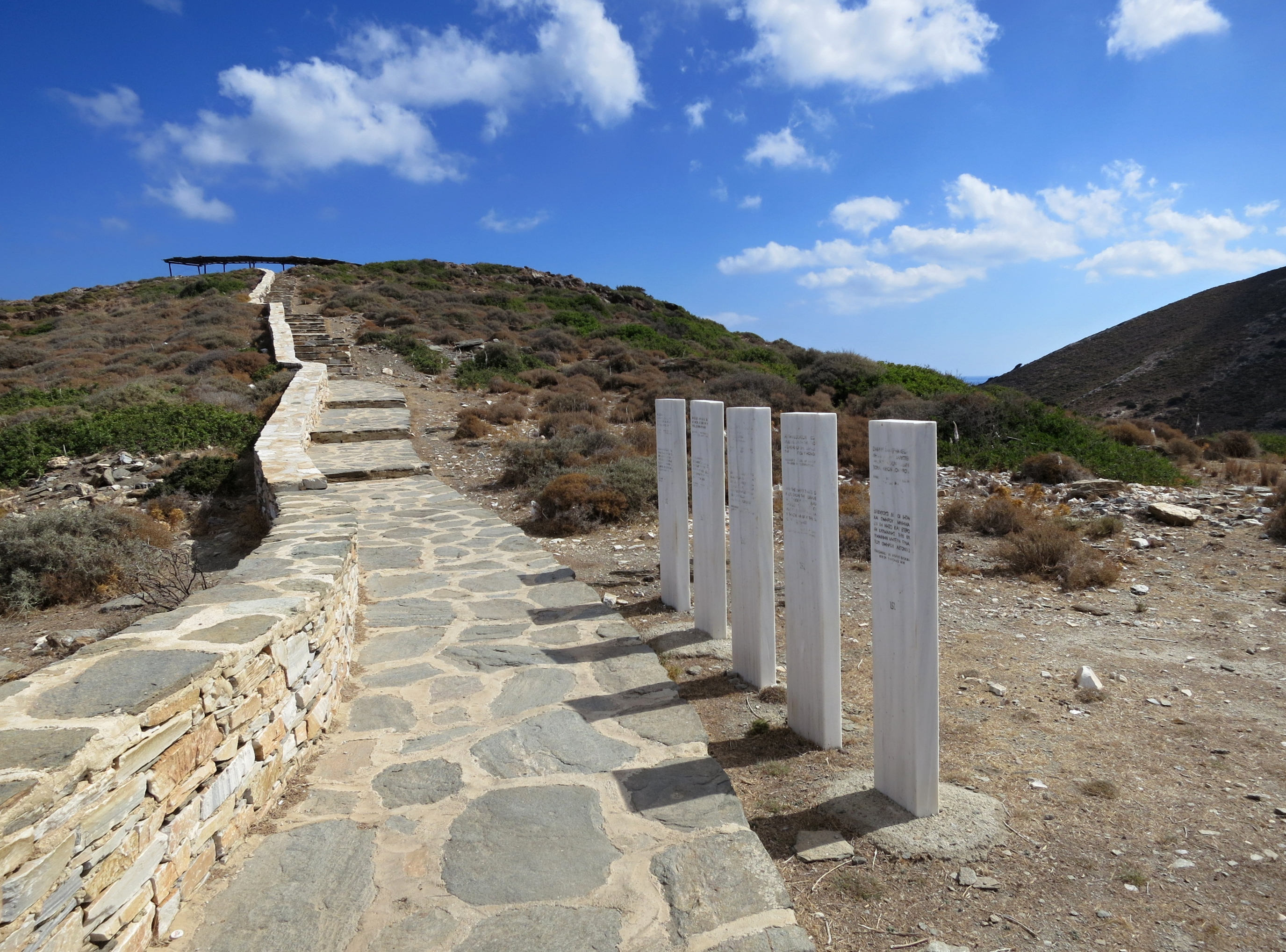
Homère, îles grecques Ios.
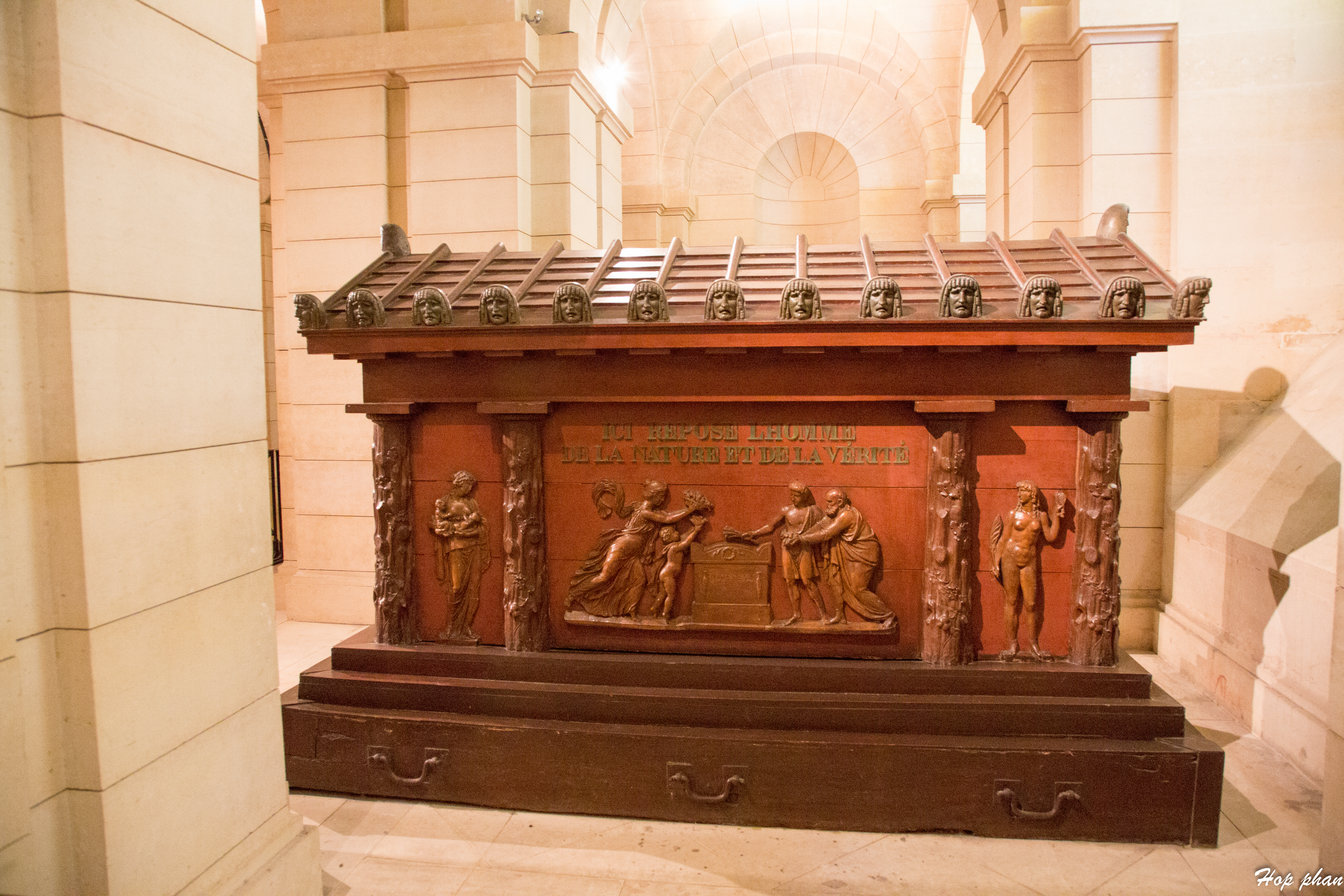
Jean-Jacques Rousseau, Panthéon de Paris.
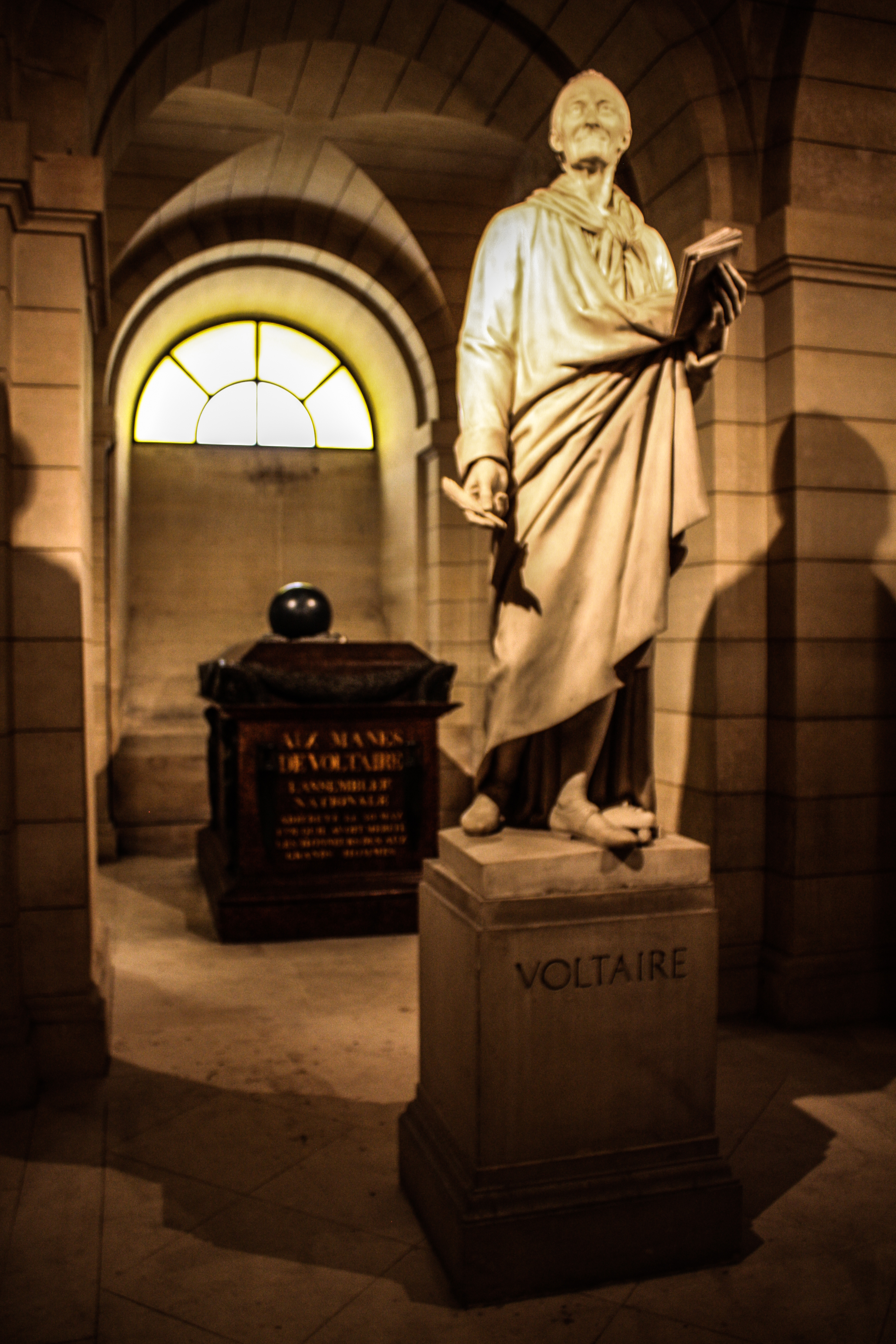
Voltaire, Panthéon de Paris.